# Villefranche-de-Rouergue
Pour les articles homonymes, voir Villefranche.
Villefranche-de-Rouergue est une commune française du sud de la France située dans le département de l'Aveyron, dont elle est sous-préfecture, en région Occitanie.
La ville possède le label « Grand Site d'Occitanie » ainsi que celui de « ville d'art et d'histoire » avec le « pays des bastides du Rouergue ».

## Géographie

### Localisation
Villefranche-de-Rouergue est située à 43 km à l'ouest de Rodez, les autres villes proches sont : Cahors (48 km), Toulouse (96 km), Decazeville (30 km), Albi (48 km), Carmaux (36 km), Montauban (64 km).

### Communes limitrophes
Les communes limitrophes sont Maleville, Morlhon-le-Haut, La Rouquette, Saint-Rémy, Sanvensa, Savignac, Toulonjac et Le Bas Ségala.

### Géologie et relief
Villefranche-de-Rouergue se situe dans la vallée de l'Aveyron en Rouergue, sur la faille géologique qui sépare le Causse (terres à blé) du Ségala (terre à seigle). Cette faille d'orientation Nord-Nord-Est/Sud-Sud-Ouest traverse Bouillac (Aveyron) (sur le Lot), Villefranche-de Rouergue, borde Monteils (Aveyron) (à l'est) et Najac (à l'ouest), traverse finalement Laguépie avant de disparaître sous les nombreuses couches sédimentaires caractéristiques du nord du Languedoc toulousain.

### Climat
Pour des articles plus généraux, voir Climat de l'Occitanie et Climat de l'Aveyron.
En 2010, le climat de la commune est de type climat océanique altéré, selon une étude s'appuyant sur une série de données couvrant la période 1971-2000. En 2020, Météo-France publie une typologie des climats de la France métropolitaine dans laquelle la commune est dans une zone de transition entre le climat océanique altéré et le climat de montagne et est dans une zone de transition entre les régions climatiques « Ouest et nord-ouest du Massif Central » et « Sud-est du Massif Central ».
Pour la période 1971-2000, la température annuelle moyenne est de 12,6 °C, avec une amplitude thermique annuelle de 15,7 °C. Le cumul annuel moyen de précipitations est de 962 mm, avec 11,2 jours de précipitations en janvier et 6 jours en juillet. Pour la période 1991-2020, la température moyenne annuelle observée sur la station météorologique installée sur la commune est de 12,6 °C et le cumul annuel moyen de précipitations est de 865,1 mm,. Pour l'avenir, les paramètres climatiques de la commune estimés pour 2050 selon différents scénarios d'émission de gaz à effet de serre sont consultables sur un site dédié publié par Météo-France en novembre 2022.
| Mois                                  | jan.           | fév.           | mars           | avril         | mai           | juin          | jui.         | août           | sep.          | oct.          | nov.             | déc.           | année      |
| ------------------------------------- | -------------- | -------------- | -------------- | ------------- | ------------- | ------------- | ------------ | -------------- | ------------- | ------------- | ---------------- | -------------- | ---------- |
| Température minimale moyenne (°C)     | 1              | 0,6            | 3,1            | 5,5           | 8,8           | 12,1          | 14           | 13,8           | 10,6          | 8,4           | 4,2              | 1,6            | 7          |
| Température moyenne (°C)              | 4,9            | 5,5            | 8,6            | 11,2          | 14,9          | 18,7          | 21           | 21             | 17,2          | 13,6          | 8,4              | 5,7            | 12,6       |
| Température maximale moyenne (°C)     | 8,8            | 10,3           | 14,2           | 17            | 21,1          | 25,3          | 28,1         | 28,1           | 23,7          | 18,6          | 12,6             | 9,7            | 18,1       |
| Record de froid (°C) date du record   | −11,9 13.01.03 | −15,5 06.02.12 | −12,9 01.03.05 | −4,7 07.04.21 | −2,1 06.05.19 | 1,6 01.06.06  | 5,7 15.07.16 | 4,2 29.08.1998 | 0,7 25.09.02  | −7 25.10.03   | −11,3 23.11.1988 | −13,9 24.12.01 | −15,5 2012 |
| Record de chaleur (°C) date du record | 20,7 01.01.22  | 24,5 27.02.19  | 26,8 29.03.23  | 29,2 29.04.05 | 34,1 21.05.22 | 40,8 27.06.19 | 40 24.07.19  | 43 12.08.03    | 36,1 12.09.22 | 34,4 01.10.23 | 24,7 07.11.15    | 20 31.12.21    | 43 2003    |
| Précipitations (mm)                   | 74,6           | 58,9           | 65,6           | 93,2          | 88,4          | 73,4          | 48           | 59,8           | 68,2          | 74,8          | 82,1             | 78,1           | 865,1      |

## Urbanisme

### Typologie
Au 1er janvier 2024, Villefranche-de-Rouergue est catégorisée petite ville, selon la nouvelle grille communale de densité à 7 niveaux définie par l'Insee en 2022.
Elle appartient à l'unité urbaine de Villefranche-de-Rouergue, une agglomération intra-départementale dont elle est ville-centre,. Par ailleurs la commune fait partie de l'aire d'attraction de Villefranche-de-Rouergue, dont elle est la commune-centre,. Cette aire, qui regroupe 34 communes, est catégorisée dans les aires de moins de 50 000 habitants,.

### Habitat et logement
En 2013, selon INSEE, la part de logements vacants est de 16 % à comparer aux 9,17 % nationaux.

### Voies de communication et transports

#### Axes ferroviaires

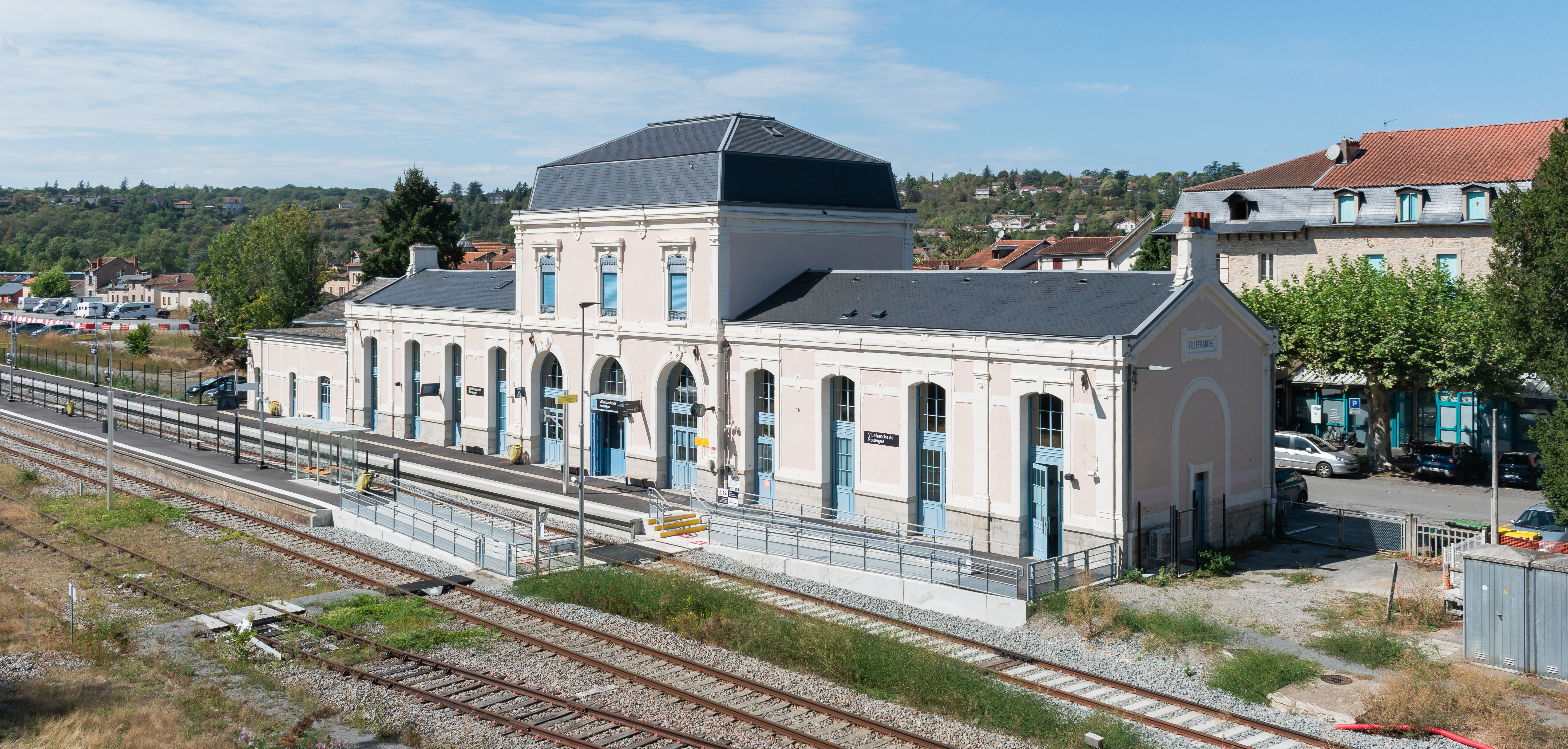
La gare.

La gare de Villefranche-de-Rouergue est située sur la ligne de Brive-la-Gaillarde à Toulouse-Matabiau via Capdenac-Gare, elle est desservie par des trains express régionaux du réseau TER Occitanie.

#### Axes routiers
La commune de Villefranche-de-Rouergue est desservie par les routes D926 (ex Nationale 126), D922 (ex RN122)  et D911 (ancienne RN111 axe Tonneins-Cahors-Millau) ainsi que des petites routes d'intérêt local comme la D24 qui va de Toulonjac à Cajarc.

#### Transports en commun
Le réseau de transport urbain Bastibus sera lancé le mercredi 1er juin 2022.
Le Bastibus se compose de 3 lignes, qui ont toutes pour point de départ la gare SNCF :
- la ligne 1 (bleue) est la plus longue et la plus régulière : elle dessert l’hôpital, la Madeleine, les Gravasses, Aqualudis et le stade, la maison de retraite Sainte-Claire, la bastide, la place Fontanges, Treize-Pierres, le Tricot et Penevayre,
- la ligne 2 (rouge) dessert 5 fois par jour le Bosquet, l’hôpital, les Croates, la gendarmerie, Rulhe et la bastide,
- la ligne 3 (verte) dessert matin et soir la bastide, Penevayre, l’avenue de Toulouse, Treize-Pierres, la route de Montauban, Laurière, Beauregard et Sainte-Claire.

Une cartographie du réseau Bastibus est aussi accessible en ligne sur https://www.agilbus.fr/bastibus ; à chaque arrêt, il est possible de scanner un QR Code pour obtenir en temps réel l’info de l’heure d’arrivée précise du bus.

## Toponymie
Villefranche est la francisation du toponyme occitan Vilafranca. En 1919, le qualificatif « de Rouergue » est ajouté au nom officiel de la commune.

## Histoire

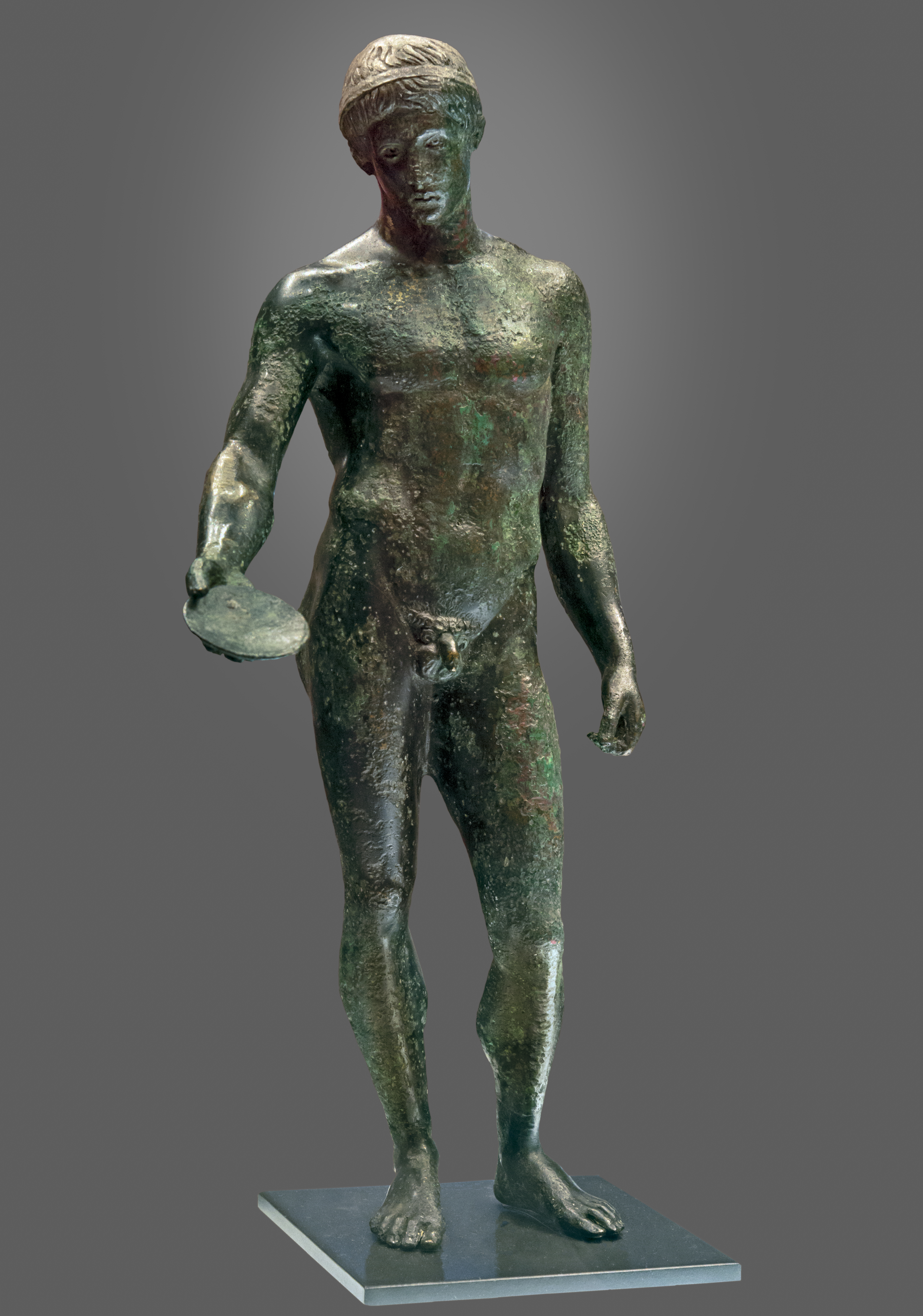
Ephèbe en bronze de Villefranche-de-Rouergue, IIIe siècle - musée Saint-Raymond.

### Préambule

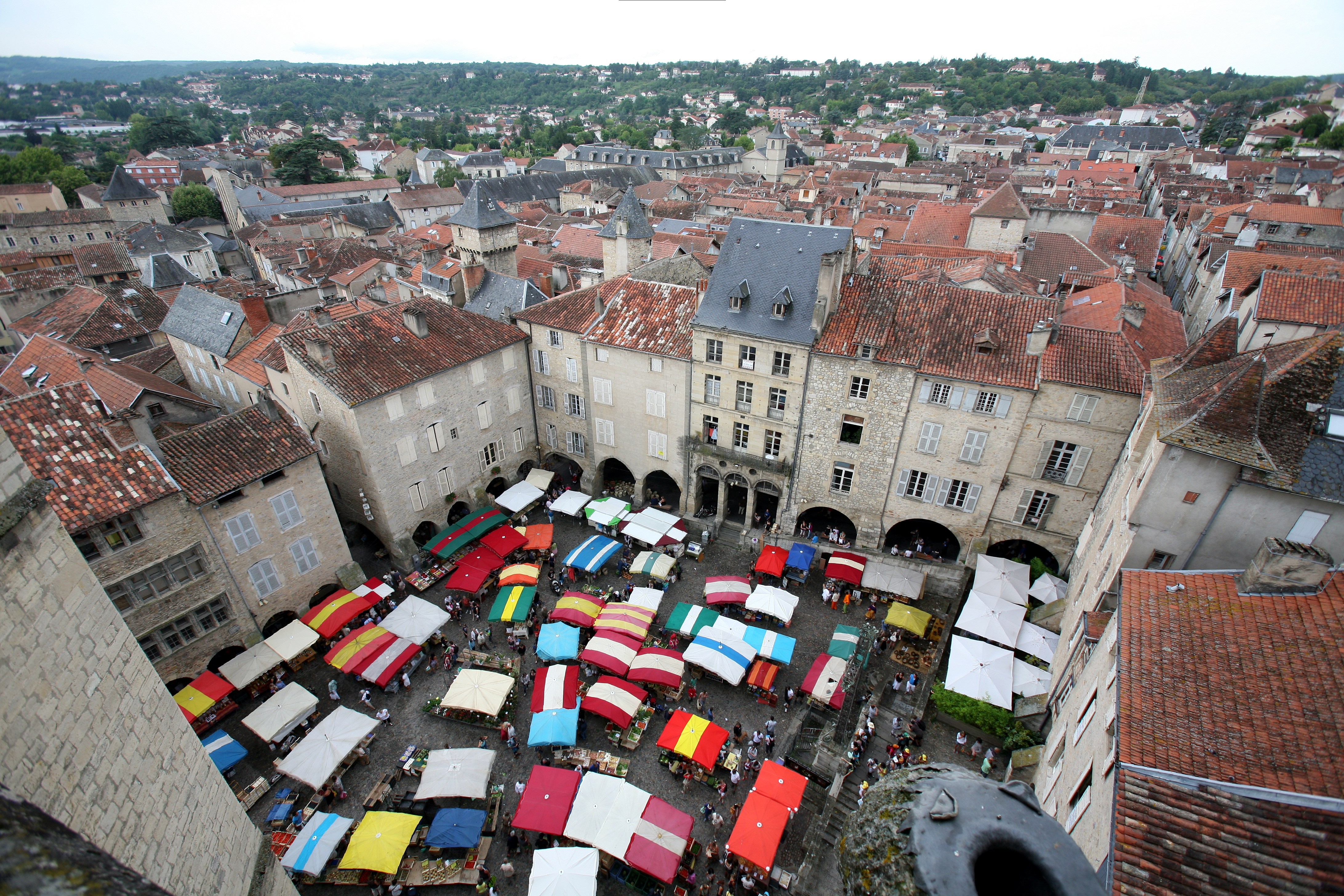
Place Notre-Dame et son marché.

Les bases d'un premier établissement furent jetées sur la rive gauche de l'Aveyron en 1099 par Raymond IV de Saint-Gilles, à l'emplacement de sites métallifères exploités depuis l'Antiquité. Le seul lieu de culte consistait en une chapelle antérieure nommée Saint-Carpil - actuellement Saint-Jean d'Aigremont au sommet de la colline appelé aujourd'hui « le Calvaire ».
Lorsque les Capétiens prirent le pouvoir sur le comté de Toulouse par le mariage d'Alphonse de Poitiers avec l'héritière du comté Jeanne de Toulouse, fille du dernier comte Raymond VII, l'ancienne capitale administrative du Rouergue, Najac, siège de la sénéchaussée de Rouergue, fut jugée trop fidèle à l'ancienne dynastie raymondine. Alphonse de Poitiers décida de créer ex nihilo une ville nouvelle sur la rive droite à quelques kilomètres de là et d'y transférer le siège de son administration, afin de casser les anciennes allégeances. Il fonda donc Villefranche-de-Rouergue en 1252 dotée de franchises et d'exemptions fiscales pour assurer le succès de l'entreprise, d'où le nom de la ville.

### Moyen Âge

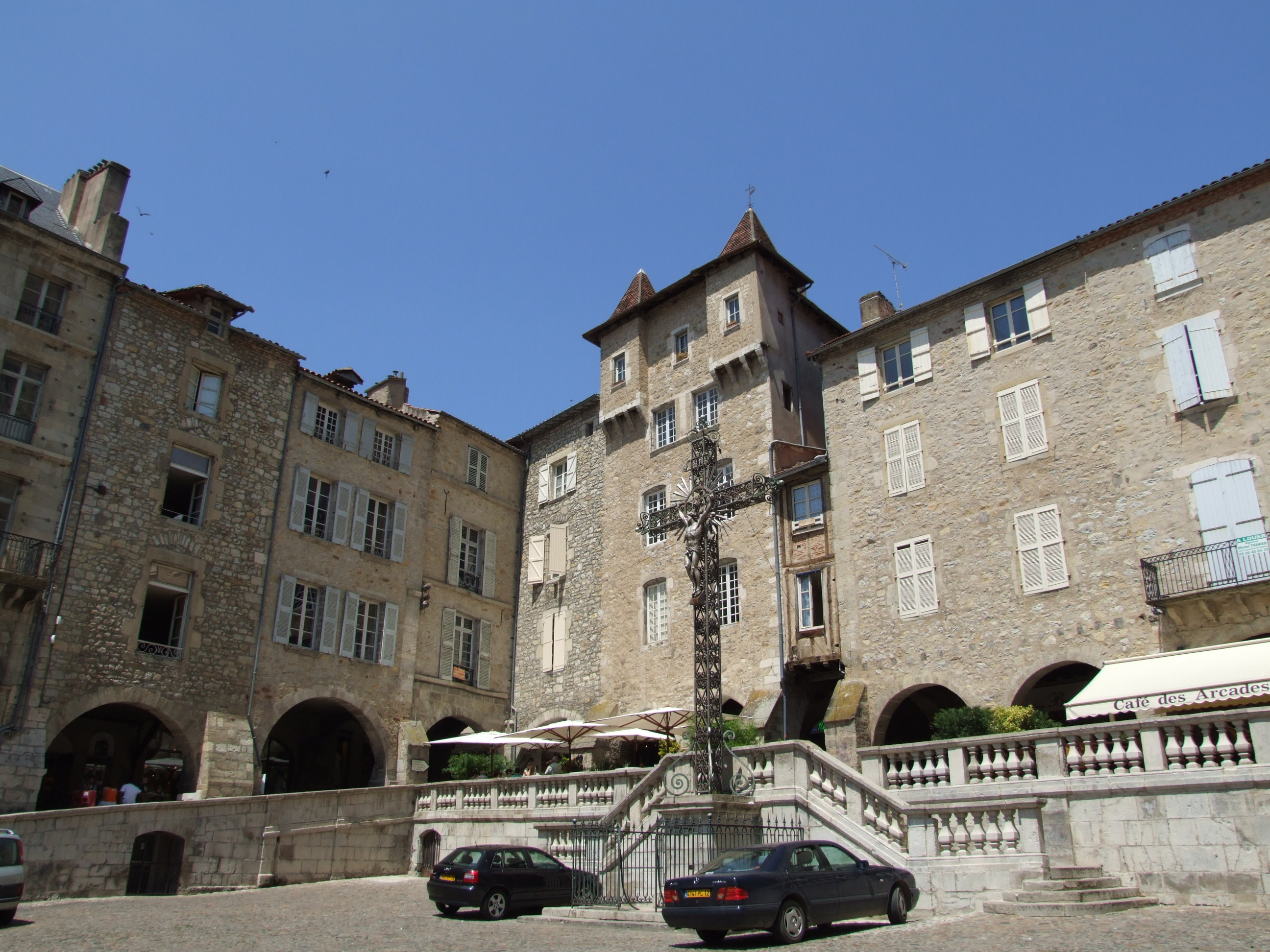
Place Notre-Dame.

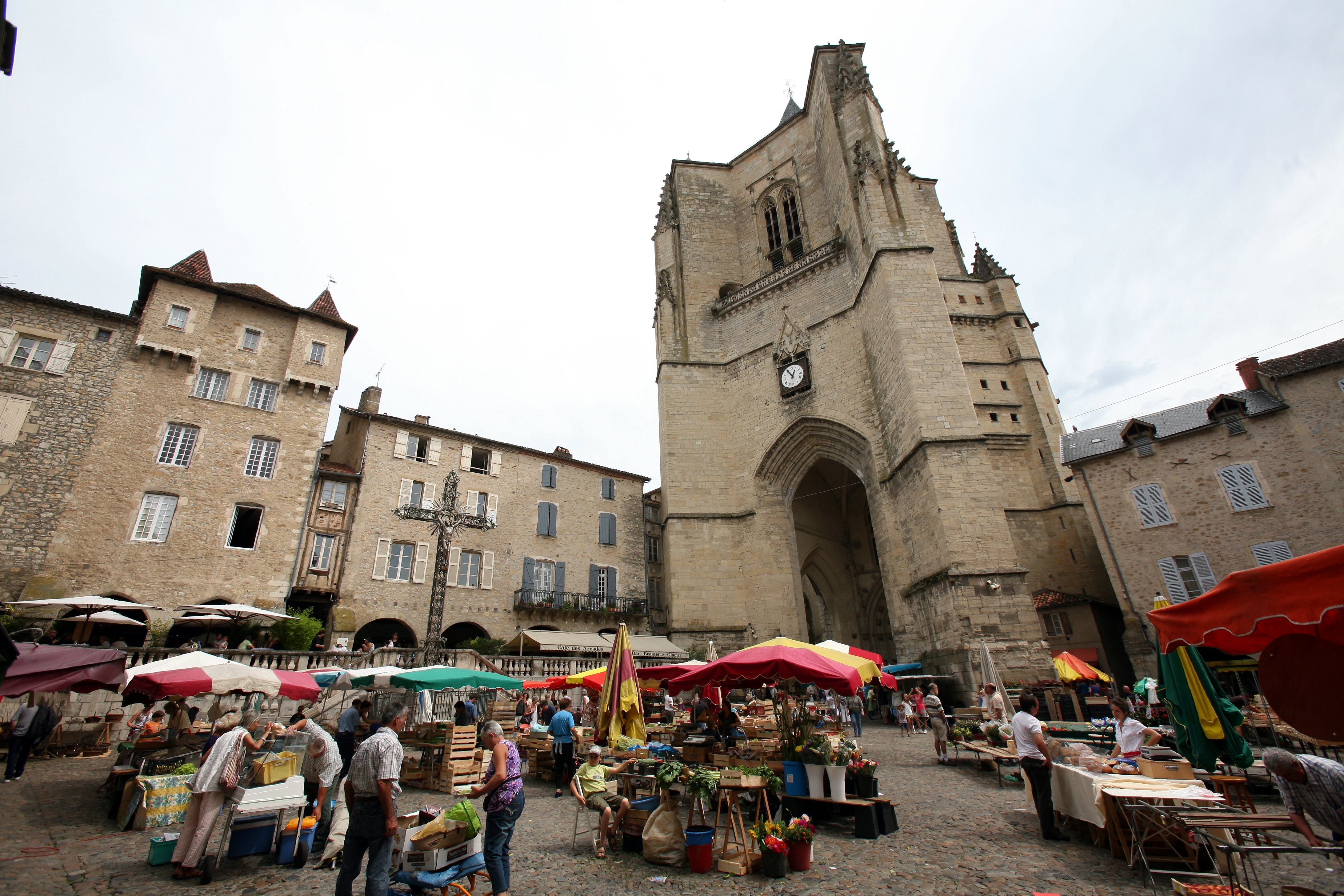
Marché place Notre-Dame.

Jean des Arcis, sénéchal de Rouergue, créa la nouvelle ville de toutes pièces, en lui donnant un plan quadrillé ou plan en damier, selon les règles d'urbanisme de la Rome antique. Très caractéristique des bastides, ce plan est régulier avec des rues se coupant à angles droits convergeant vers la place centrale bordées de couverts, lieu privilégié des activités commerçantes, aujourd'hui place Notre Dame. Un emplacement fut prévu pour construire l'église qui avait manqué à la première fondation. La première pierre de la Collégiale Notre-Dame fut posée en 1252. La construction de cette église commença par l'abside et s'étala sur trois siècles. Le clocher-porche resta inachevé, l'allure massive de son assise traduisant l'ancienne ambition des Villefranchois de l'emporter par la hauteur de la tour de leur collégiale par rapport à celle de la cathédrale de Rodez. Les guerres et la pénurie de subsides contrecarreront leurs projets. La toiture coiffant la tour ne sera posée qu'en 1585.
En 1256, une charte des coutumes est établie et accordée par Alphonse de Poitiers et le roi Louis IX. Elle réglemente les transactions commerciales et confirme la ville dans son rôle de lieu d'échanges. Riches marchands et nobles s'y installent. Un couvent de Cordeliers est mentionné en 1290. La construction du Pont des Consuls ou Vieux-Pont date du XIVe siècle. Le roi Philippe le Bel concéda, le samedi avant les Rameaux de 1298, que les habitants de La Bastide-l'Évêque devraient contribuer à la construction du pont sur l'Aveyron. Il existe, dans les archives de l'hôtel de ville, un acte daté de 1321 relatant la construction d'un pont de pierre sur l'Aveyron pour un prix de 200 livres. Certains mémoires indiquent que le pont était déjà construit en 1331. Un acte du 23 mars 1362 contraint les habitants de Morlhon à participer à la réparation du pont. Ce pont avait deux tours, une sur chaque pile. En 1336, la fontaine publique du Griffoul sur la place de la Fontaine est aménagée. Plus tard, en 1347, la ville se dote de remparts. La grande Peste sévit en 1348-1349. La ville construit l'hôpital Saint-Martial à côté de la collégiale pour soigner les malades. Environ 3 000 personnes meurent, la construction de la collégiale et des remparts est interrompue.

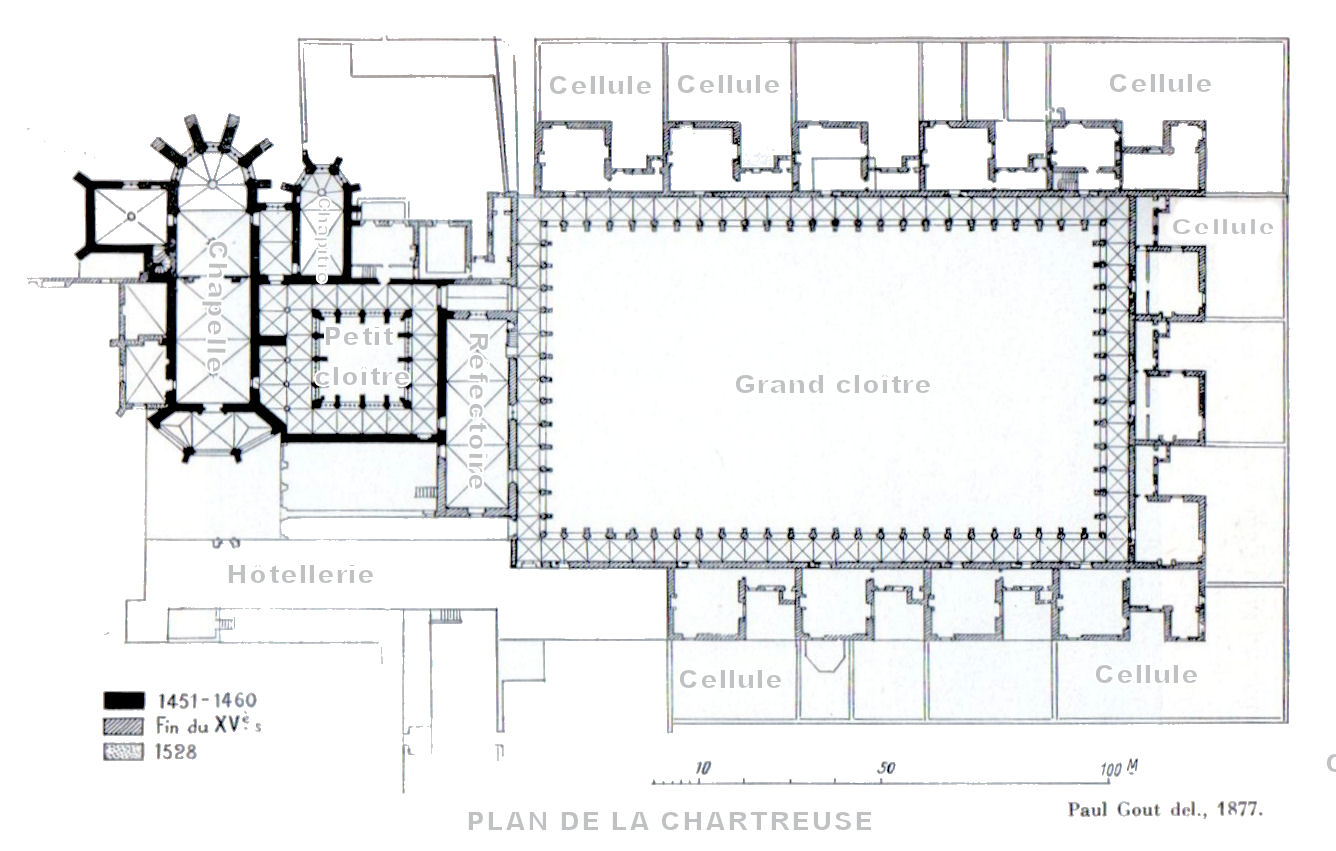
Chartreuse Saint-Sauveur : plan.

En 1356, au début de la guerre de Cent Ans, les consuls se plaignent des grands frais et dépenses liés à l'achat de vêtements et de nourriture qui sont faits par les bourgeois de la ville traduisant un comportement qui ressemble à de l'insouciance. En mai 1369, les principaux privilèges de Villefranche sont confirmés à la fois par des lettres du duc d'Anjou et par Charles V le 21 juin 1370. Par ces lettres, le siège du sénéchal, du juge-mage et du trésorier de la sénéchaussée de Rouergue sont fixés à Villefranche. Puis, au mois de décembre 1371 est créé à Villefranche un atelier monétaire royal, qui existera jusqu'en 1556.
Charles VII offre des vitraux à l'église Notre-Dame, en 1443, lors de sa venue à Villefranche. La construction de la chartreuse Saint-Sauveur commence en 1452, à la suite d'une donation testamentaire d'un riche marchand de la ville, Vésian Valette, en 1450. Les moines s'installent dans la chartreuse en 1458. Les travaux seront terminés en 1528. En 1455 la chapelle Saint-Jacques est élevée, la ville étant une étape sur le chemin de Saint-Jacques-de-Compostelle partant du Puy-en-Velay. Un hôpital est construit pour accueillir les pèlerins et une confrérie se crée en 1493 pour s'occuper de ces lieux.

### Époque moderne

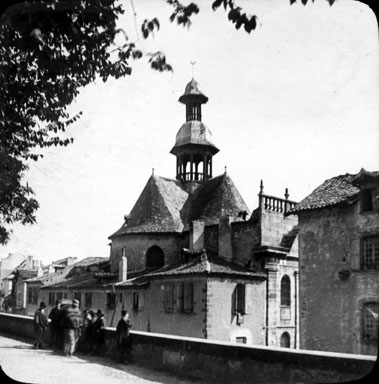
La chapelle des Pénitents-Noirs
Photo d'Eugène Trutat (fin XIXe siècle).

Les Augustins s'installent à Villefranche en 1487. La chapelle est construite en 1520. Il y eut aussi un collège où ils dispensèrent leur enseignement ; toutefois ces bâtiments furent détruits au début du XIXe siècle. En 1497, l'incendie des bâtiments place Notre-Dame va entraîner la reconstruction des maisons autour de la place. La chapelle Notre-Dame-de-Treize-Pierres est construite en 1510 près du lieu du miracle des treize pierres sous l'épiscopat de François d'Estaing. C'est d'abord une chapelle, construite par les consuls de la ville, dédiée à Notre-Dame-de-Pitié qui fut invoquée contre les calamités. La fin des guerres de religion, la Contre-Réforme et la fin du concile de Trente va entraîner le développement des confréries de Pénitents. En 1609 la confrérie des Pénitents Bleus de Saint-Jérôme est fondée en l'honneur du « Très Saint Sacrement de l'autel » ainsi que, trente-deux jours plus tard, celle des Pénitents Noirs de la Sainte-Croix. La chapelle Notre-Dame-de-Treize-Pierres est agrandie en 1629. Raymond Bonal, chanoine de Villefranche, y fonde le premier séminaire du Rouergue qui est reconnu officiellement par l'évêque de Rodez, Charles de Noailles, en 1648. Il est à l'origine de la création d'une société de prêtres qui va gérer jusqu'à douze séminaires.
La peste sévit de nouveau en 1628 et élimine un tiers de la population. En 1643, la jacquerie des Croquants amène environ 10 000 paysans révoltés aux portes de Villefranche.
Les deux tours du Pont des Consuls furent démolies en 1730. Le 22 décembre 1775 un très important séisme entraîne la destruction de plus de 600 habitations (niveau VIII sur l'échelle MSK qui va de I à XII). Malgré tout, Villefranche atteint son apogée en 1779 lorsqu'elle devient capitale de la nouvelle province de Haute-Guyenne et le reste jusqu'en 1790. Une position qui lui vaudra prospérité économique et consécration intellectuelle. Quatre promenades sont aménagées. Il y a alors 17 lieux de culte. À la veille de la Révolution, la ville compte 10 024 habitants, il y a 6 070 habitants à Millau, 5 605 habitants à Saint-Antonin-Noble-Val et 5 592 habitants à Rodez.

#### Juridictions
Villefranche-de-Rouergue était le siège du sénéchal ou présidial de Rouergue, ou présidial de Villefranche. Il comprenait dans son ressort d'une part, en Haute-Marche de Rouergue, les justices royales des bailliages de Millau, de Compeyre, de Creyssel, de Saint-Rome-de-Tarn, Saint-Sernin, Roquecezière, ainsi que celles de Pont-de-Camarès et de Saint-Affrique en paréage avec quelques coseigneurs, et d'autre part, dans la Basse-Marche, les justices royales de Najac, Viguerie, Millau, Saint-Antonin, Sauveterre-de-Rouergue, La Salvetat, Peyroles, Villeneuve-d'Aveyron, Peyrusse, Auzits et Clauses-Vignes, ces quatre dernières n'en formant qu'une, ainsi que de Rieupeyroux en paréage entre le roi et le doyen du lieu. À ces justices royales étaient unies celle de Rinhac ainsi que celles de Vinzelles et du Mur-de-Barrez qui étaient engagées au prince de Monaco.

### Époque contemporaine

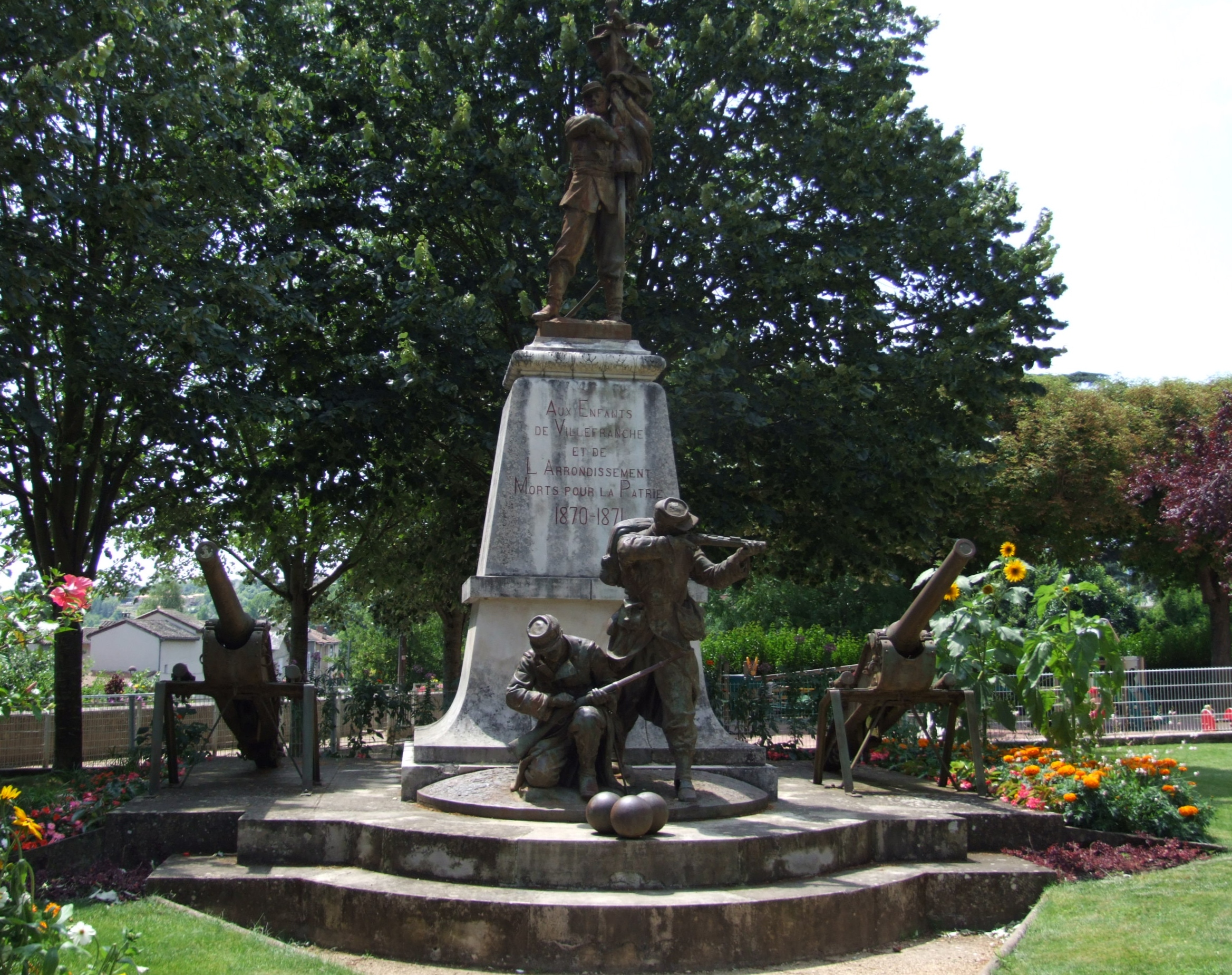
Monument aux morts
Guerre de 1870.

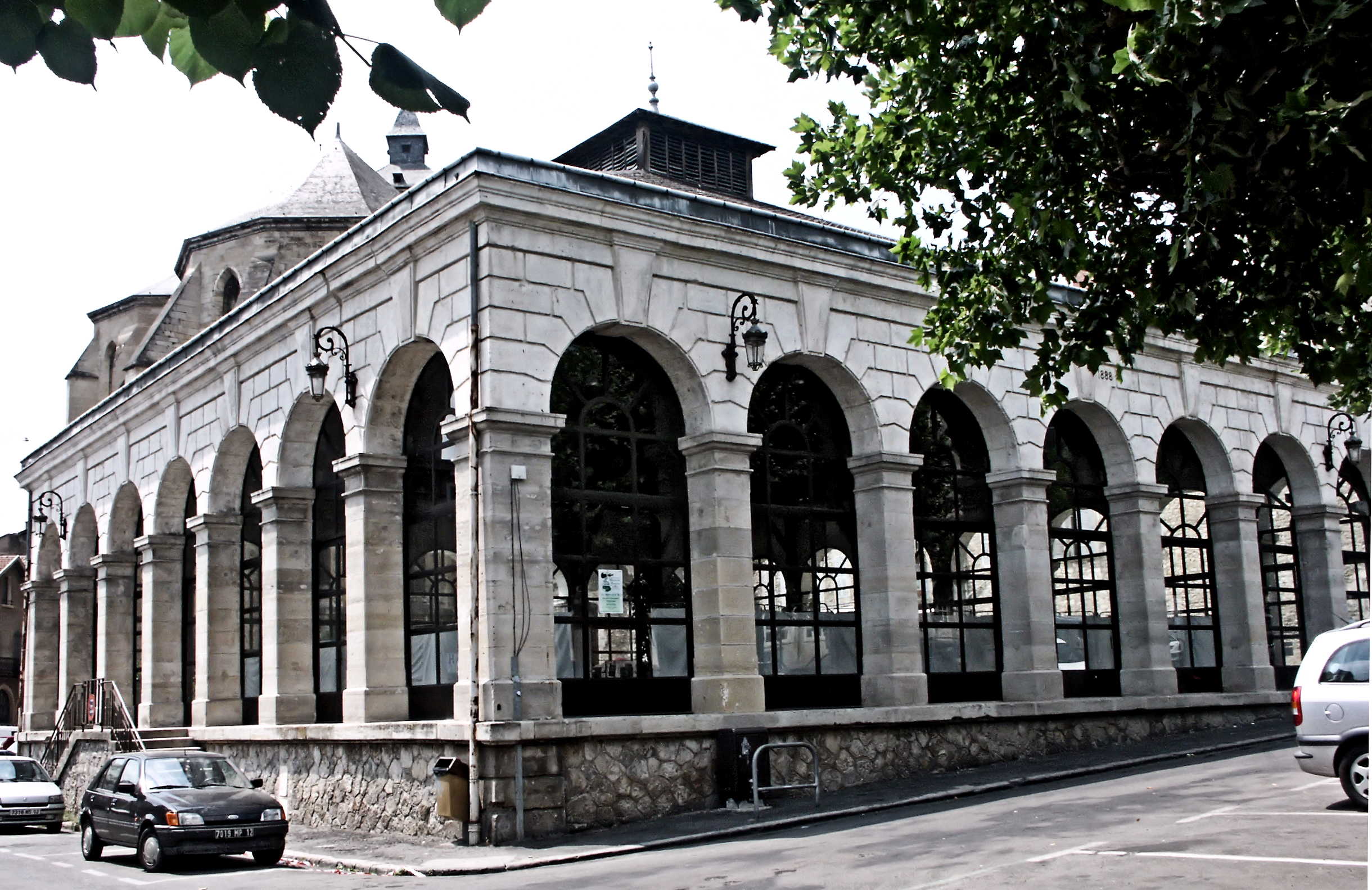
La halle.

À la Révolution, Villefranche perd son statut de capitale au profit de Rodez, préfecture du nouveau département de l'Aveyron. Elle devient chef-lieu du district de Villefranche-de-Rouergue. Le couvent des Cordeliers est détruit pendant cette même période, ainsi que la tour de garde de la porte de la ville qui servait aussi de prison et se trouvait à l'extrémité du Pont des Consuls.
L'Institut de la Sainte-Famille est fondé le 3 mai 1816 par mère Émilie de Rodat. Le palais de justice est construit en 1861 ; il est occupé de nos jours par l’Hôtel de ville. À côté du bâtiment est érigé un monument en l'honneur des combattants français morts pendant la guerre de 1870 ; il est l'œuvre du sculpteur Aristide Croisy. Les statues figurent trois personnages, un officier et deux soldats, répliques de ceux du monument élevé au Mans en 1885 à la mémoire du général Chanzy et de la deuxième armée de la Loire. Le collège municipal de la Douve, à côté de l'église Saint-Joseph, est établi en 1885 ; puis, en 1887, la ville se dote d'un théâtre.
Le musée municipal est créé en 1913, par Urbain Cabrol, président-fondateur de la Société des Amis de Villefranche et du Bas-Rouergue ; il portera son nom. En 1975, ce musée sera installé dans un hôtel du XVIIIe siècle, place de la Fontaine. La chapelle Sainte-Émilie-de-Rodat est réalisée à partir de 1952 par l'architecte Bosser sur les indications de dom Odilon Hitier. Elle est consacrée en 1958. La salle capitulaire de l'ancien couvent des Cordeliers sert aujourd'hui de crypte à la chapelle.

#### La révolte des Bosniaques[16],[17],[18]
- Si vous ne connaissez pas le sujet, laissez ce bandeau (vous pouvez alors contacter les auteurs).
- Si vous supprimez le contenu mis en cause (vous pouvez préalablement contacter les auteurs),

argumentez précisément cette suppression dans la page de discussion
(un manque de référence n'est pas un argument ; une recherche réelle de référence doit avoir été effectuée, être formellement documentée).
Le 17 septembre 1943, pendant l'occupation allemande, la ville de Villefranche-de-Rouergue est le théâtre d'une insurrection au sein d'une unité de la SS. Ce jour-là, quelques éléments du 13e bataillon de génie de la 13e division SS — composé en majorité de Bosniaques, ou Croates musulmans, selon la terminologie d'alors, et d'un quart de Croates catholiques — se rebellent. Le bataillon de génie avait été infiltré par des éléments communistes et parmi eux se trouvait le SS-Untersturmführer (sous-lieutenant) Ferid Dzanic, 25 ans. Ce Bosniaque musulman formé par Tito occupait un poste de chef de section à la 1re compagnie. Il avait avec lui deux camarades, le SS-Haupscharführer (adjudant-chef) Eduard Matutinovic, un Croate de 20 ans, ainsi que le SS-Oberscharführer (adjudant) Lutfija Dizdarevic, un Bosniaque musulman de 22 ans. Unis face au même ennemi, ils avaient réussi à entraîner avec eux le SS-Oberjunker (aspirant) Nicola Vukelic, un Croate catholique nationaliste de 19 ans. Ces quatre hommes représentaient ainsi les différents courants de leurs pays opposés aux Allemands, à l'exception des Serbes.
À minuit, avec une dizaine d'autres mutins, ils lancèrent leur opération et pénétrèrent dans l'hôtel Moderne où ils capturèrent les cinq officiers de l'état-major du bataillon, tous des Allemands ethniques originaires des Balkans, qu'ils exécutèrent. Durant le même temps, le reste des mutins s'empara des points clés de la ville, gendarmerie, bureau de poste et gare.
Le docteur Schweiger, médecin du bataillon mais appartenant à la Luftwaffe, aidé d'Halim Malkoc, l'imam de l’unité, décidèrent de contrer la mutinerie. Courant jusqu'à la 1re compagnie, il trouva les cadres d'origine allemande prisonniers et les hommes de troupe prêts au combat. Il se lança alors dans une harangue et leur enjoignit de rester fidèles à leur engagement. De son côté, le docteur rallia sans difficulté les SS de la 20e compagnie.
À partir de 7 h du matin, les troupes reprirent les points clés aux mutins. À 8 h, les SS loyalistes avaient déjà la situation en main, même si le ratissage de la ville s'est poursuivi toute la matinée. Tout était fini lorsque les renforts arrivèrent de Mende et de Rodez, à 14 h.
Sur les 950 hommes du bataillon, les meneurs n'avaient pu en convaincre qu'environ 50. L'attitude des SS montre la fragilité des motivations de ceux qui suivirent. Les combats de la nuit firent entre 20 et 30 morts, tandis que quelques mutins parvinrent à s'enfuir.
Le coup de force fut facilement réprimé par plus des huit dixièmes des soldats du bataillon qui, privés d'officiers, se rangèrent derrière le médecin de l'armée de l'air et l’imam. Leur attitude est aisée à comprendre ; la plupart d'entre eux s'étaient engagés dans le but de protéger leurs familles des exactions des partisans communistes et des oustachis nationalistes catholiques, aussi ne pouvaient-ils pas suivre une mutinerie menée par ces derniers contre l'autorité allemande, qui seule leur avait offert une aide militaire.
Dix-huit mutins furent condamnés à mort et fusillés, tandis qu'une quinzaine reçut des peines de travaux forcés.
Par sa durée réduite et son ampleur limitée, la mutinerie reste un événement historique mineur. Cela n'empêcha pas certaines autorités de l'utiliser et de le déformer à des fins politiques diverses. En effet, pour que l'histoire puisse être mise en valeur, il fallait des bons et des mauvais. Or, dans un bataillon SS, difficile de trouver des bons. Dès 1945, un rapport français sur l'affaire montre qu'il fut choisi d'appeler « SS » uniquement les officiers supérieurs d'ethnie allemande. De là, le qualificatif fut étendu aux troupes fidèles qui avaient réprimé la mutinerie, si bien que lorsqu'on lit le rapport et ceux qui suivirent, l'impression qui ressort est que les mutins croates furent massacrés par des SS, tous allemands. Un dossier de presse de l'ambassade de Croatie en France affirme même que ce sont des troupes nazies venues de Rodez qui réprimèrent la révolte du bataillon. L'artifice était cependant un peu léger et la question demeurait : « Que faisaient des Croates dans la Waffen-SS ? ». Malgré le fait que les SS bosniaques et croates étaient pour une large majorité des volontaires, on les décréta alors « enrôlés de force ». Quant au nombre des mutins, il fallait le gonfler un peu. Sur son site Web, la mairie parle de la « révolte (...) d'un bataillon de jeunes recrues (...) enrôlées de force par les nazis ».
Enfin, il fallait éclairer la mutinerie d'un idéal dépassant le cadre politico-religieux spécifique de l'État indépendant de Croatie auquel les Français n'entendaient rien. Une motivation plus universelle était  nécessaire : selon le site web de l'ambassade de France en Croatie, il s'agissait de se « libérer de l'asservissement », motif simple et facile à comprendre.
Dès 1950, le gouvernement communiste yougoslave reprit l'histoire à son compte et fit édifier un monument portant une plaque frappée de l'étoile rouge à l'emplacement du champ des martyrs, lieu où furent fusillés et enterrés les mutins. Il s'agissait de montrer que la Yougoslavie titiste avait lutté partout contre l'oppresseur nazi. En 2006, un nouveau monument fut inauguré, avec la mention « Aux martyrs combattant pour la liberté qui s'insurgèrent contre le nazisme ».
On ne peut remettre en cause le courage de Ferid Dzanic et de ses compagnons. Il reste que la mutinerie n'avait sans doute aucune chance de réussir. Ils n'arrivèrent à convaincre que peu de camarades tandis que l'écrasante majorité du bataillon préféra rester fidèle à la Waffen SS.
Le traitement mémoriel de l'événement est moins net. Inventant une nouvelle histoire à coups d'exagérations et de contre-vérités, on a transformé la démonstration de fidélité à leur engagement de la majorité des soldats du bataillon en une preuve de leur insoumission.

### Liste des maires

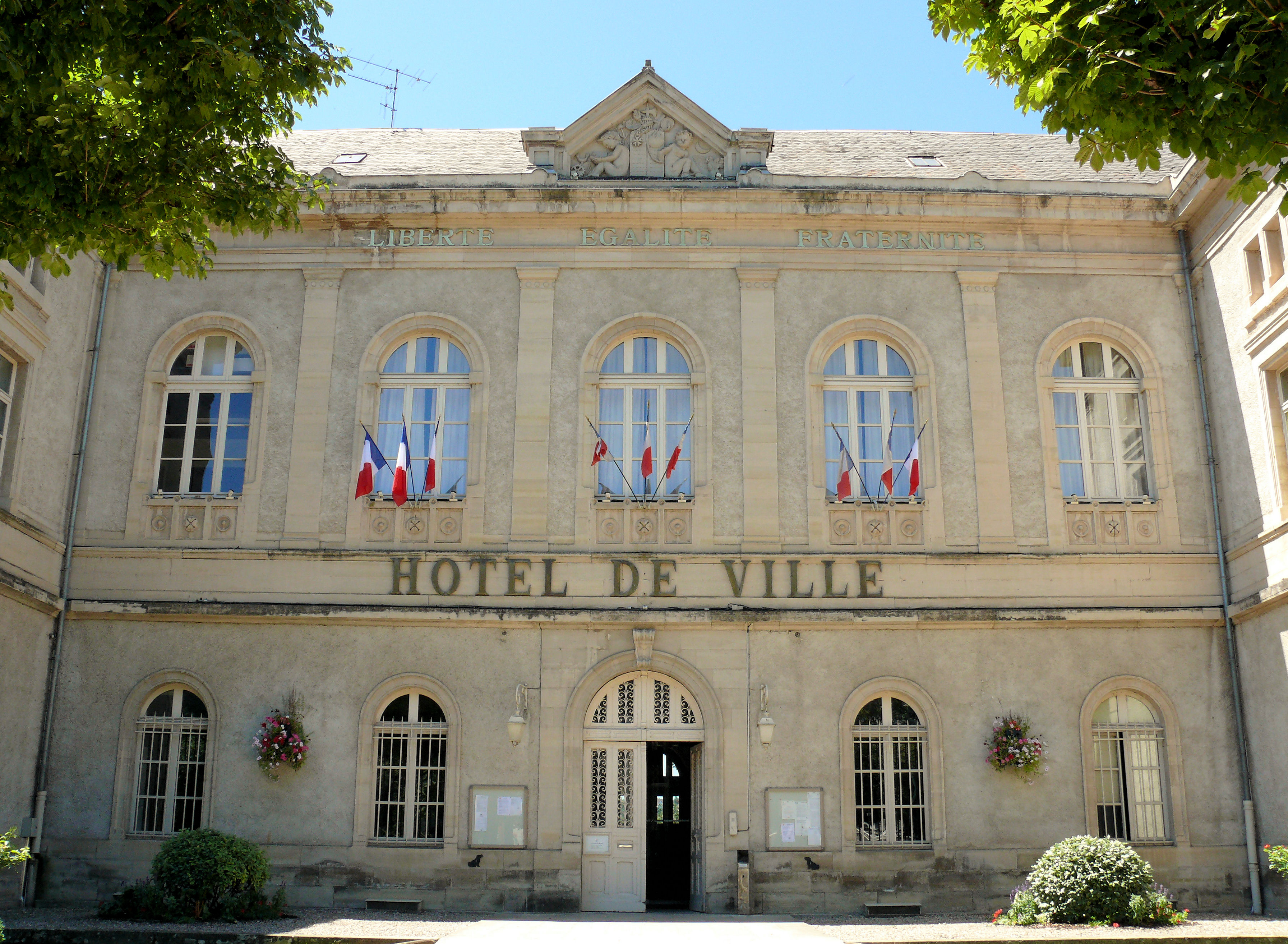
L'hôtel de ville.

## Politique et administration

### Jumelages
- Sarzana (Italie)
- Pula (Croatie)
- Bihać (Bosnie-Herzégovine)

## Population et société

### Démographie
En 1341 Villefranche-de-Rouergue comptait 10 124 habitants et au début du XXe siècle, en 1901, 9 730 habitants.
L'évolution du nombre d'habitants est connue à travers les recensements de la population effectués dans la commune depuis 1793. Pour les communes de plus de 10 000 habitants les recensements ont lieu chaque année à la suite d'une enquête par sondage auprès d'un échantillon d'adresses représentant 8 % de leurs logements, contrairement aux autres communes qui ont un recensement réel tous les cinq ans,.

En 2022, la commune comptait 11 502 habitants, en évolution de −3,3 % par rapport à 2016 (Aveyron : +0,37 %, France hors Mayotte : +2,11 %).
| 1793  | 1800  | 1806  | 1821  | 1831  | 1836  | 1841  | 1846  | 1851  |
| ----- | ----- | ----- | ----- | ----- | ----- | ----- | ----- | ----- |
| 8 497 | 9 331 | 9 283 | 8 803 | 9 540 | 8 738 | 9 088 | 9 705 | 9 613 |

| 1856   | 1861   | 1866  | 1872  | 1876   | 1881   | 1886  | 1891  | 1896  |
| ------ | ------ | ----- | ----- | ------ | ------ | ----- | ----- | ----- |
| 10 826 | 10 172 | 9 719 | 9 312 | 10 124 | 10 366 | 9 836 | 9 734 | 8 426 |

| 1901  | 1906  | 1911  | 1921  | 1926  | 1931  | 1936  | 1946  | 1954  |
| ----- | ----- | ----- | ----- | ----- | ----- | ----- | ----- | ----- |
| 9 730 | 8 352 | 8 439 | 7 423 | 7 825 | 7 908 | 8 479 | 9 257 | 8 676 |

| 1962  | 1968   | 1975   | 1982   | 1990   | 1999   | 2006   | 2011   | 2016   |
| ----- | ------ | ------ | ------ | ------ | ------ | ------ | ------ | ------ |
| 9 540 | 10 709 | 12 284 | 12 693 | 12 291 | 11 919 | 12 040 | 11 742 | 11 894 |

| 2021   | 2022   | - | - | - | - | - | - | - |
| ------ | ------ | - | - | - | - | - | - | - |
| 11 720 | 11 502 | - | - | - | - | - | - | - |

| selon la population municipale des années : | 1968 | 1975 | 1982 | 1990 | 1999 | 2006 | 2009 | 2013 |
| Rang de la commune dans le département      | 3    | 3    | 3    | 3    | 3    | 3    | 3    | 3    |
| Nombre de communes du département           | 306  | 303  | 304  | 304  | 304  | 304  | 304  | 304  |

Son aire urbaine comptait 19 758 habitants et son unité urbaine 12 455 habitants en 2011.

### Enseignement

#### Écoles maternelles
- 3 publiques :
  - École de la Chartreuse
  - École Pendaries
  - École Robert-Fabre
- 2 privées :
  - École Notre-Dame
  - École Sainte-Famille

#### Élémentaires
- 3 publiques :
  - École de la Chartreuse
  - École Pendaries
  - École Robert-Fabre
- 2 privées :
  - École Notre-Dame
  - École Sainte-Famille

#### Secondaires
- 4 publics :
  - Collège Francis-Carco
  - EREA
  - Lycée Beauregard
  - Lycée Raymond-Savignac
- 3 privés :
  - Collège Saint-Joseph
  - Lycée Saint-Joseph
  - Institut François-Marty

### Manifestations culturelles et festivités
Galas « Tout le monde chante contre le Cancer »
Au mois de juillet, l'association « Tout le monde chante contre le Cancer » se réunit pour réaliser les rêves d'enfants malades. Deux jours de concert, où les vedettes du monde de la chanson, du cinéma, de la télévision ou du sport, chantent pour la recherche contre le cancer de l’enfant.
Cette manifestation a cessé après son édition 2015.
Festival en Bastides
Au début du mois d'août, Villefranche-de-Rouergue ainsi que les autres bastides de l'Ouest Aveyron (La Bastide-l'Evêque, Rieupeyroux, Villeneuve d'Aveyron, Sauveterre-de-Rouergue et Najac) accueillent un festival des arts de la Rue, organisé par l'association « Espaces Culturels Villefranchois ».
Festival européen de la Saint Jean
Organisé chaque année depuis les années 1960 par le comité des fêtes de Villefranche-de-Rouergue, il réunit au cœur du centre-ville plus de 25 000 spectateurs pour un corso fleuri animé par de nombreuses troupes folkloriques internationales.
Labyrinthe musical en Rouergue
Chaque année depuis 2012, le Labyrinthe musical en Rouergue propose au mois d'août une programmation musicale autour de trois grands axes correspondant au patrimoine musical de la ville : musique ancienne (en référence aux partitions de la confrérie des Pénitents noirs de Villefranche), jazz (en référence à la collection jazz constituée et entretenue par la Médiathèque de la ville autour de la collection de Hugues Panassié) et occitan.

### Sports

#### Rugby à XIII
Villefranche XIII Aveyron (« Les Loups de Villefranche ») est le club semi-professionnel de rugby à XIII de la ville de Villefranche-de-Rouergue. Créé en 1950, le club évolué en Super XIII depuis 2024, premier échelon national. Il a remporté à cinq reprises le Championnat de France de 2e division en 1962, 1992, 1999, 2017 et 2024.

#### Principaux clubs
- 5 465 licenciés sportifs, 36 sections, 28 disciplines différentes.

### Médias
Le studio de radio CFM, avenue de Toulouse à l'étage du bâtiment du garage Autosur.
La série Netflix "All the lights we cannot see" y a été tournée en grande partie pour ses similarités topographiques avec la ville de Saint Malo où se déroule l'action.
Julie Gayet y a également tourné une partie du film "Olympe, une femme dans la révolution", biopic consacré à Olympe de Gouges.

## Économie

### Revenus
En 2018  (données Insee publiées en septembre 2021), la commune compte 5 365 ménages fiscaux, regroupant 10 592 personnes. La médiane du revenu disponible par unité de consommation est de 19 690 € (20 640 € dans le département). 41 % des ménages fiscaux sont imposés ( % dans le département).

### Emploi
| Division       | 2008  | 2013   | 2018   |
| -------------- | ----- | ------ | ------ |
| Commune        | 8,6 % | 12,8 % | 11,3 % |
| Département    | 5,4 % | 7,1 %  | 7,1 %  |
| France entière | 8,3 % | 10 %   | 10 %   |

En 2018, la population âgée de 15 à 64 ans s'élève à 6 304 personnes, parmi lesquelles on compte 69,6 % d'actifs (58,2 % ayant un emploi et 11,3 % de chômeurs) et 30,4 % d'inactifs,. Depuis 2008, le taux de chômage communal (au sens du recensement) des 15-64 ans est supérieur à celui de la France et du département.
La commune est la commune-centre de l'aire d'attraction de Villefranche-de-Rouergue,. Elle compte 6 851 emplois en 2018, contre 7 118 en 2013 et 7 038 en 2008. Le nombre d'actifs ayant un emploi résidant dans la commune est de 3 739, soit un indicateur de concentration d'emploi de 183,2 % et un taux d'activité parmi les 15 ans ou plus de 43,8 %.
Sur ces 3 739 actifs de 15 ans ou plus ayant un emploi, 2 733 travaillent dans la commune, soit 73 % des habitants. Pour se rendre au travail, 82,6 % des habitants utilisent un véhicule personnel ou de fonction à quatre roues, 0,8 % les transports en commun, 11 % s'y rendent en deux-roues, à vélo ou à pied et 5,6 % n'ont pas besoin de transport (travail au domicile).
La commune est située dans un département qui compte parmi les taux de chômage les plus bas de France : 5,8 % (France : 10,3 % en 2015, 2e trimestre). Cependant, au niveau local, en 2012, selon l'INSEE, l'indicateur se situe à 16,7 %.

### Activités hors agriculture

#### Secteurs d'activités
1 170 établissements sont implantés  à Villefranche-de-Rouergue au 31 décembre 2019. Le tableau ci-dessous en détaille le nombre par secteur d'activité et compare les ratios avec ceux du département,.
| Secteur d'activité                                                                                        | Commune | Commune | Département |
| Secteur d'activité                                                                                        | Nombre  | %       | %           |
| --- | ------- | ------- | ----------- |
| Ensemble                                                                                                  | 1 170   | 100 %   | (100 %)     |
| Industrie manufacturière, industries extractives et autres                                                | 96      | 8,2 %   | (17,7 %)    |
| Construction                                                                                              | 112     | 9,6 %   | (13 %)      |
| Commerce de gros et de détail, transports, hébergement et restauration                                    | 415     | 35,5 %  | (27,5 %)    |
| Information et communication                                                                              | 20      | 1,7 %   | (1,5 %)     |
| Activités financières et d'assurance                                                                      | 52      | 4,4 %   | (3,4 %)     |
| Activités immobilières                                                                                    | 43      | 3,7 %   | (4,2 %)     |
| Activités spécialisées, scientifiques et techniques et activités de services administratifs et de soutien | 156     | 13,3 %  | (12,4 %)    |
| Administration publique, enseignement, santé humaine et action sociale                                    | 169     | 14,4 %  | (12,7 %)    |
| Autres activités de services                                                                              | 107     | 9,1 %   | (7,8 %)     |

Le secteur du commerce de gros et de détail, des transports, de l'hébergement et de la restauration est prépondérant sur la commune puisqu'il représente 35,5 % du nombre total d'établissements de la commune (415 sur les 1 170 entreprises implantées  à Villefranche-de-Rouergue), contre 27,5 % au niveau départemental.
Près de 1 203 entreprises sur le bassin d'emploi de Villefranche.
Mines de cuivre, de plomb, d'étain, de fer, d'argent. Extraction de phosphates et de pierres de taille.

### Entreprises
Les cinq entreprises ayant leur siège social sur le territoire communal qui génèrent le plus de chiffre d'affaires en 2020 sont : 
- Solevial, fabrication d'aliments pour animaux de ferme (78 604 k€) ;
- SA Habilois, hypermarchés (58 911 k€) ;
- Agri-Pole - Setma, commerce de gros (commerce interentreprises) de matériel agricole (46 455 k€) ;
- Castes Industrie, fabrication d'éléments en matières plastiques pour la construction (37 327 k€) ;
- U Proximite Sud Ouest - Upso, centrales d'achat alimentaires (34 842 k€).

### Agriculture
La commune est dans le Bas Quercy, une petite région agricole occupant l'extrême-ouest du département de l'Aveyron. En 2020, l'orientation technico-économique de l'agriculture  sur la commune est l'élevage bovin, orientation mixte lait et viande.
|               | 1988 | 2000 | 2010 | 2020  |
| ------------- | ---- | ---- | ---- | ----- |
| Exploitations |      |      |      | 36    |
| SAU (ha)      |      |      |      | 1 681 |

Le nombre d'exploitations agricoles en activité et ayant leur siège dans la commune est de 0 lors du recensement agricole de 1988  à 0 en 2000 puis à 0 en 2010 et enfin à 36 en 2020.

## Culture locale et patrimoine

### Édifices civils

#### Vieille bastide
Elle date du XIIIe siècle et c'est une des plus typiques parmi les bastides occitanes avec son plan orthonormé. Elle a gardé nombre de vieilles maisons :
- Maison Renaissance dite maison Bernays ou maison Jean-Imbert de Dardennes
- Maison Gaubert, rue Marcellin-Fabre. Elle est construite après l'incendie de 1497
- Tour d'escalier avec porte gothique flamboyante, rue Étroite
- Maison Combettes avec une tour carrée du XVIe siècle, rue Sergent-Bories
- Maison de style Louis XIII, rue Camille-Roques
- Maison construite en 1754 pour François Obscur, riche marchand, place de la Fontaine (actuel musée Urbain-Cabrol)
- Maison de style Louis XVI, rue Rouzies-Labastide
- Fontaine du Griffoul, édifiée en 1336 par les Consuls, place de la Fontaine

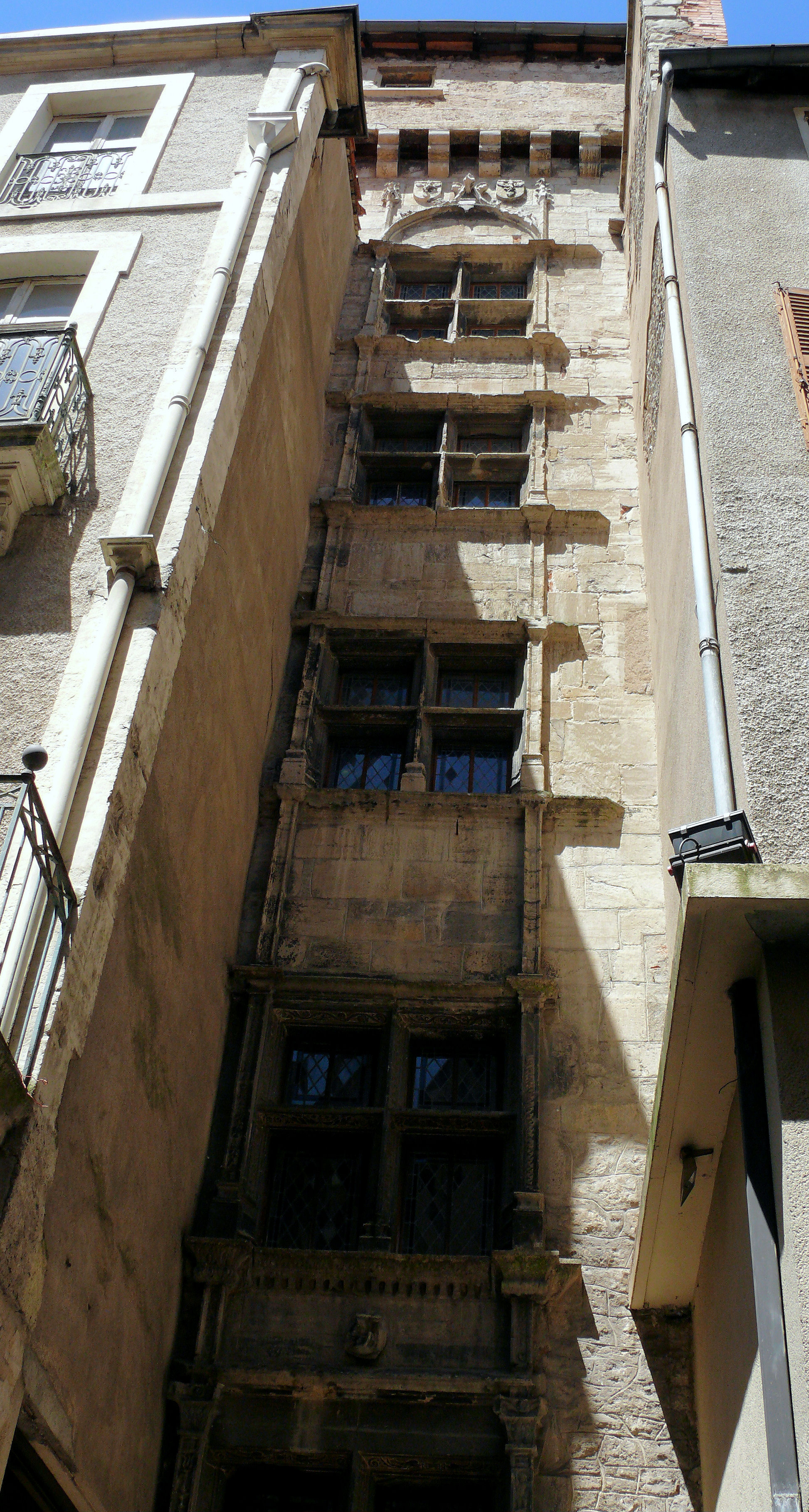
Maison Combettes, rue du Sergent-Borie.
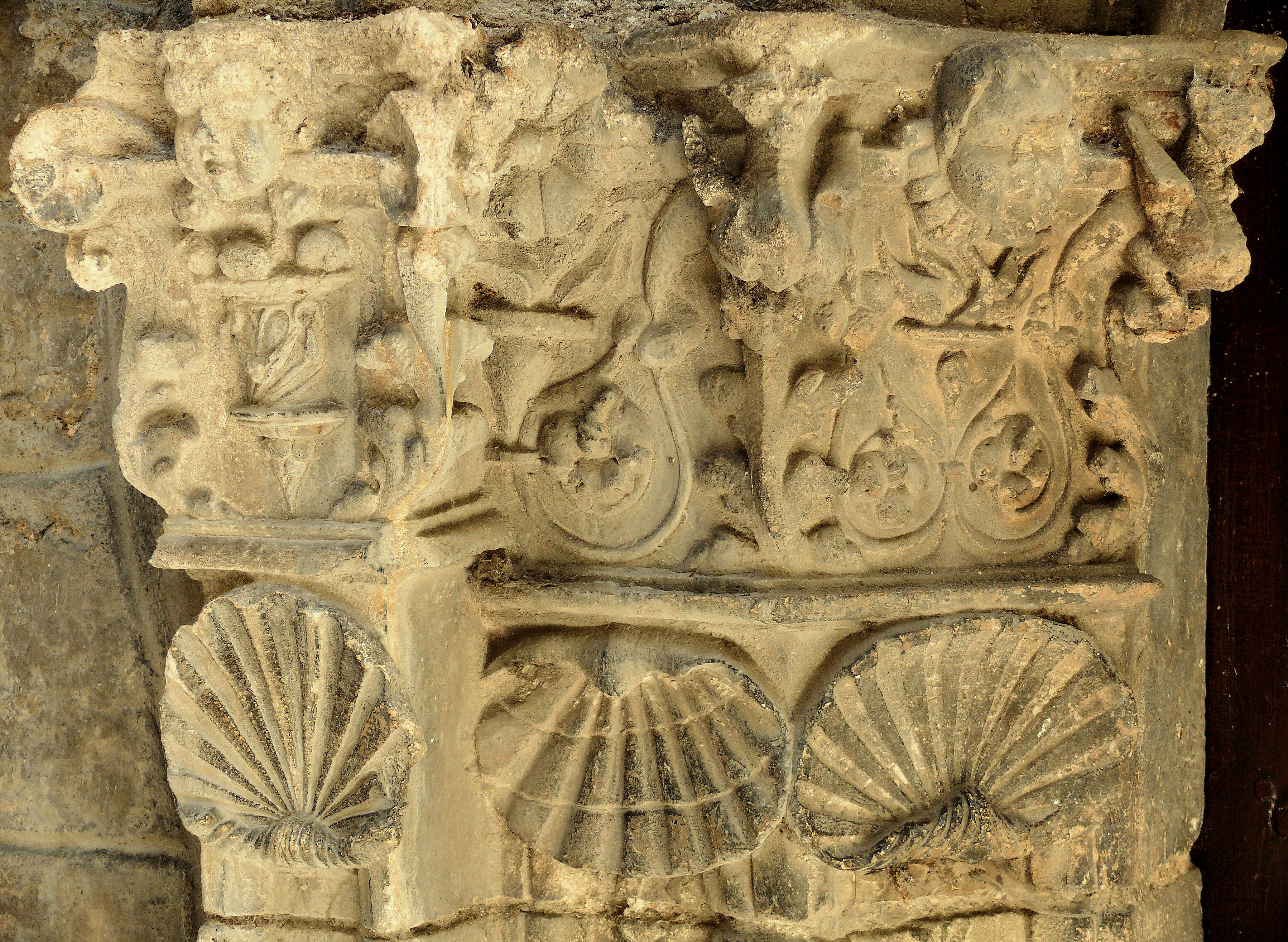
Maison Combettes.
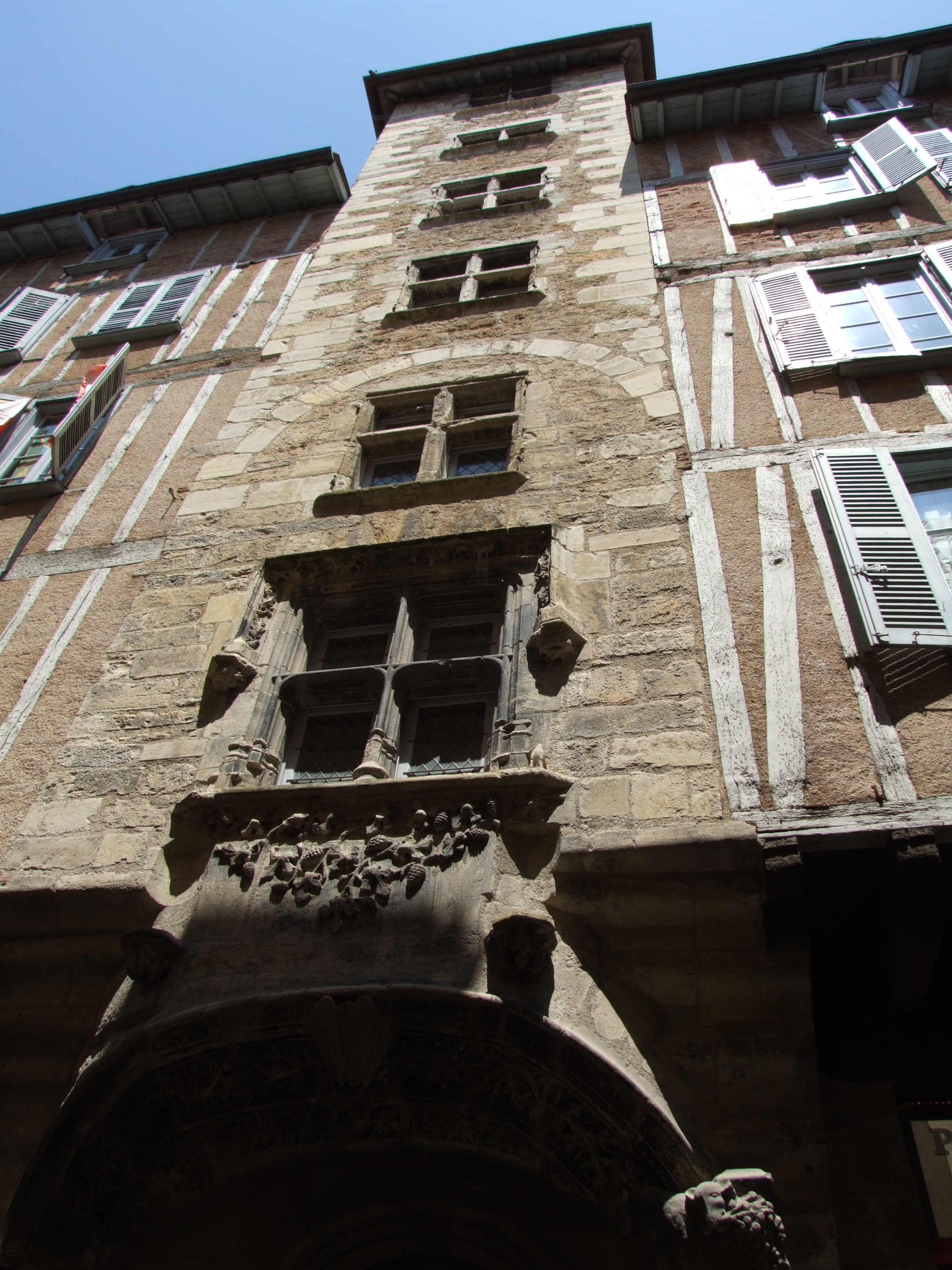
Maison Gaubert.
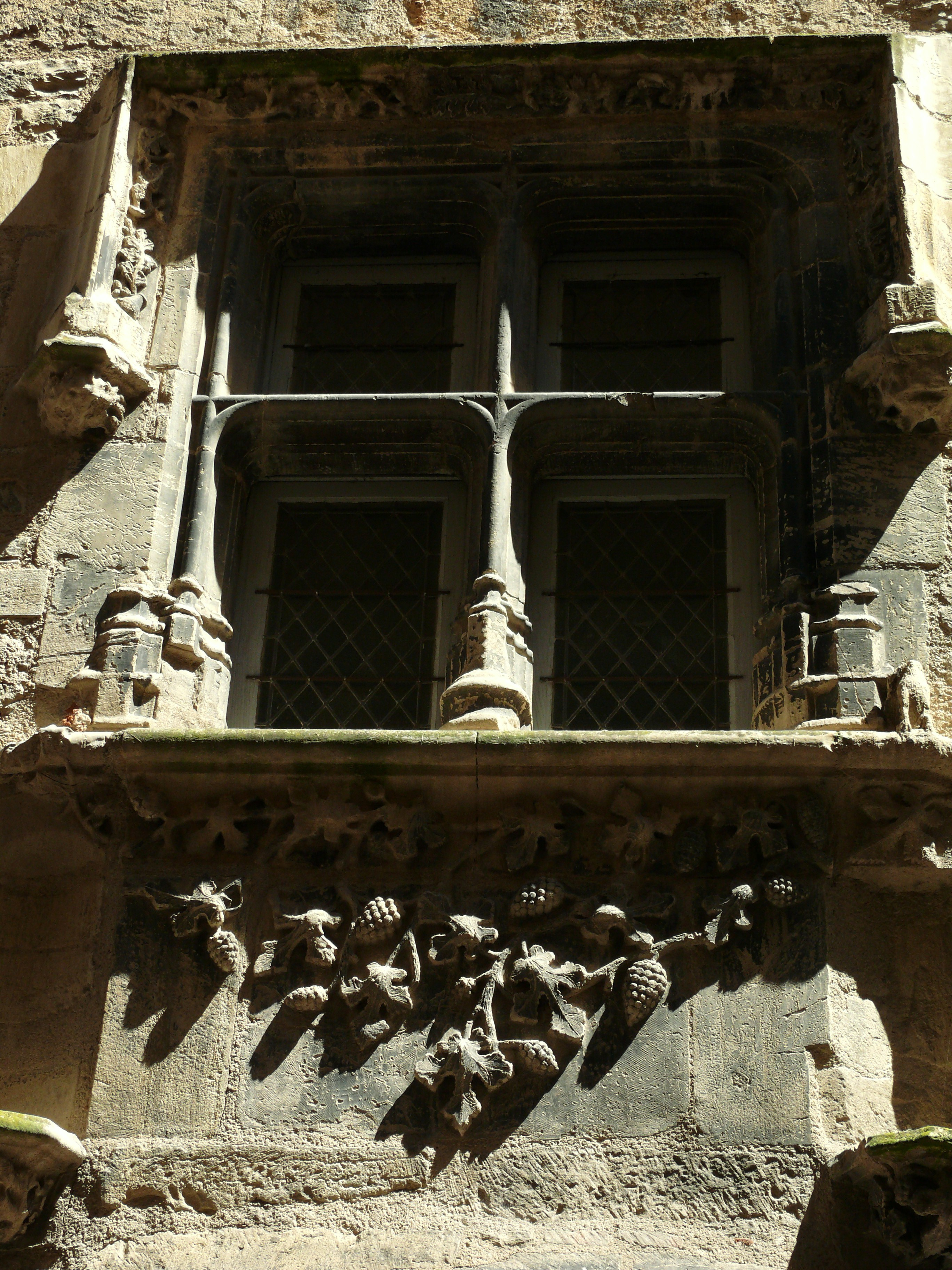
Maison Gaubert Fenêtre.
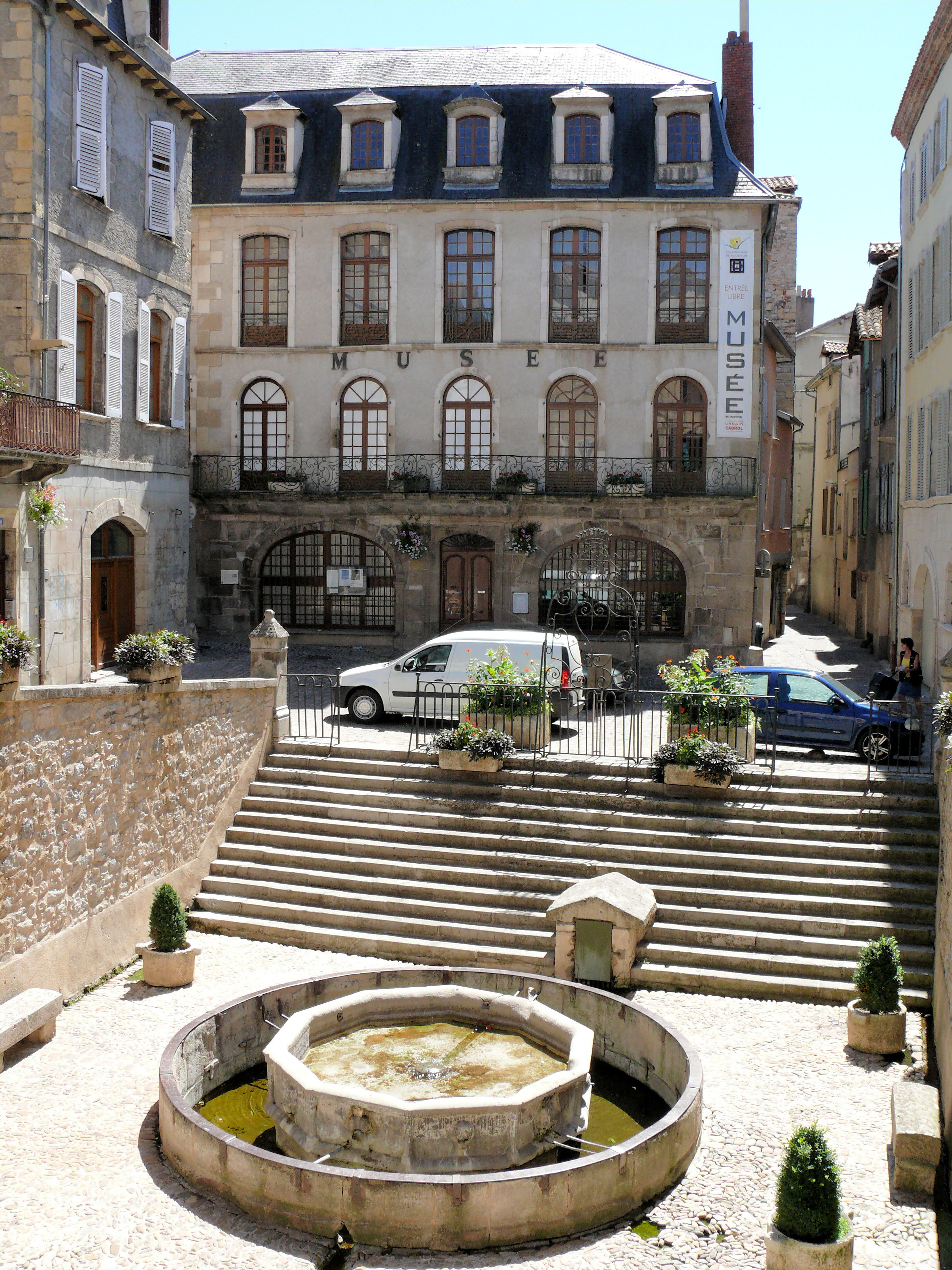
Place de la Fontaine, fontaine du Griffoul et musée Urbain-Cabrol.

#### Place Notre Dame
Inscrit MH (1996).
Cette place, entièrement entourée d'arcades médiévales, constitue le cœur de la ville. L'ancien hôpital Saint-Martial se situe sur cette place et a été construit à côté de la collégiale en 1348-1349 pendant la Grande Peste.
Elle comprend :
La maison Pomairols ou Maison du Président Raynal, construite après l'incendie de 1497 qui ravagea la place. Les maisons Trebosc, Soulie, Salingardes, du Rieu, Ricard, Palis, Maravelle, Labarie, Ganac, Breton, Bouillac, Armand et Almaric.
Le pavement de la place Notre-Dame a été entièrement rénové en 2013 et accueille à présent une fontaine sèche musicale.

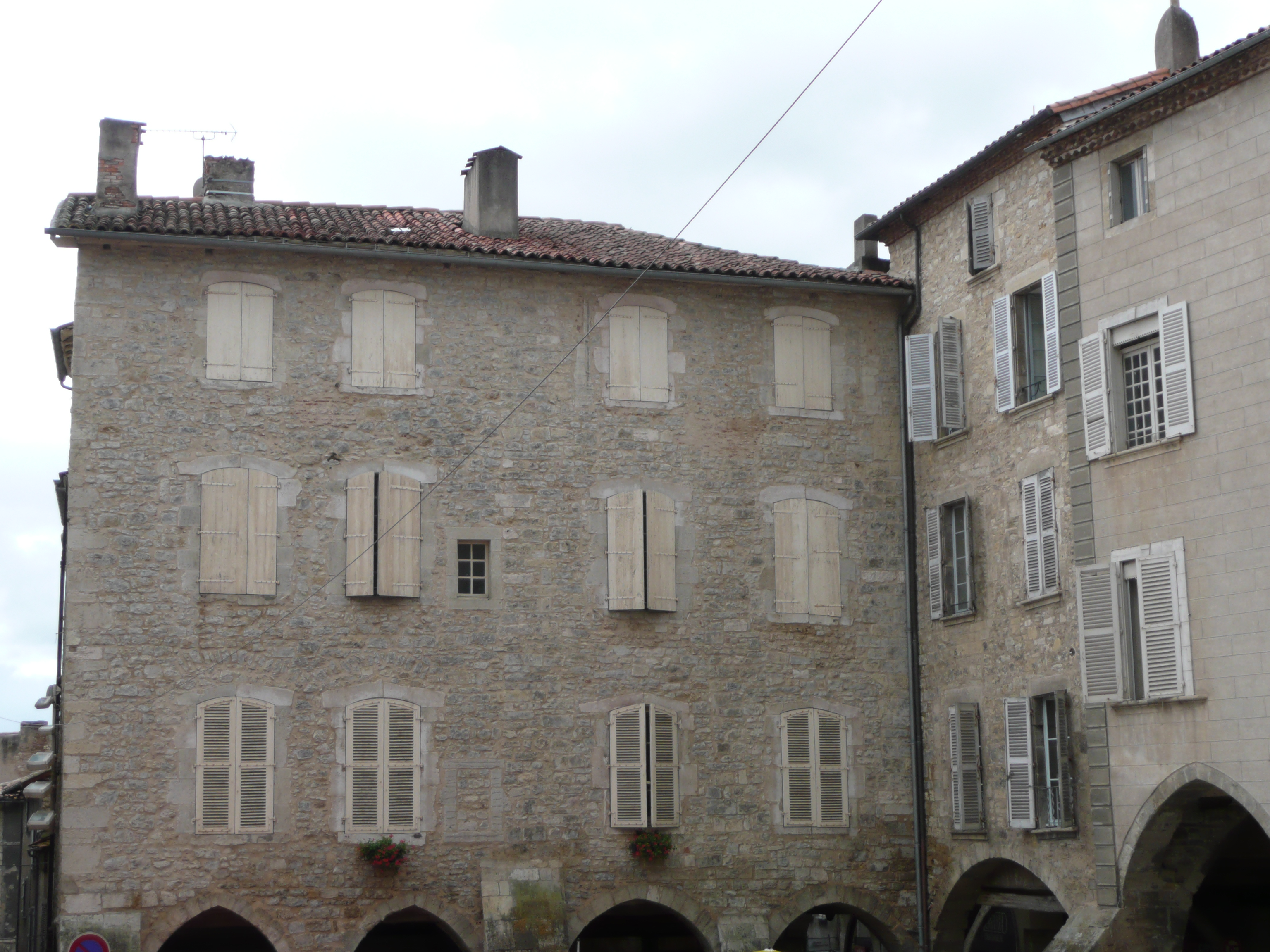
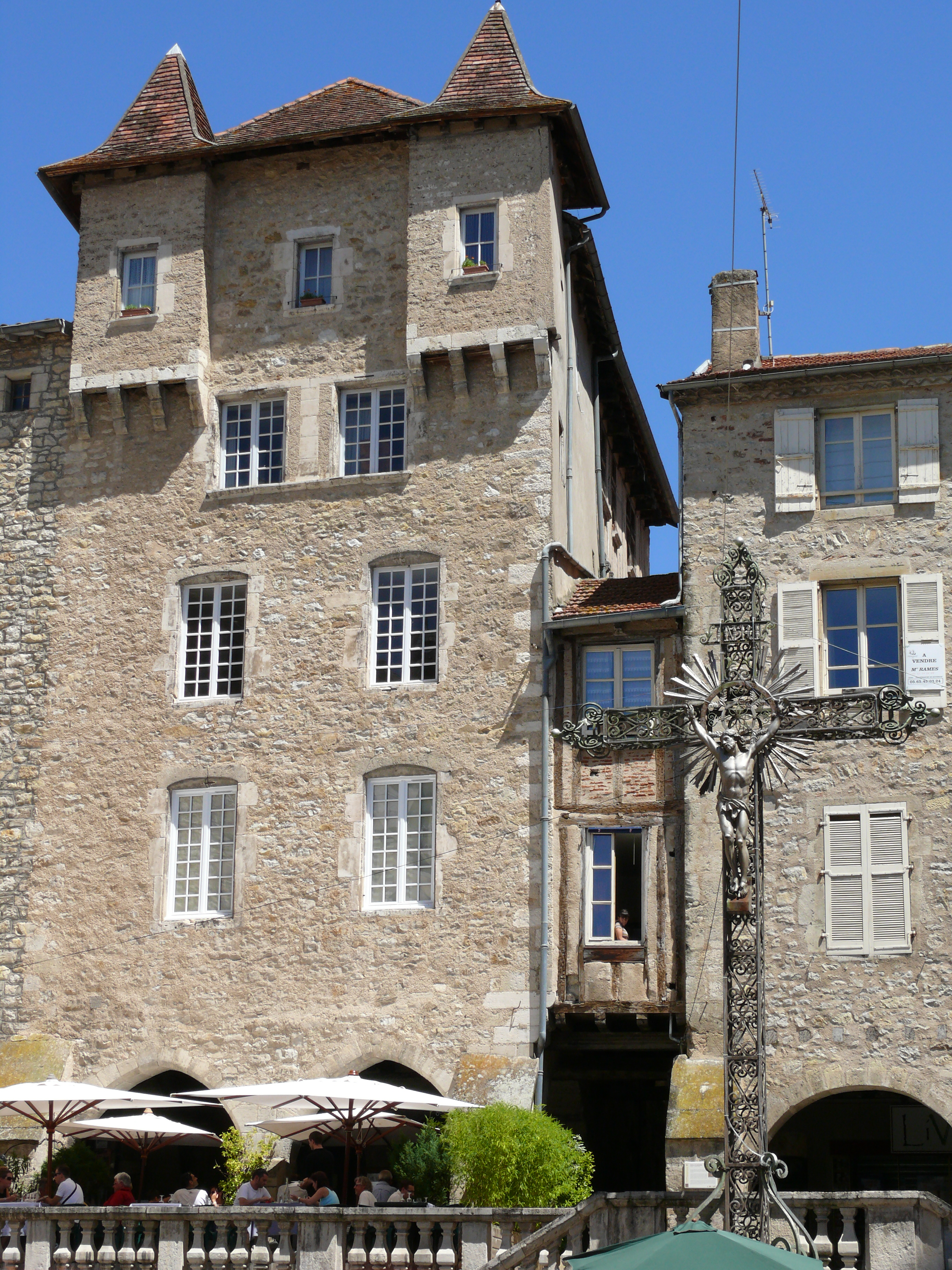
Maison Pomairols.
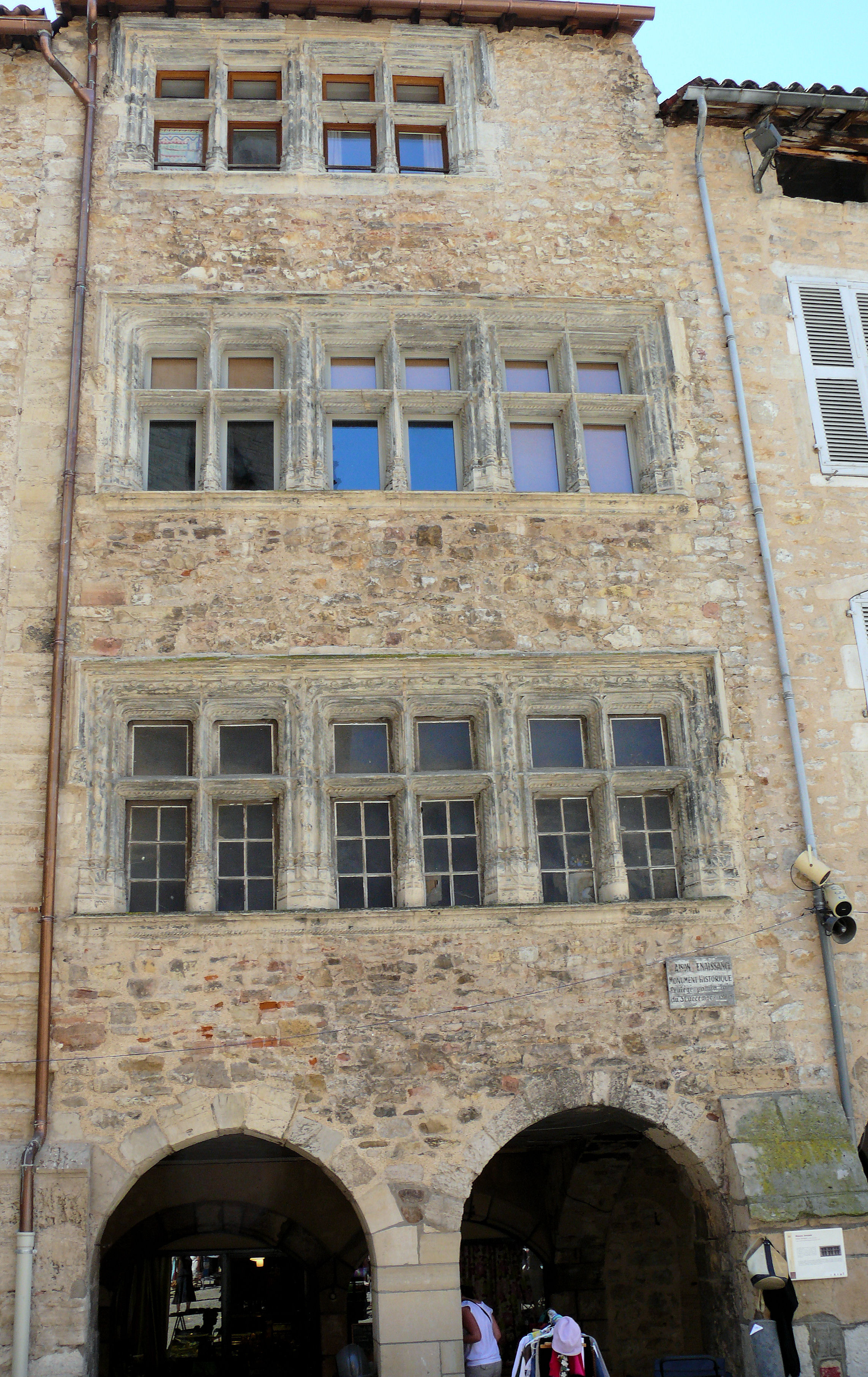
Maison Armand.
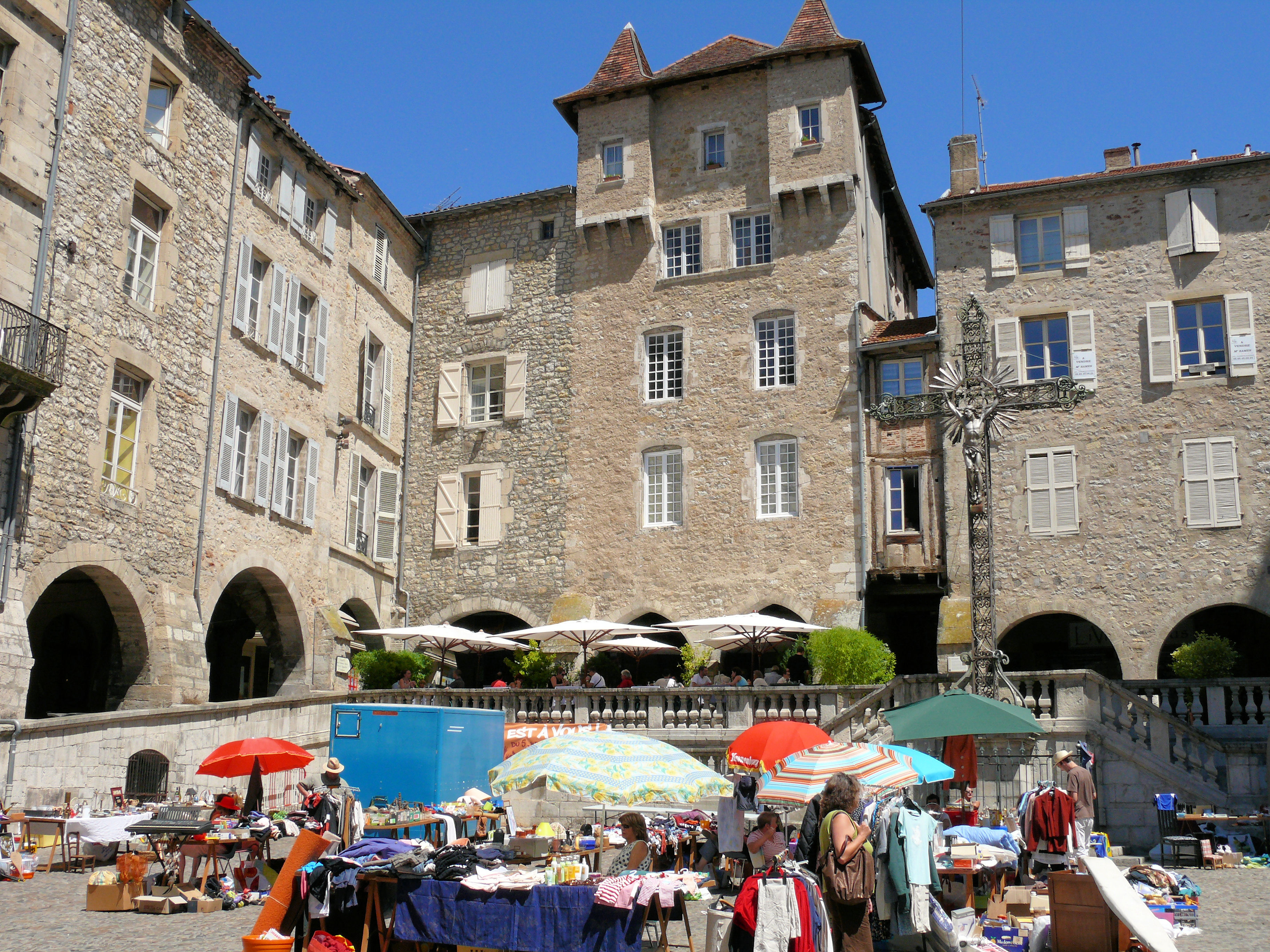

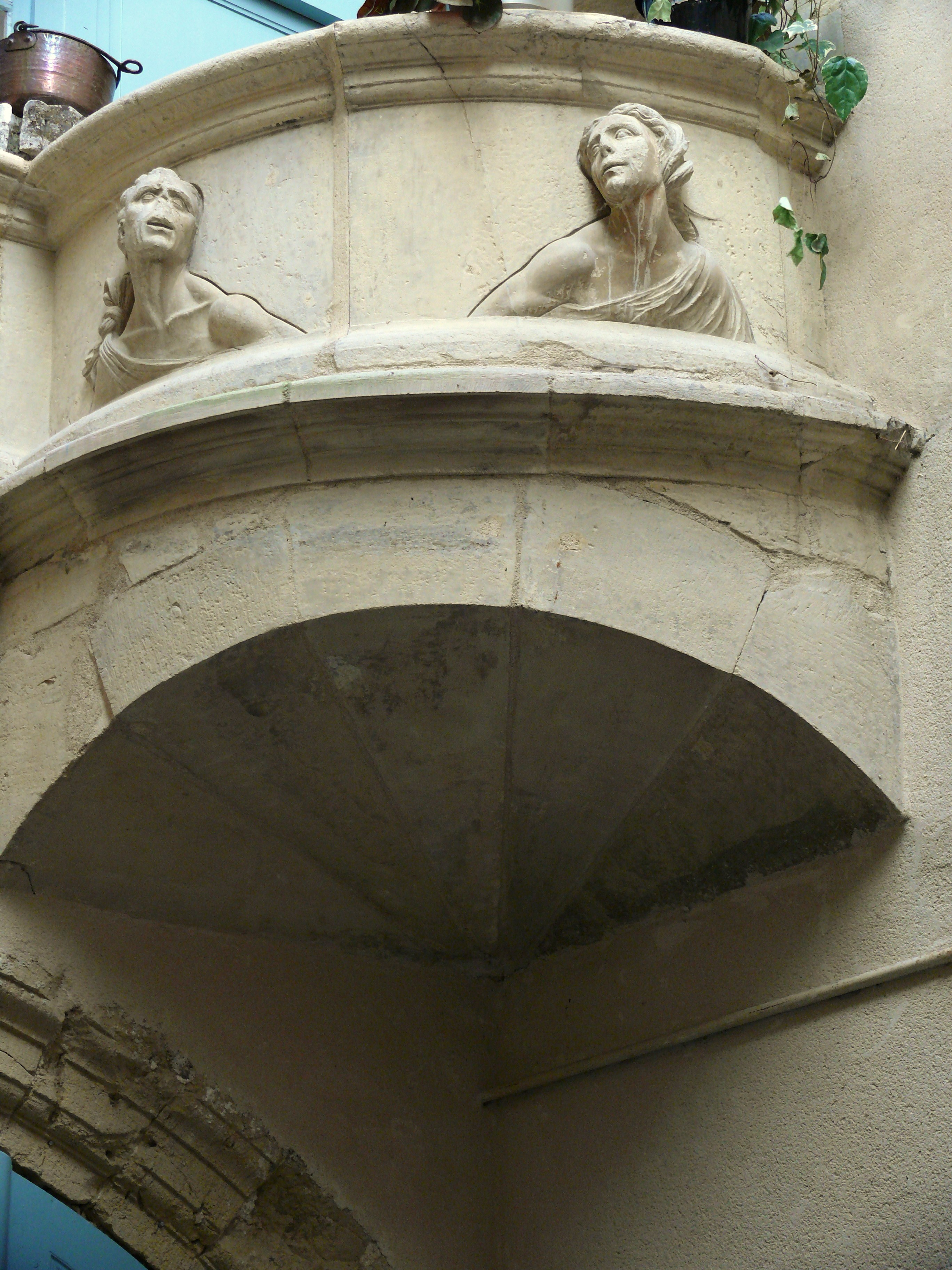
Maison Dardenne Détail de la décoration de la cour.
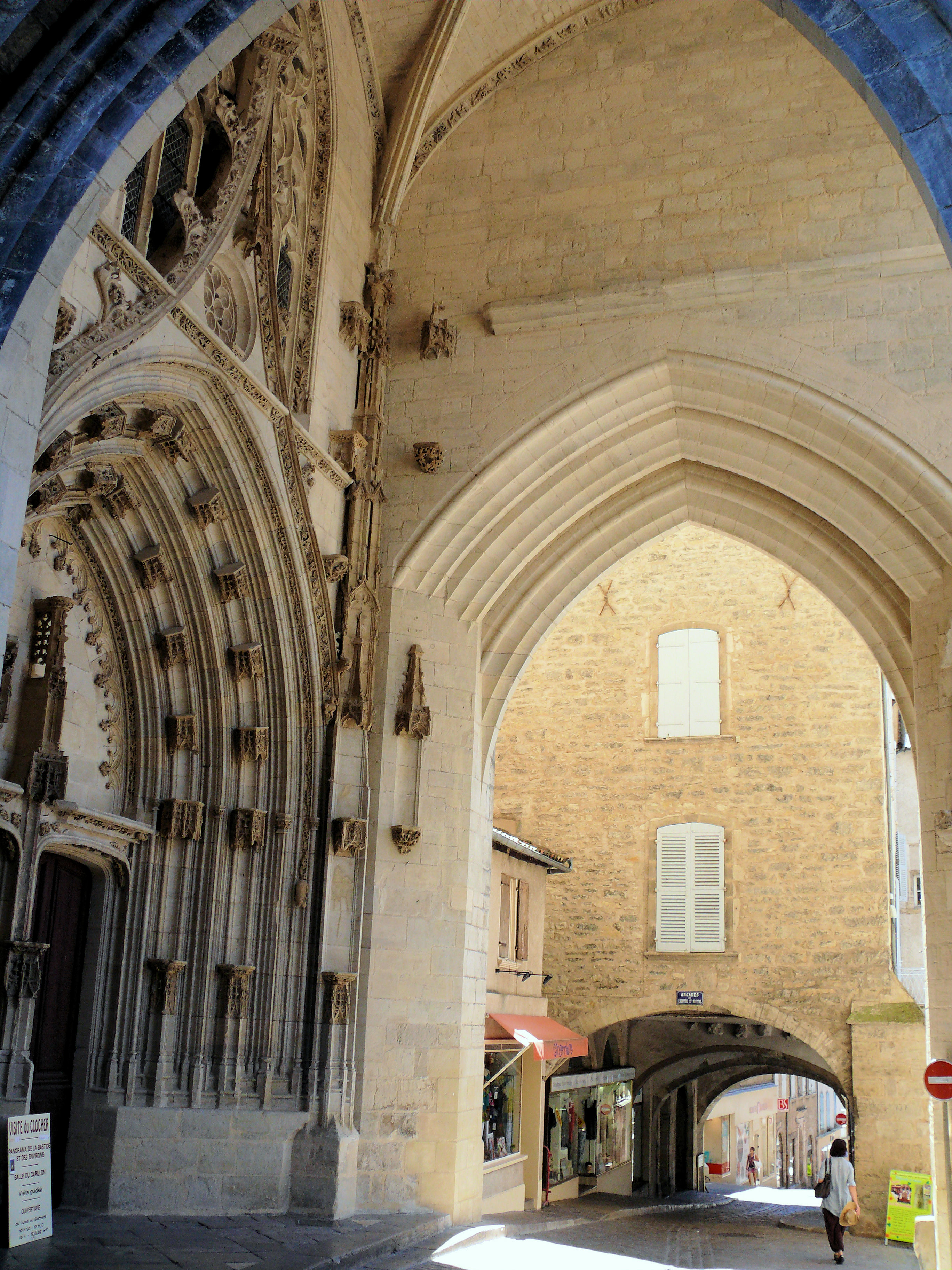
Arcades de l'hôpital Saint-Martial.
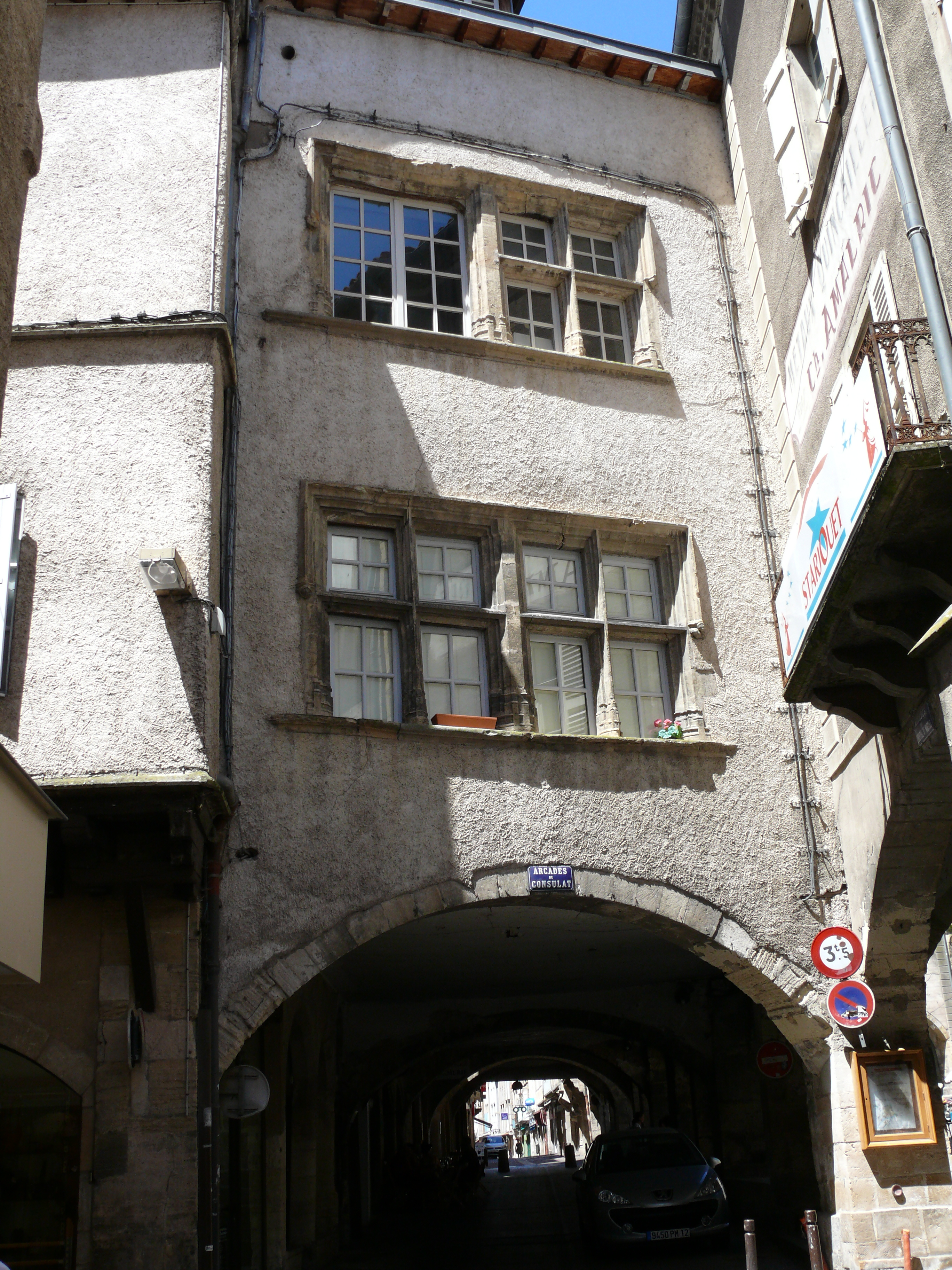
Arcades du Consulat.
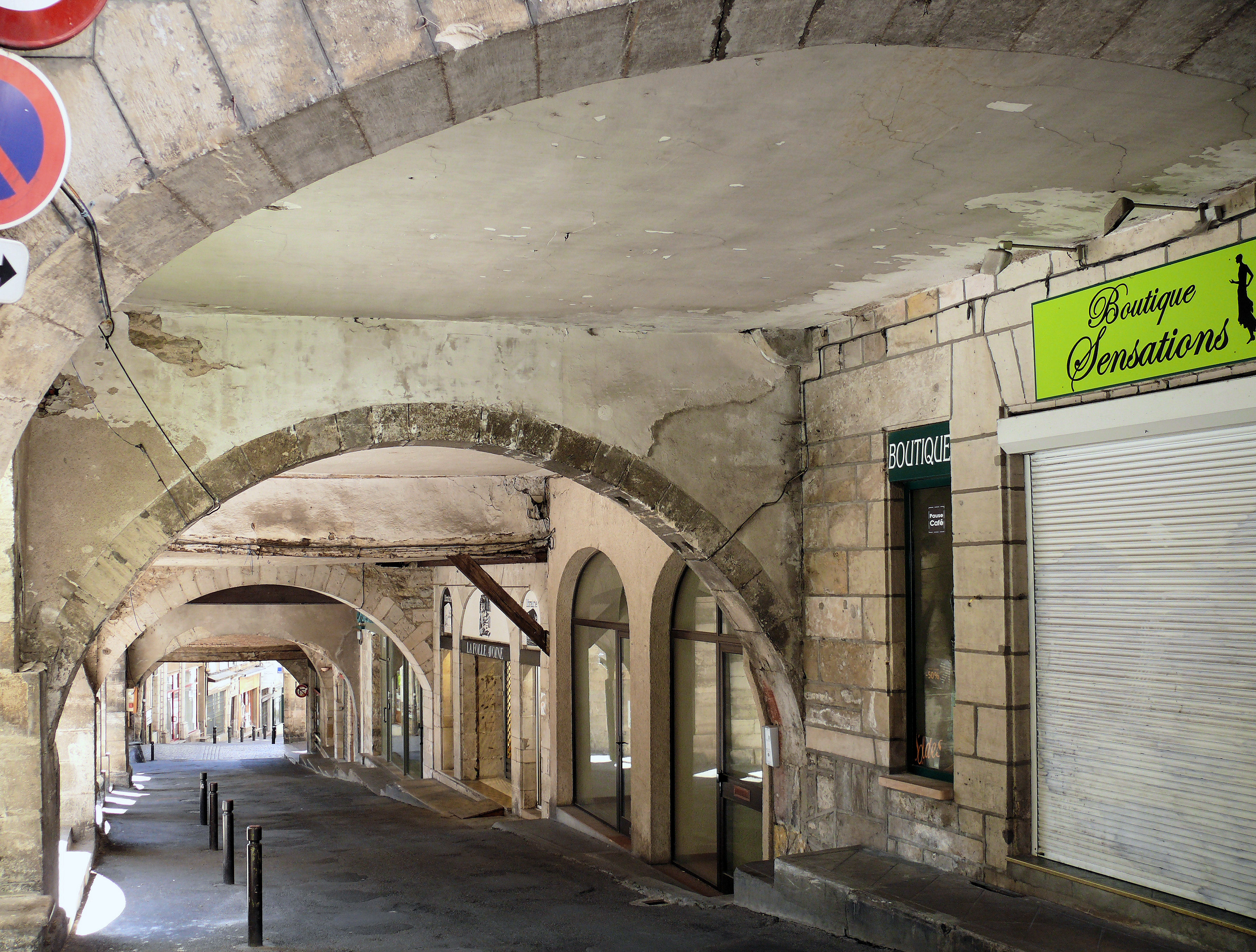

#### Pont des Consuls

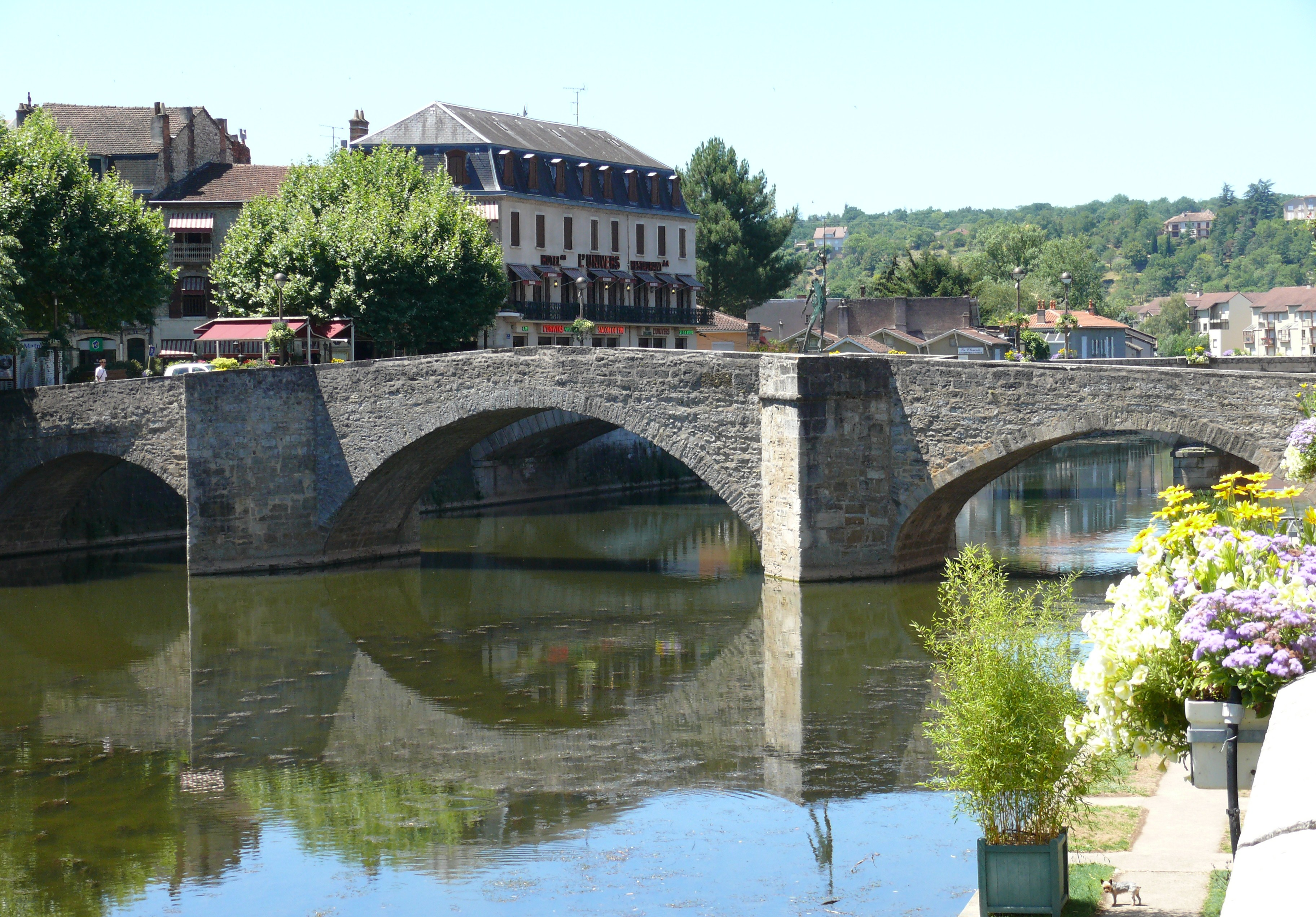
Pont des Consuls.

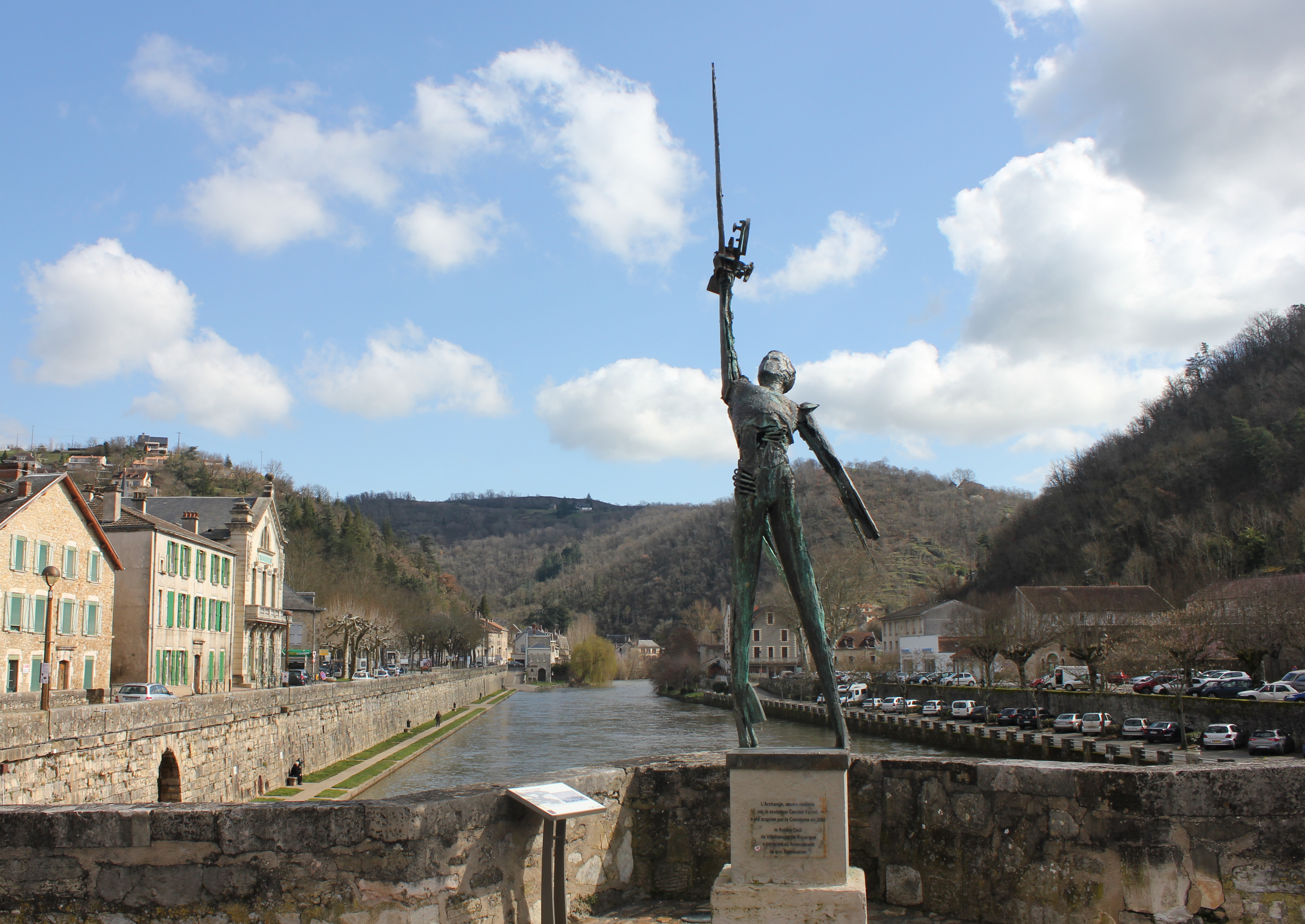
Sculpture de l’archange Saint-Michel par Casimir Ferrer sur le pont des Consuls.

Il est appelé aussi Pont-Vieux et fut construit sur l'Aveyron vers 1321, pour remplacer un ancien gué. Il était initialement surmonté de deux tours comme on peut le voir sur le sceau des consuls de Villefranche. Ces tours ont été démolies en 1730. À l'extrémité du pont, l'entrée de la ville était gardée par une grosse tour surmontant la porte qui servait aussi de prison. Cette tour a été démolie entre 1780 et 1790.

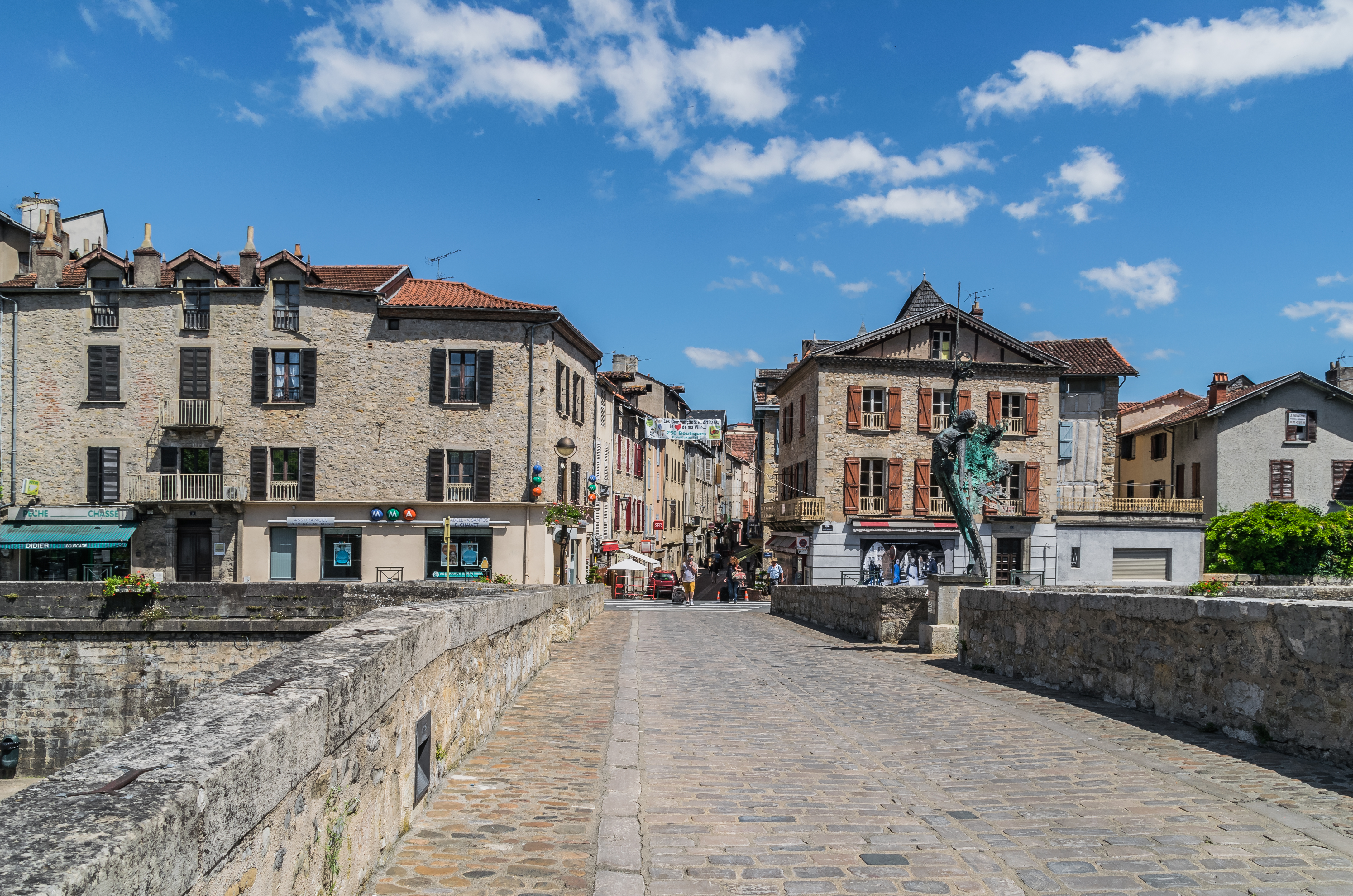
Vue sur le village depuis le pont des Consuls.

#### Château de Graves
Inscrit MH (1991).

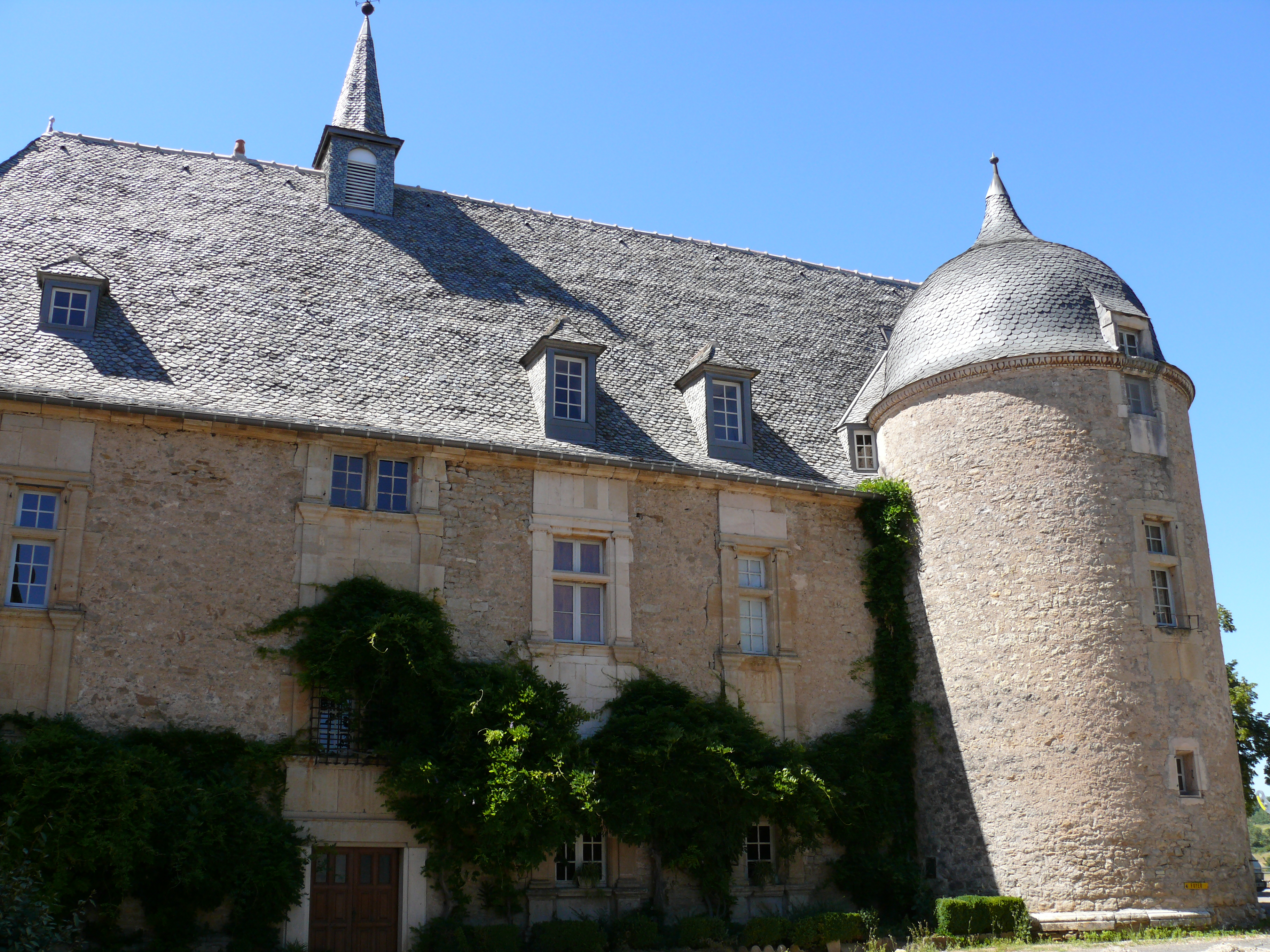
Château de Graves.

Il s'agit d'un petit château Renaissance construit à partir de 1545 par Jean Imbert Dardenne, riche bourgeois de la ville qui tira sa fortune de l'exploitation des mines de cuivre des environs.

#### Ancien palais de Justice

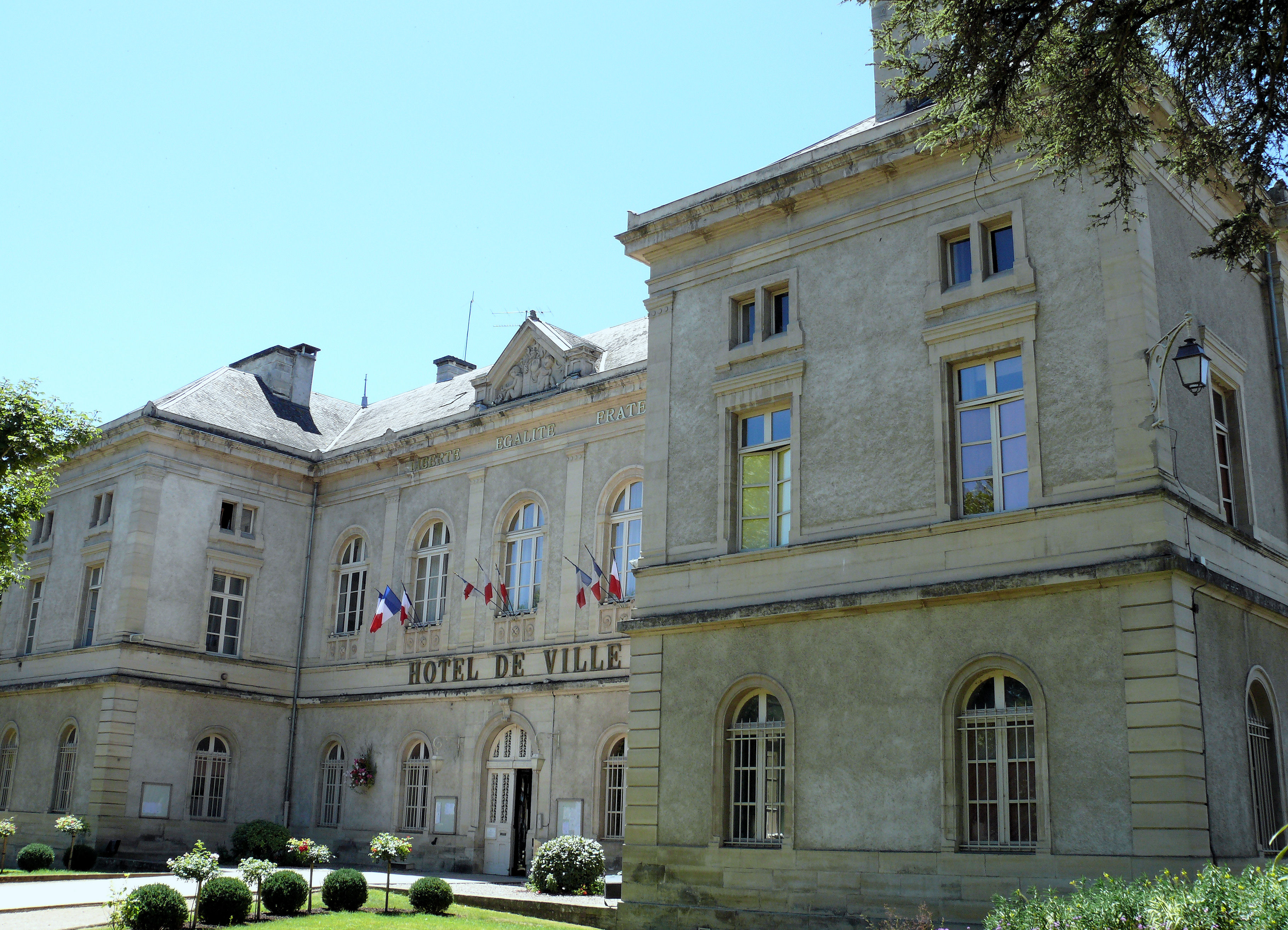
Ancien palais de Justice.

Il a été construit en 1861 et abrite aujourd'hui l'hôtel de ville.

#### Parc mémorial des martyrs croates et bosniaques
Ce lieu de mémoire hautement symbolique a été aménagé sur le site du champ des martyrs, là-même où les révoltés sont tombés sous les balles allemandes. Cet espace de recueillement, imaginé par l'architecte croate Ivan Prtenjak et l'architecte paysager aveyronnais Patrice Causse, intègre les sculptures de Vanja Radaus réalisées en 1952 pour Villefranche et offertes par le gouvernement croate.

### Édifices religieux

#### Collégiale Notre-Dame
Inscrit MH (1892)
La collégiale Notre-Dame date des XIIIe et XVIe siècles. Son impressionnant clocher-porche de 58 mètres de haut domine le centre de la ville.

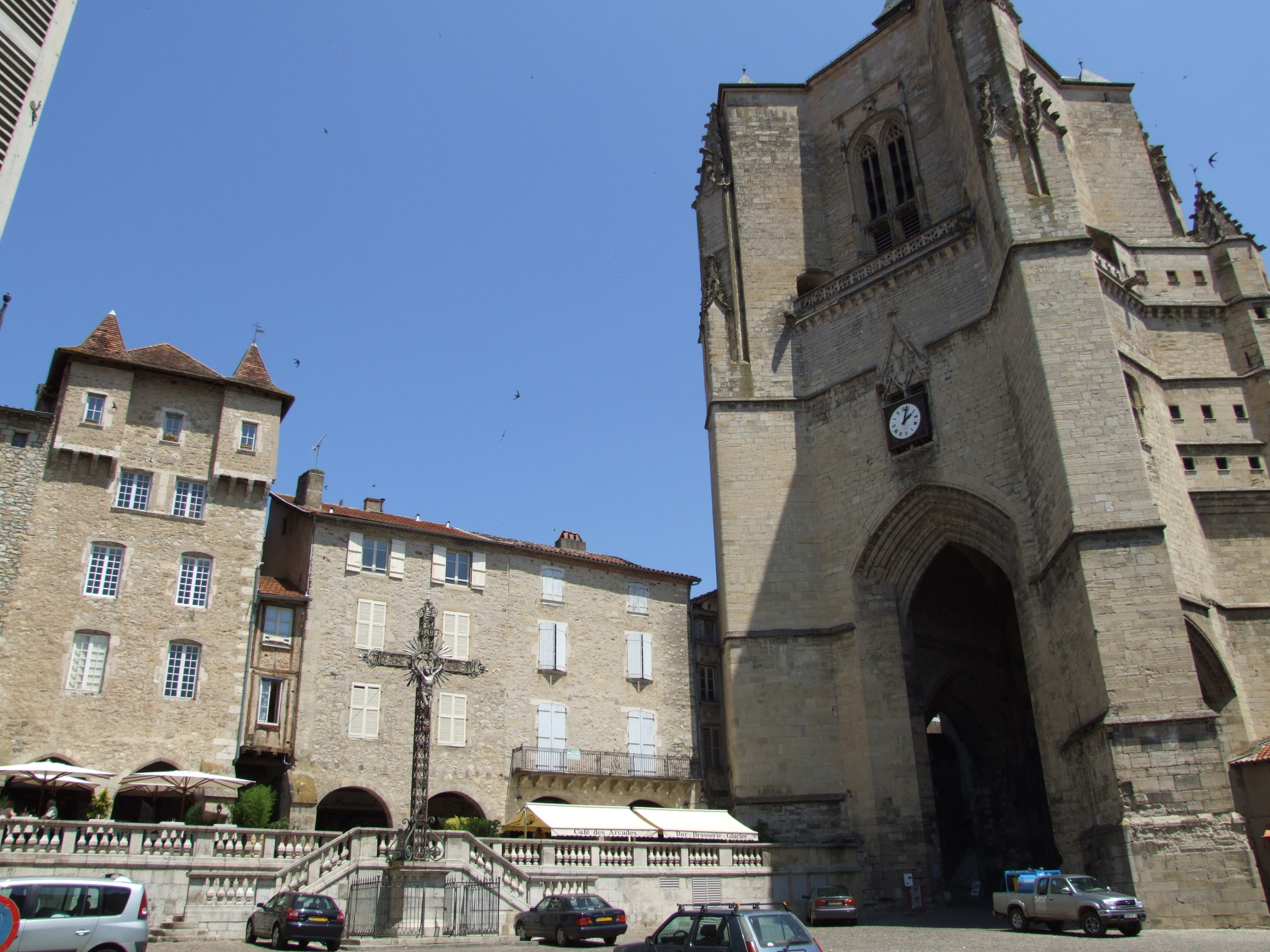
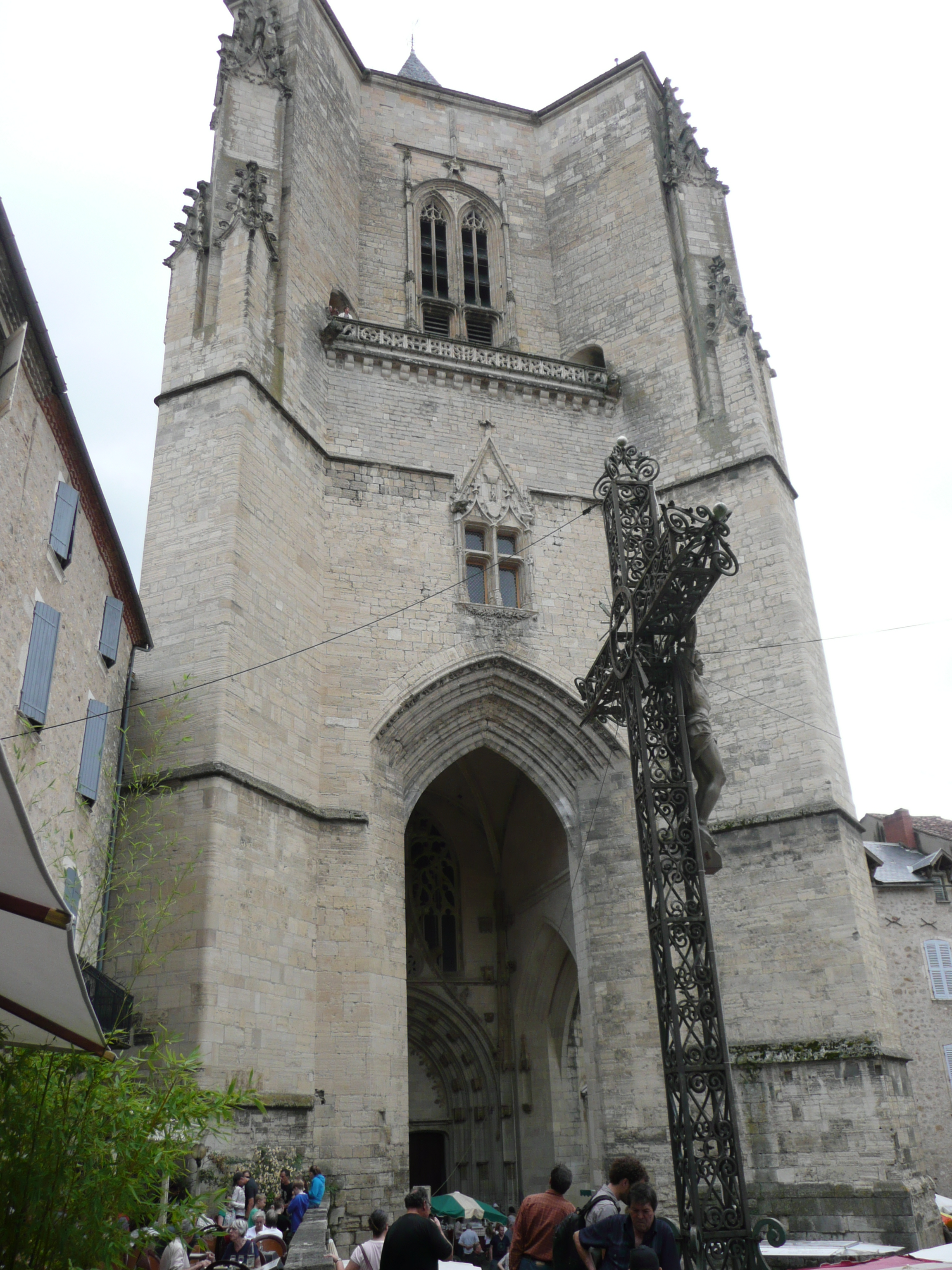
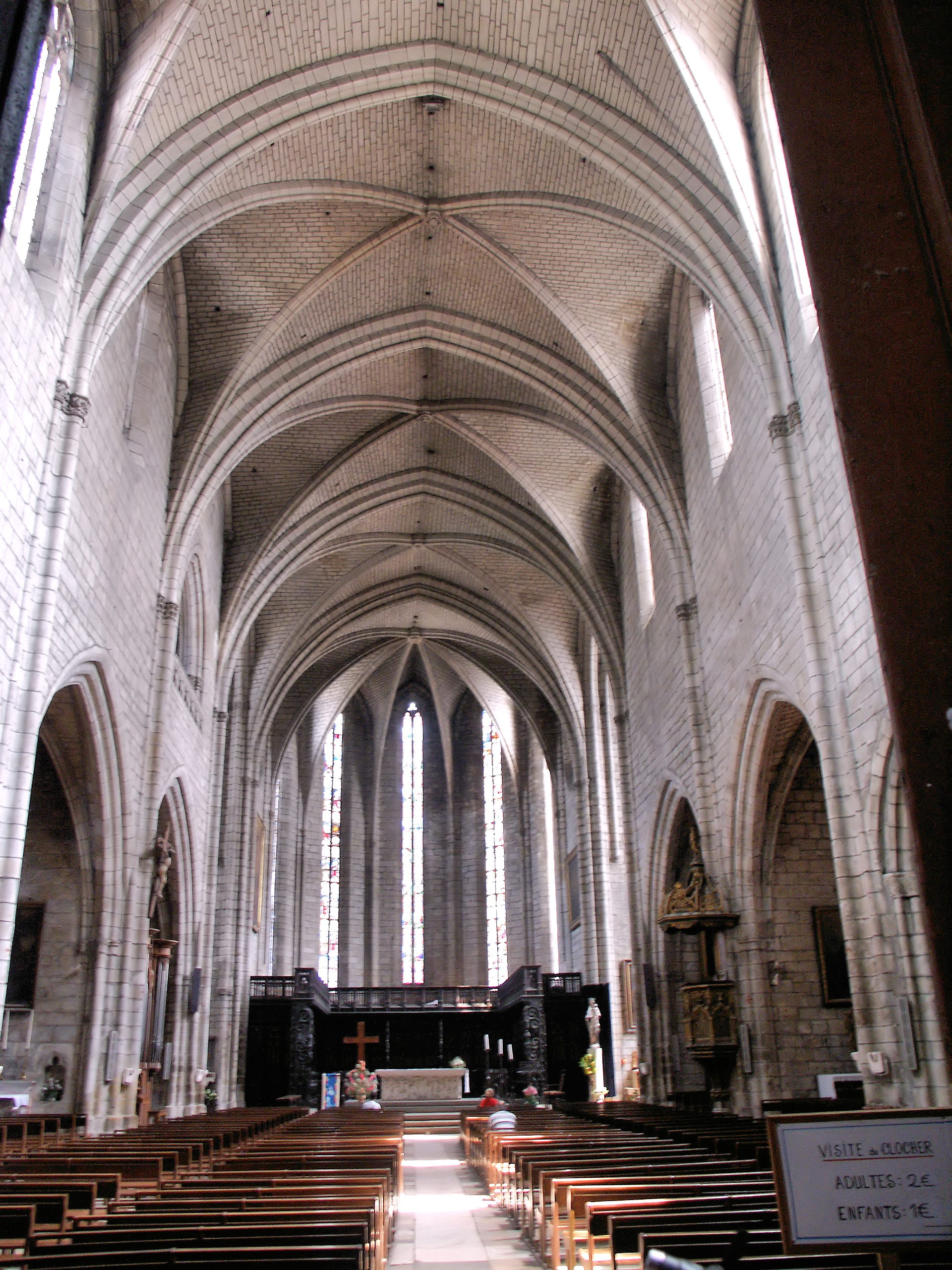
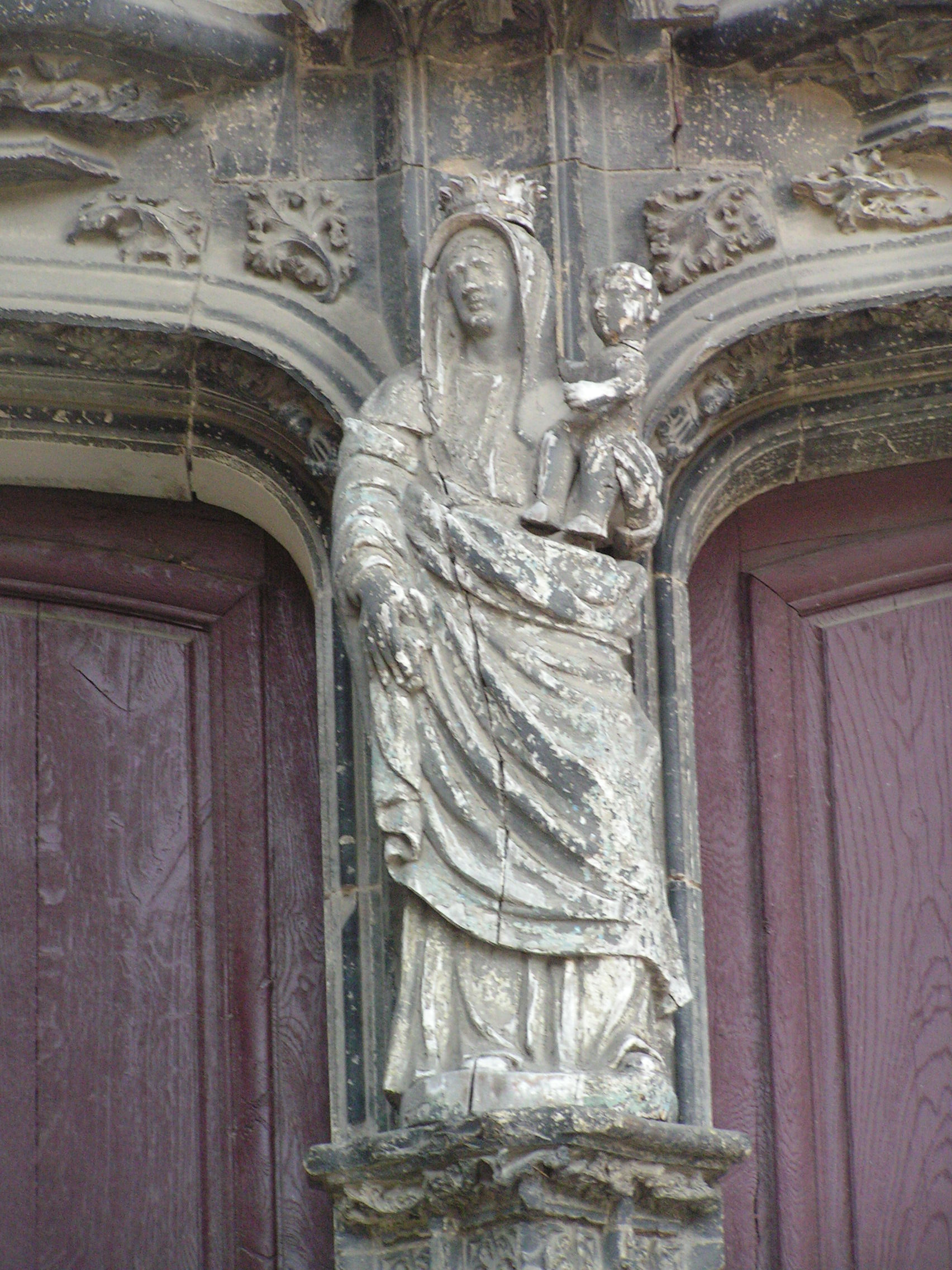
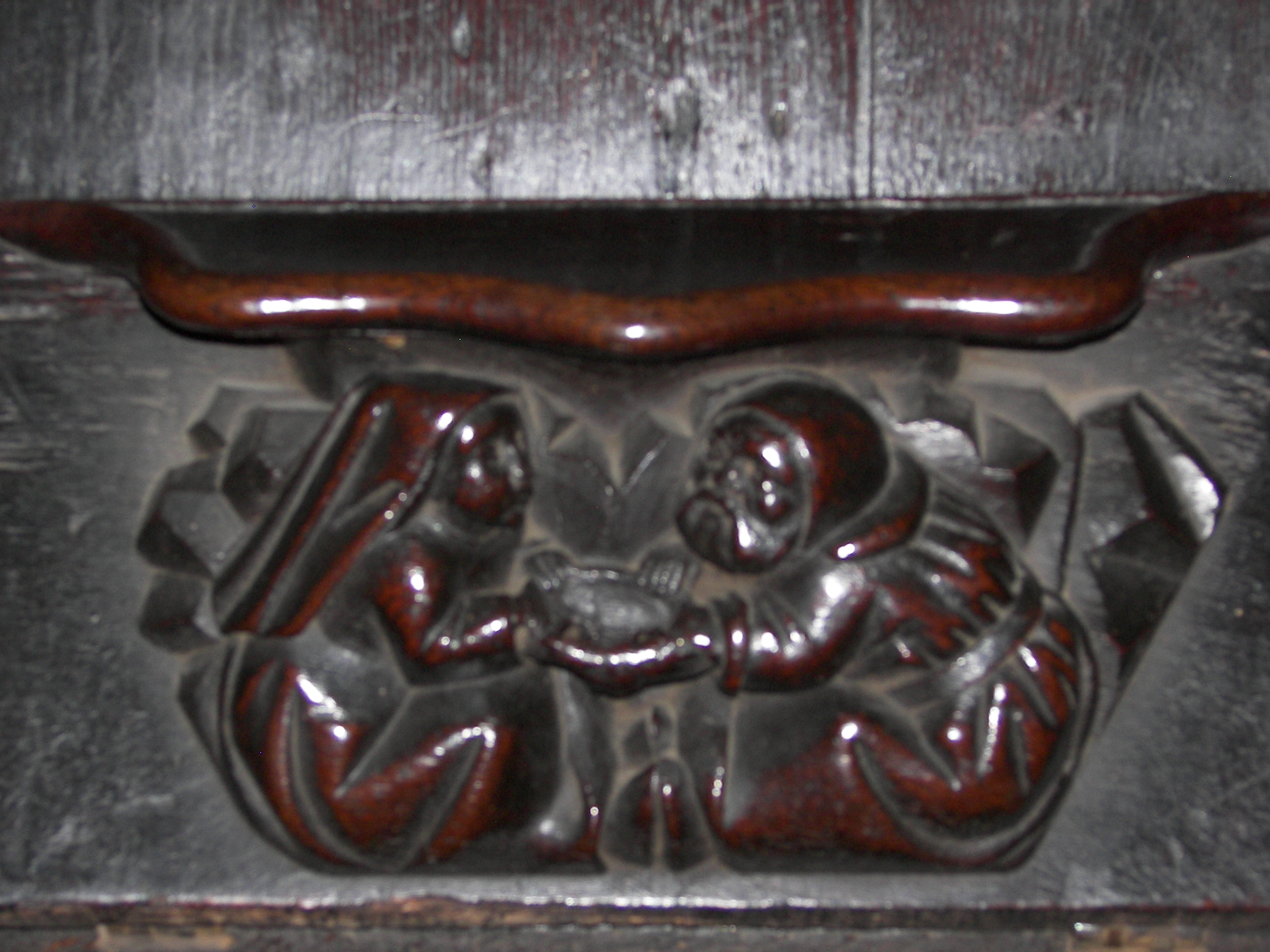

#### Ancienne Chartreuse Saint-Sauveur

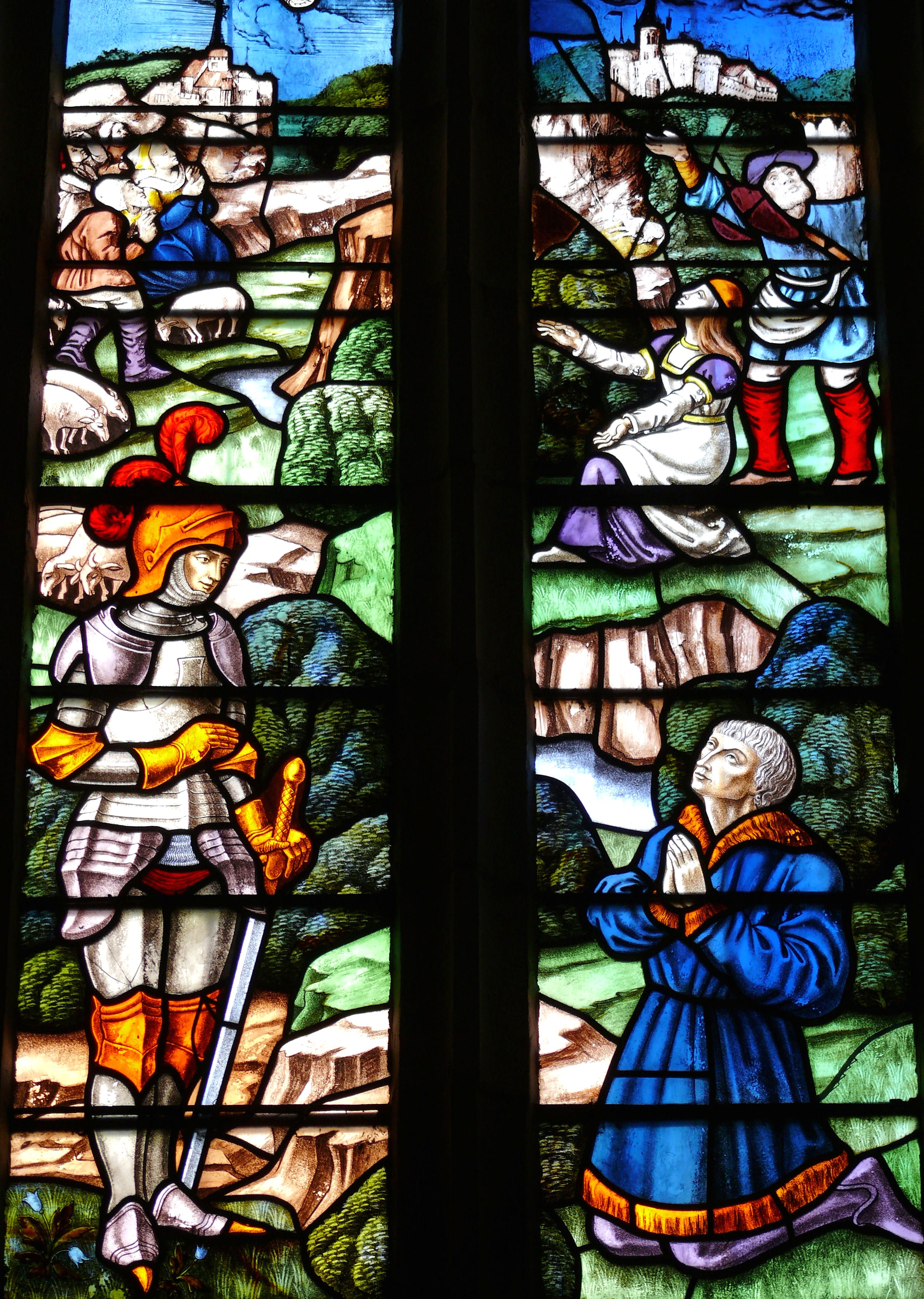
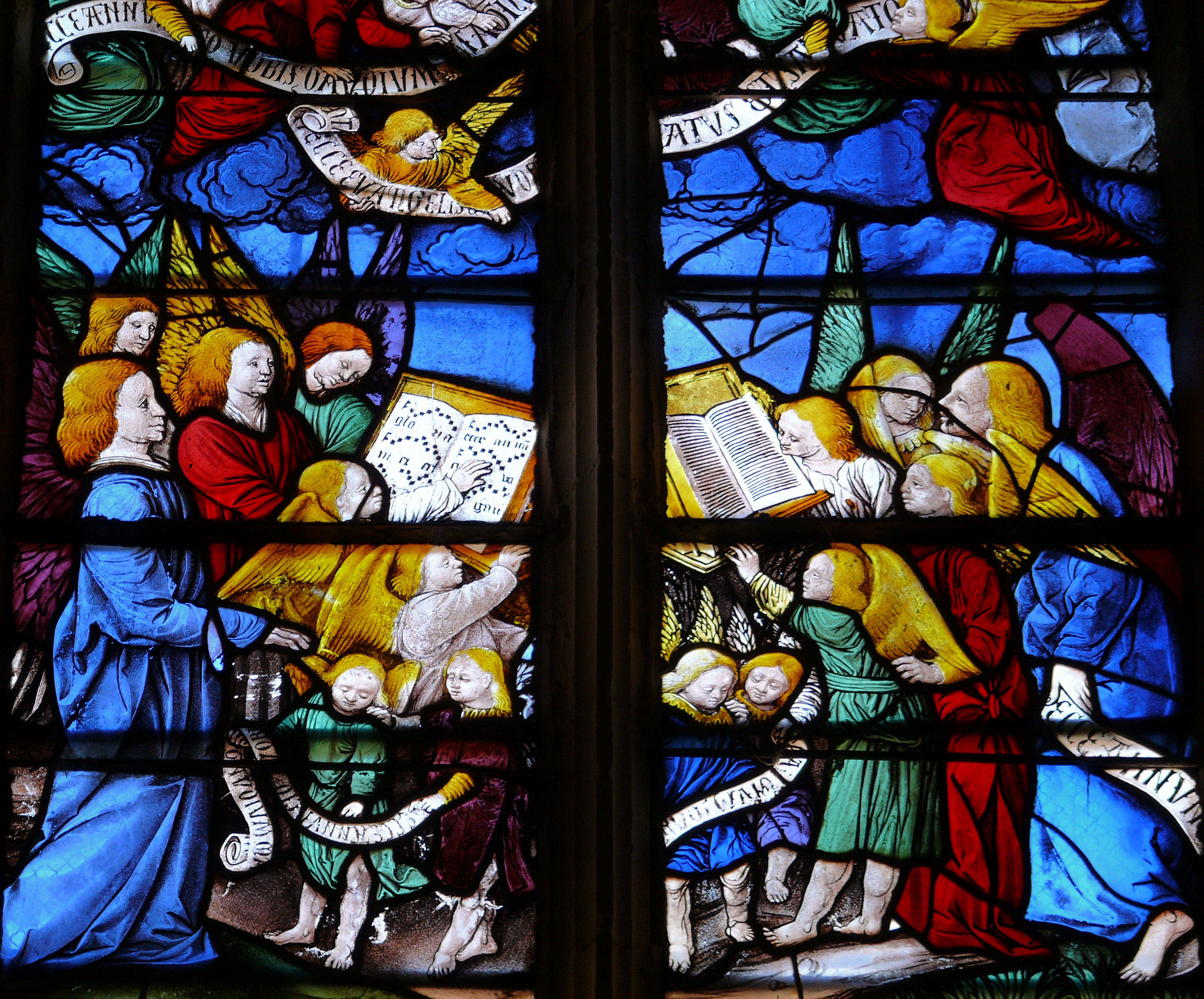
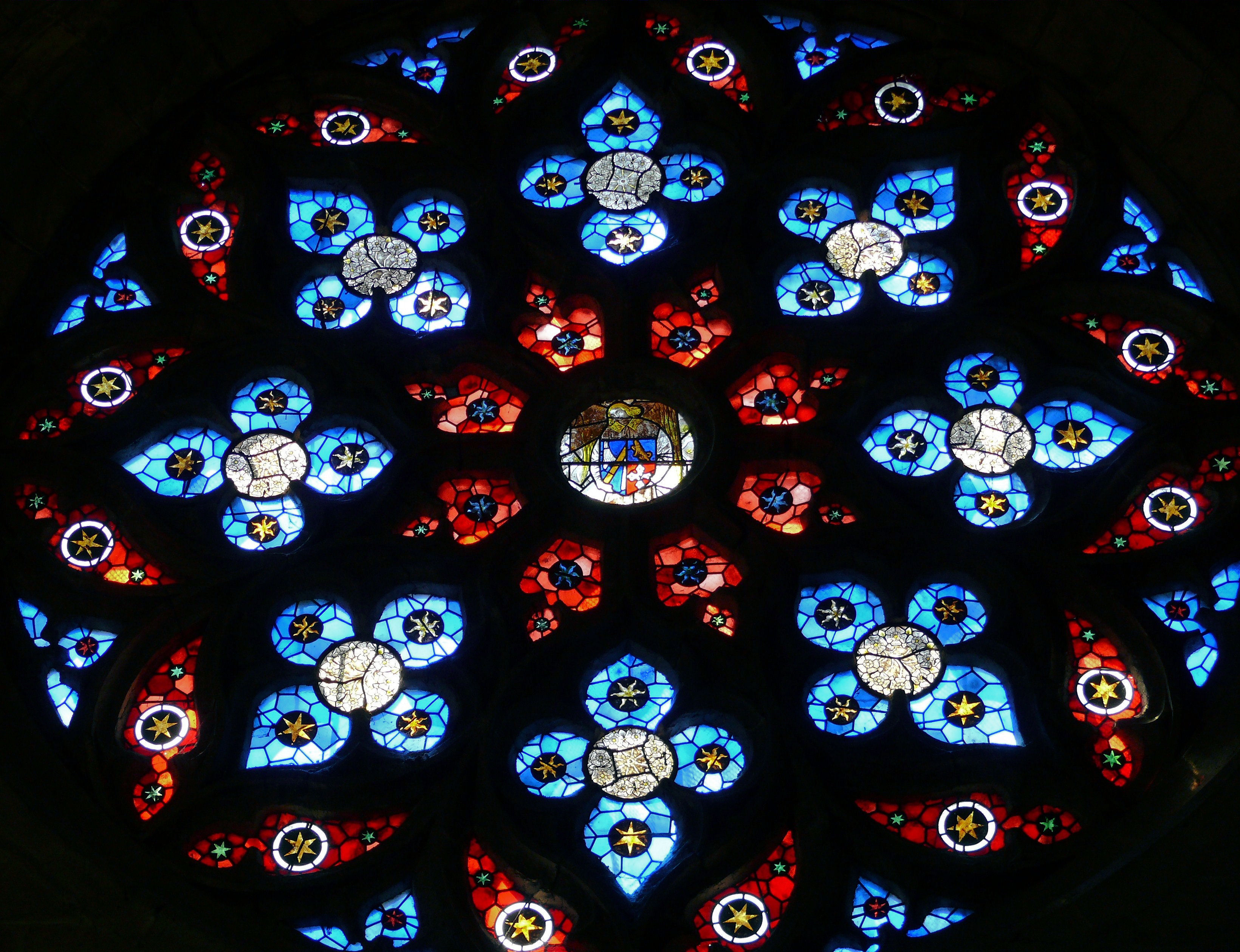
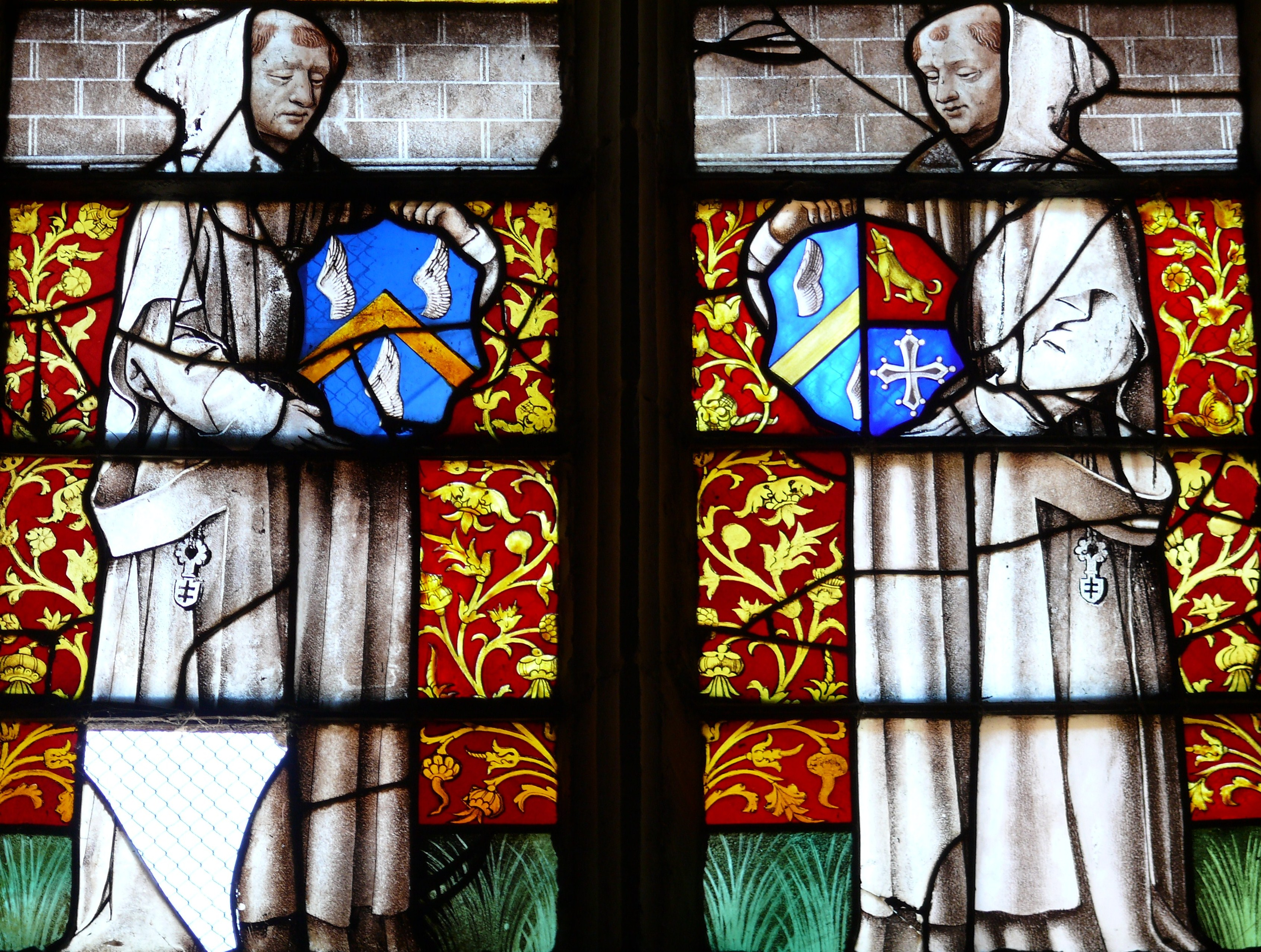
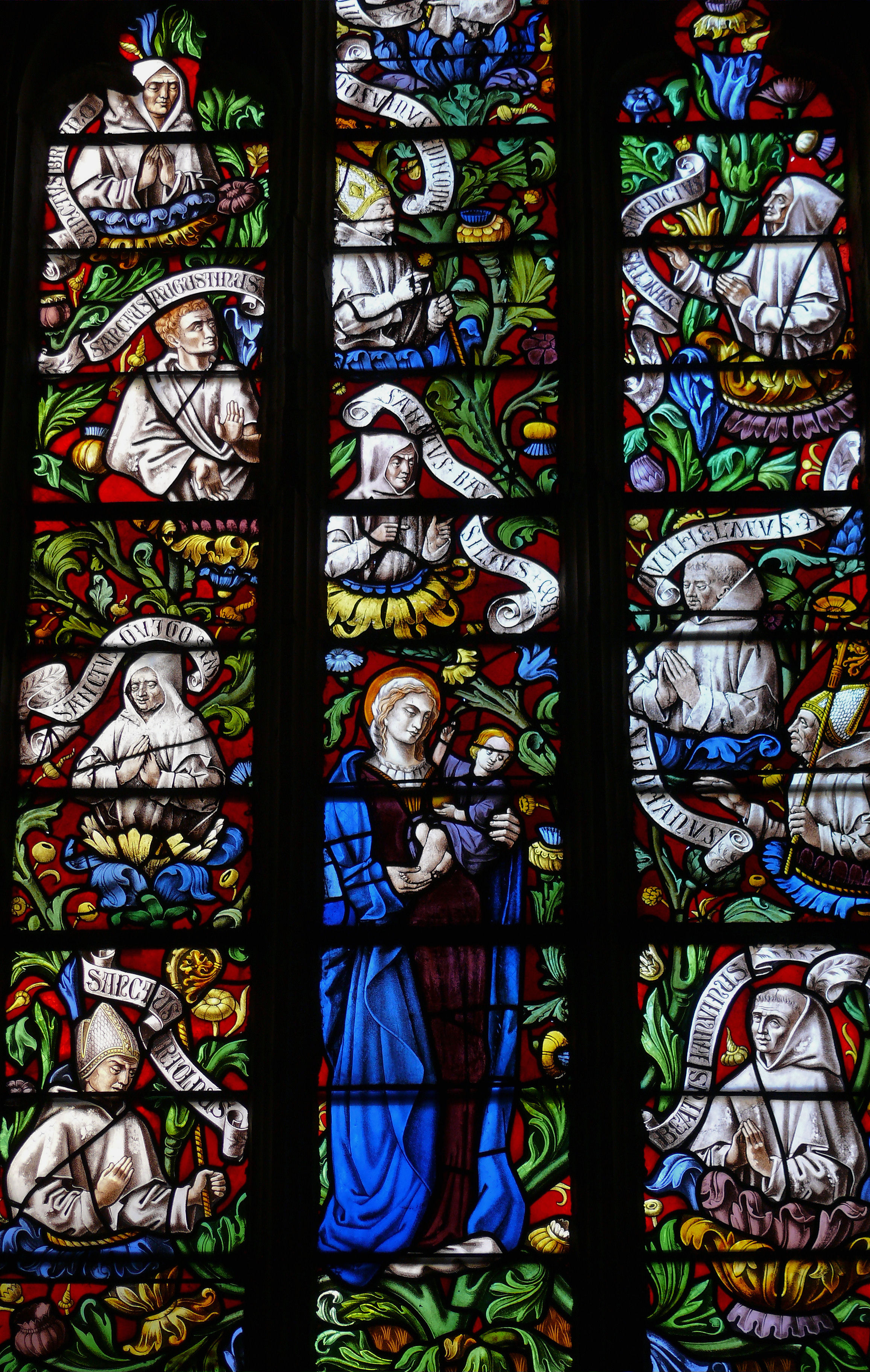

Inscrit MH (1840)
C'est un édifice du XVe siècle avec deux cloîtres, dont un de style gothique flamboyant.
- Chapelle des Étrangers de la chartreuse Saint-Sauveur.

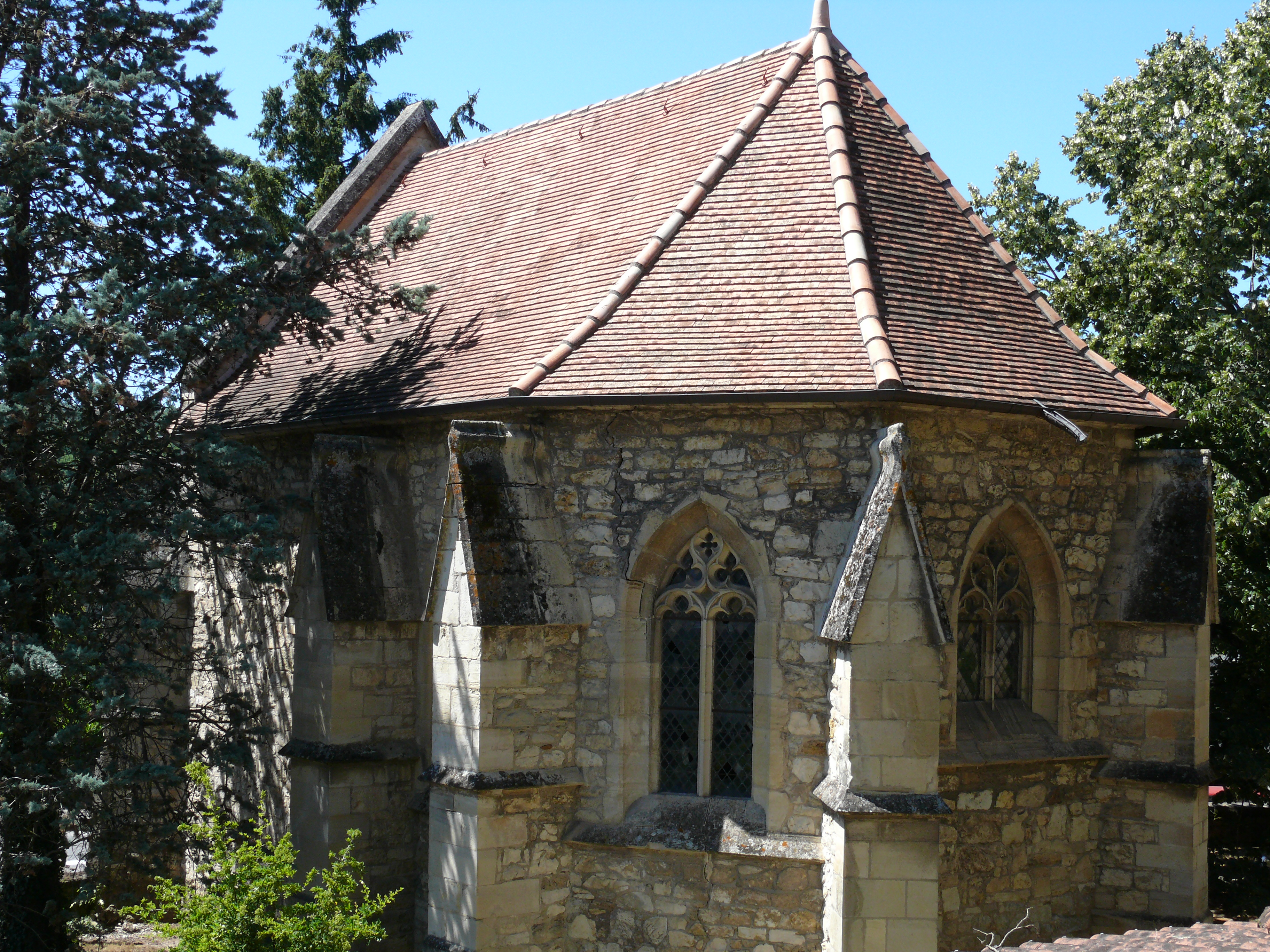
Chapelle des étrangers.
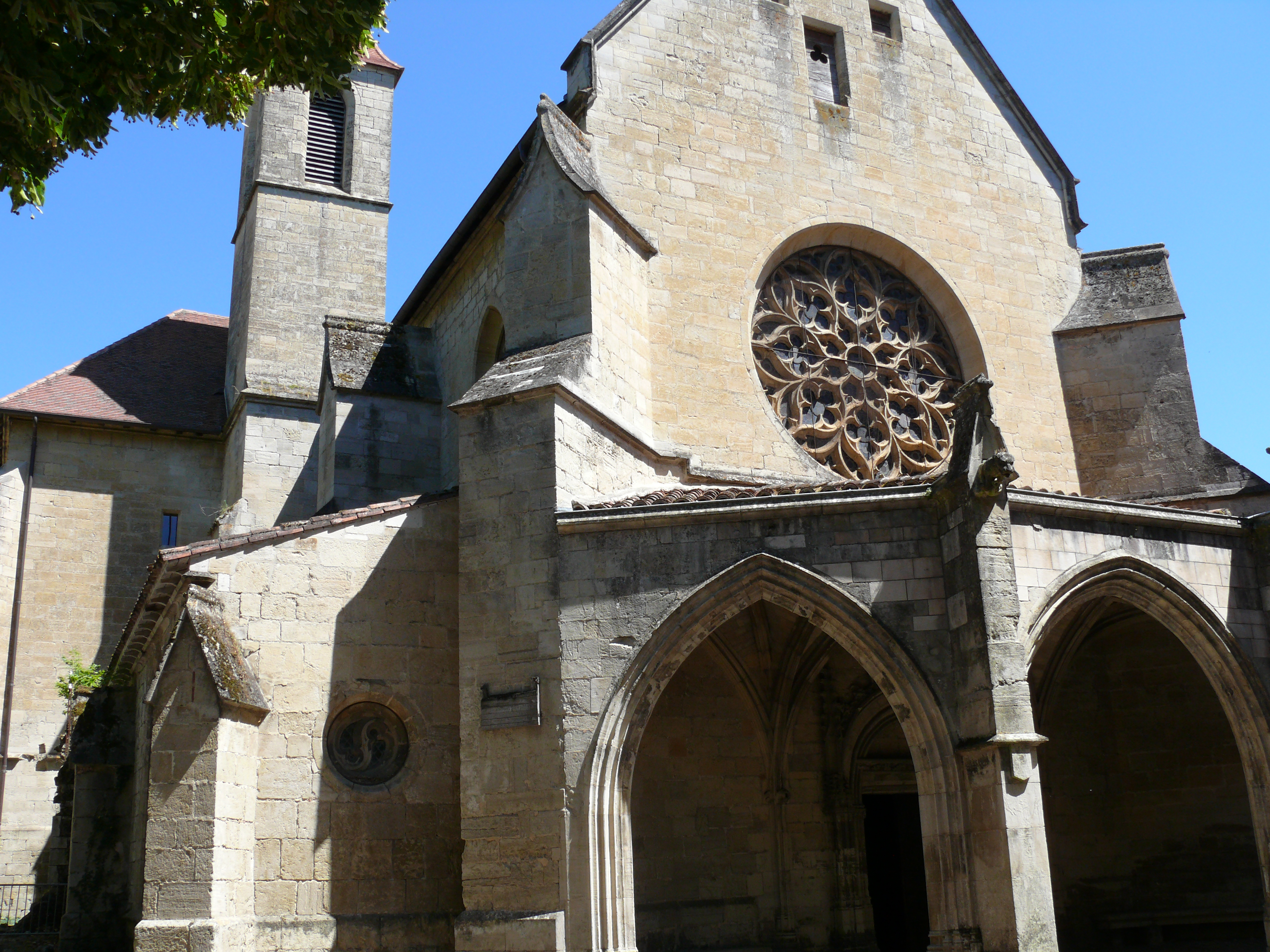
Église.
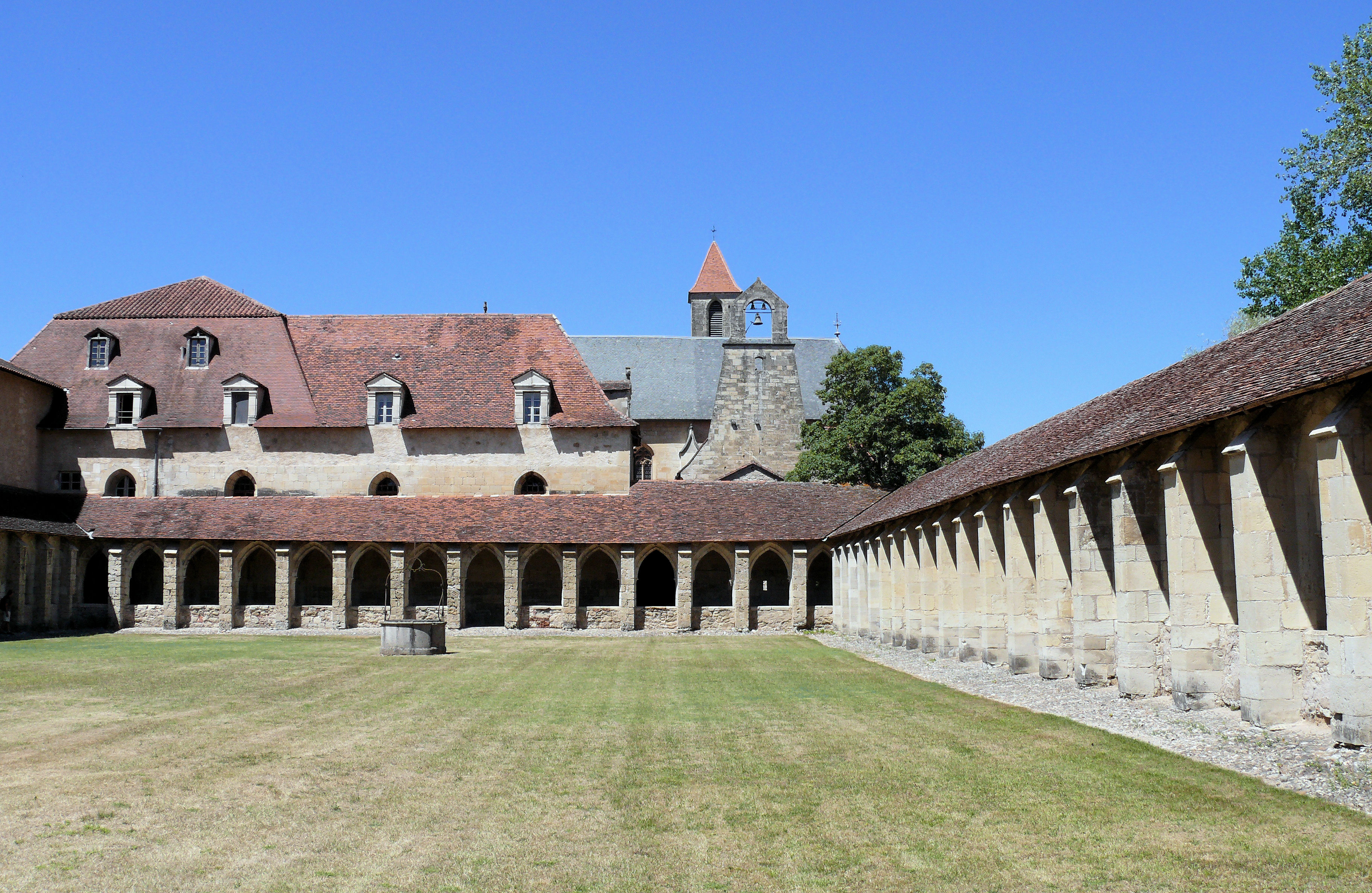
Grand cloître.
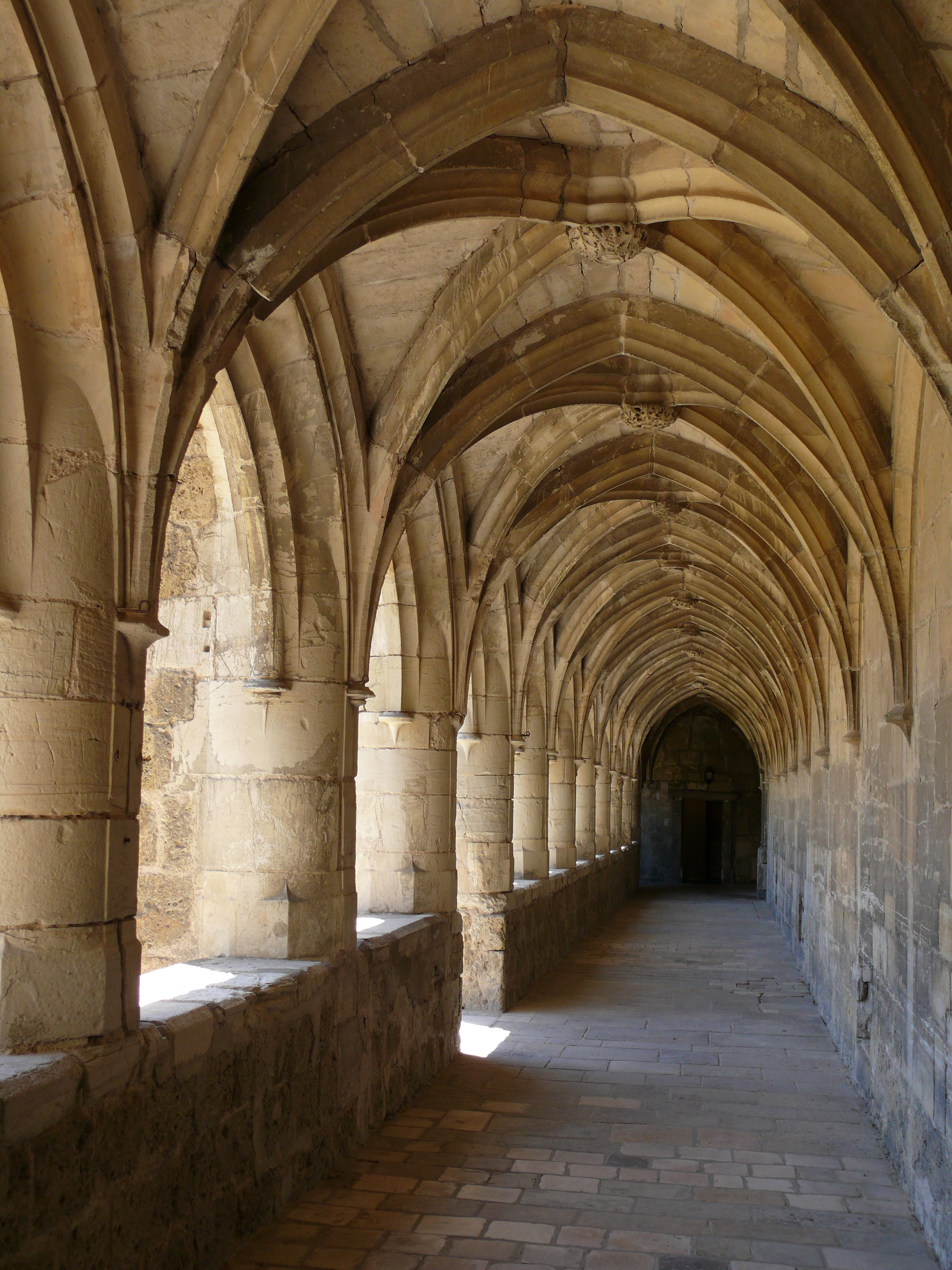
Grand cloître.
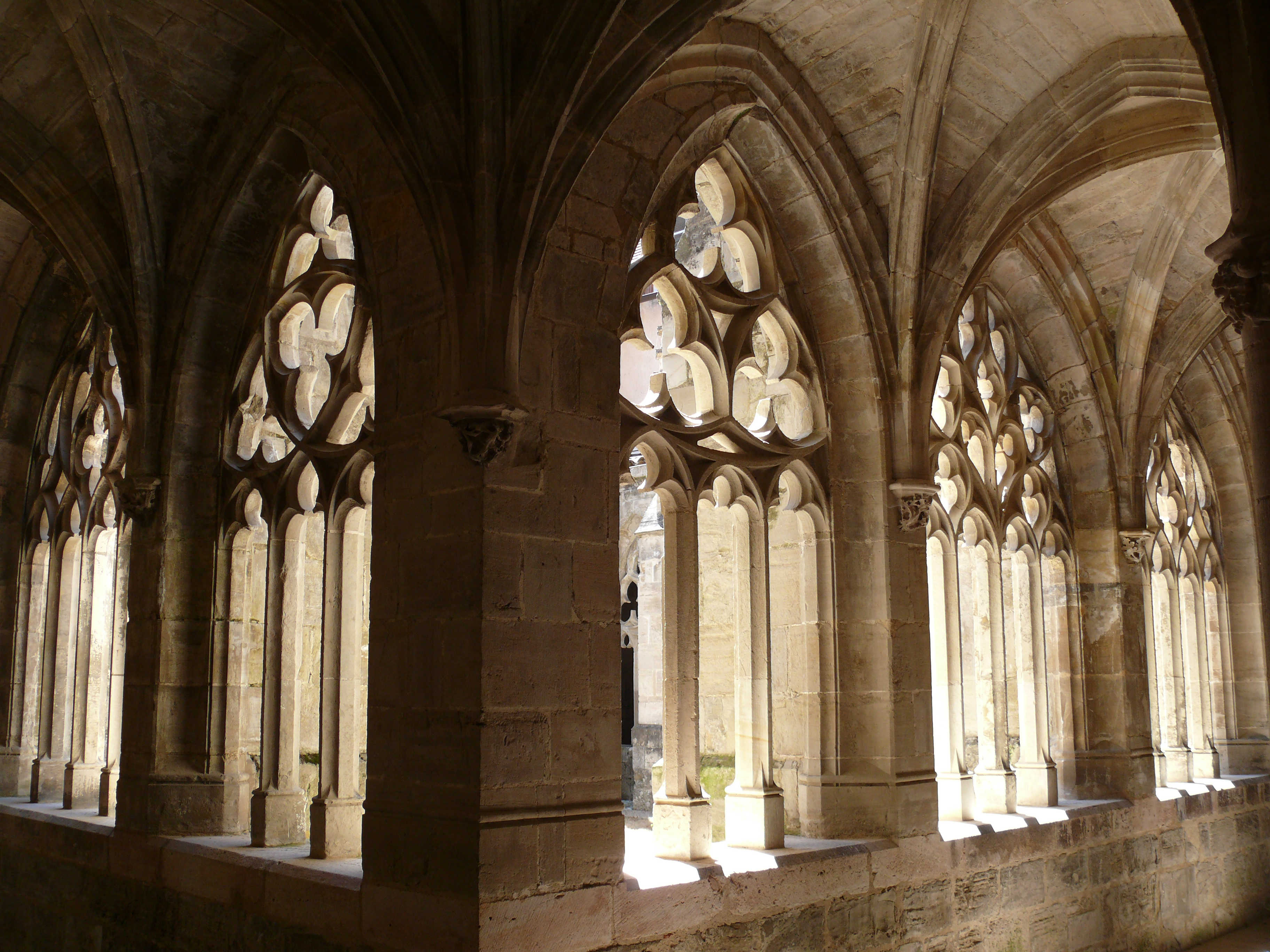
Petit cloître.

#### Chapelle des Pénitents Noirs de la Sainte-Croix
Inscrit MH (1920)
Cette chapelle date du XVIIe siècle. La voûte en bois est entièrement peinte : c'est un rare exemple en Rouergue de construction baroque.

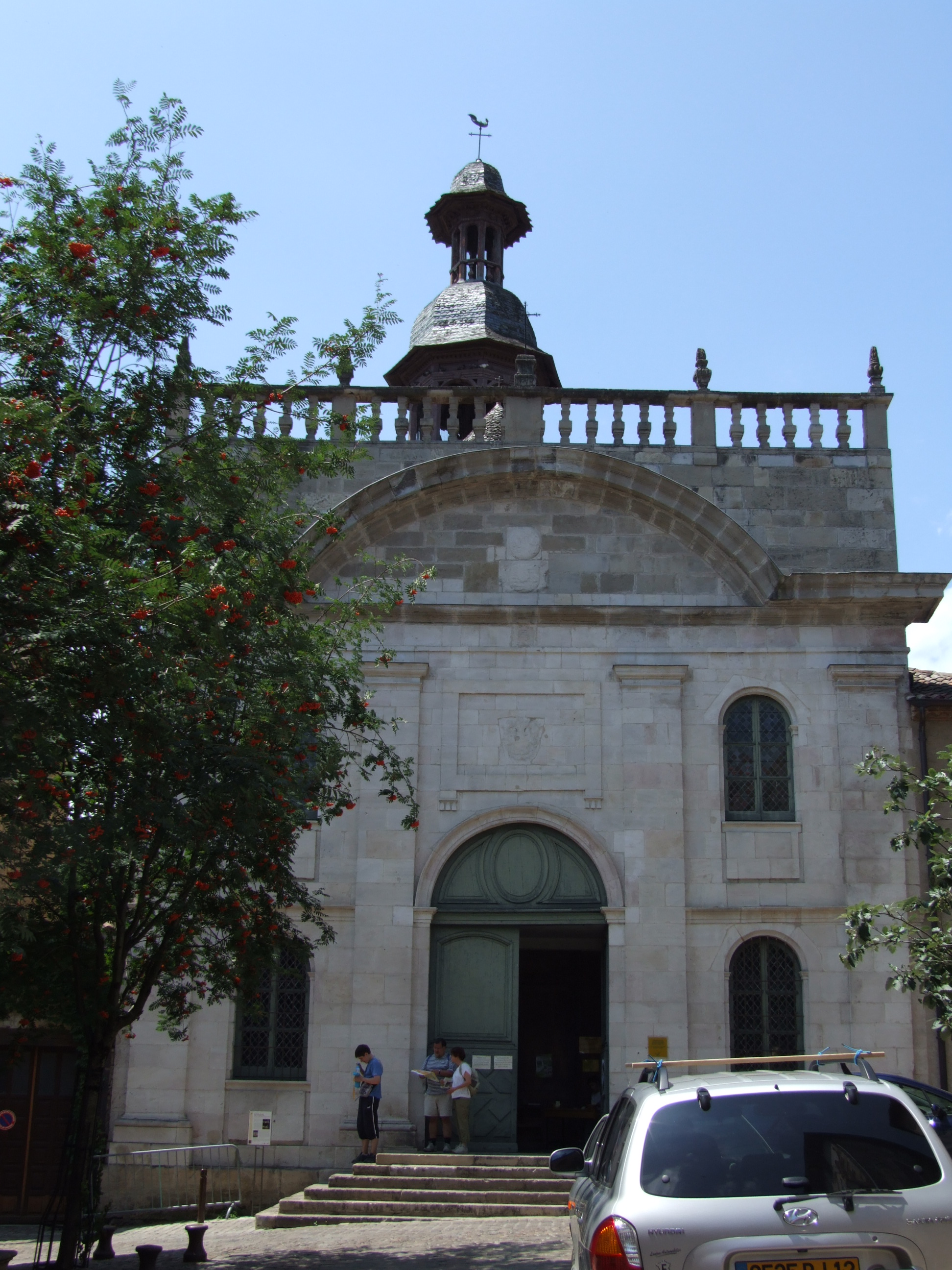
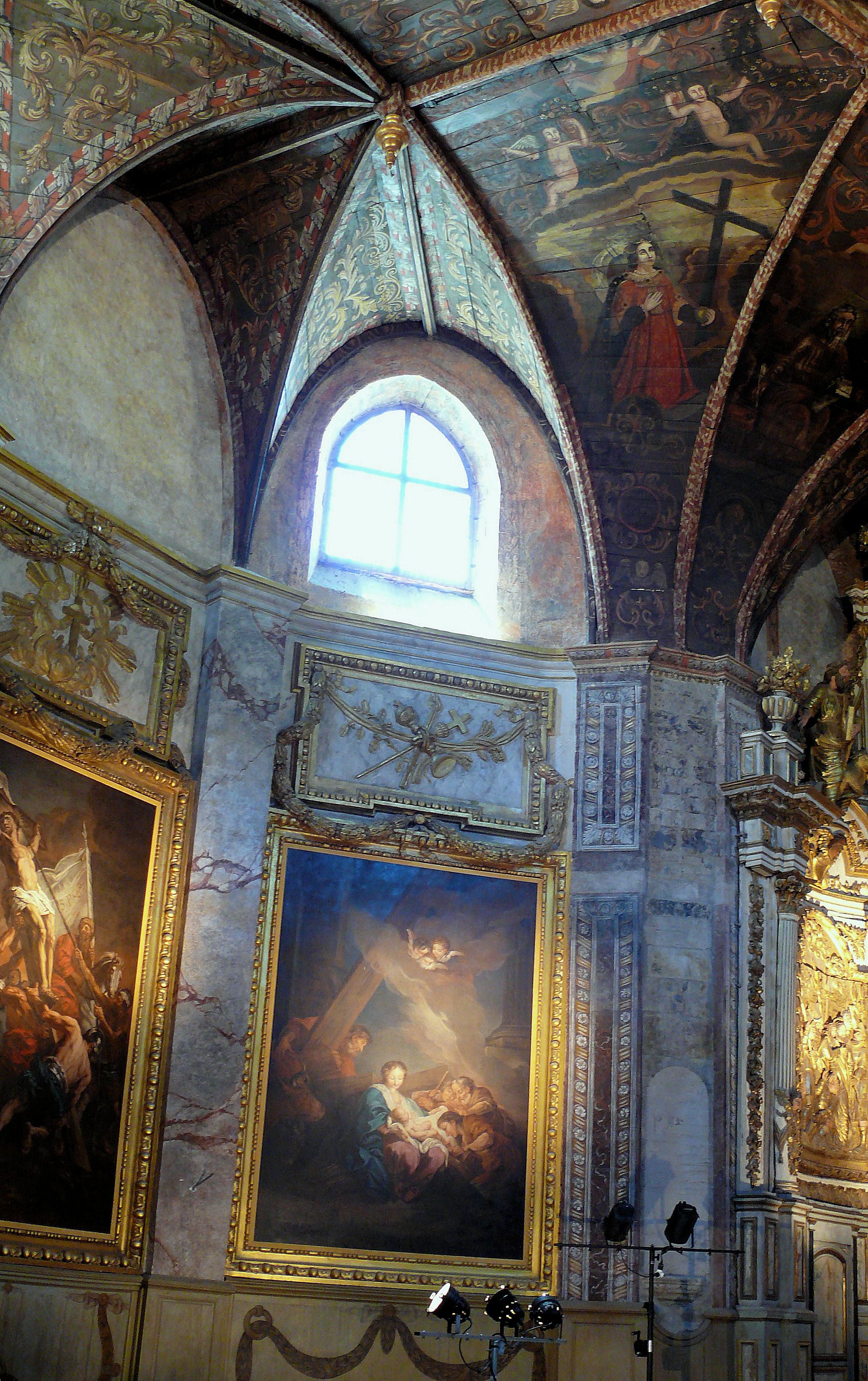
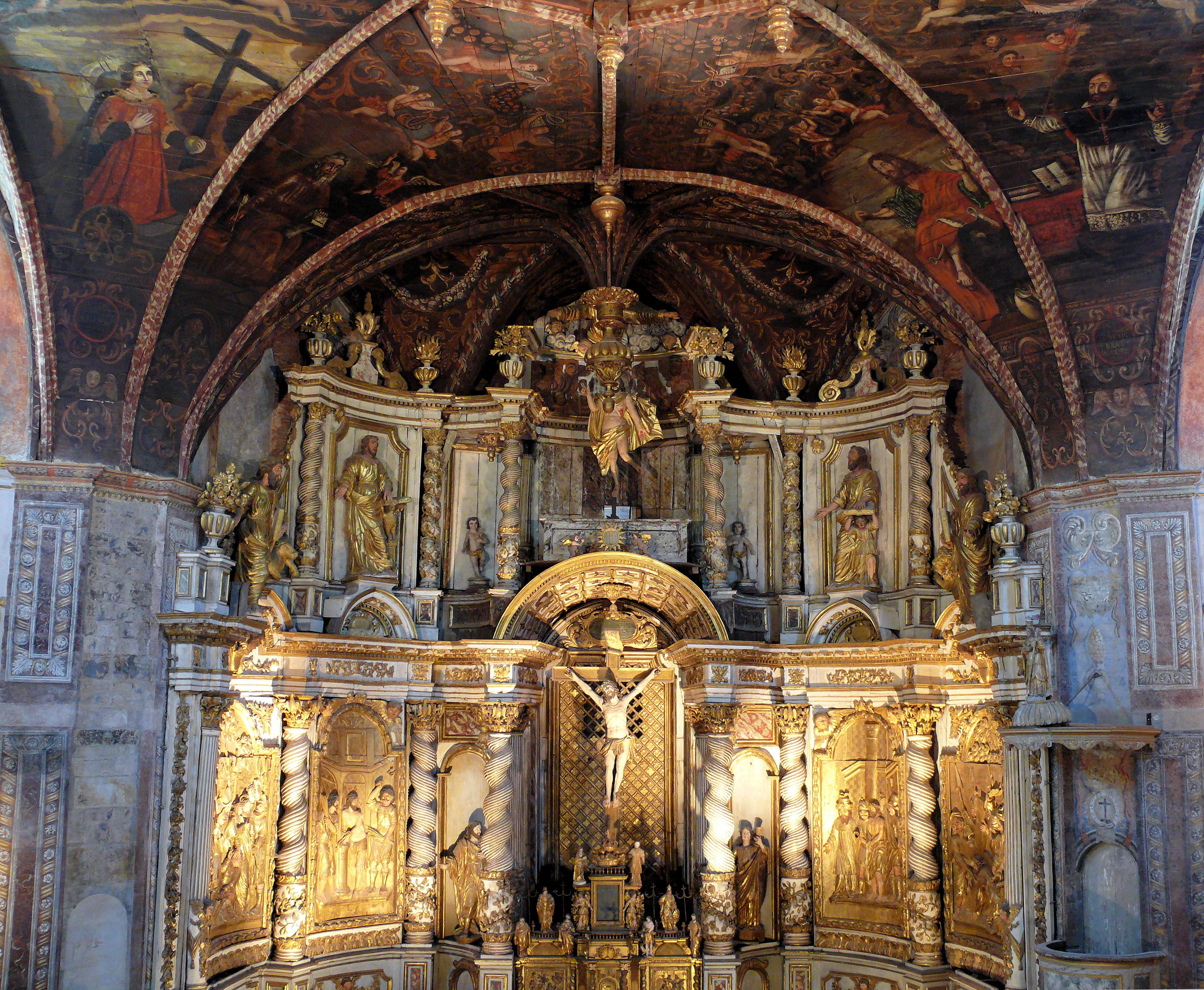
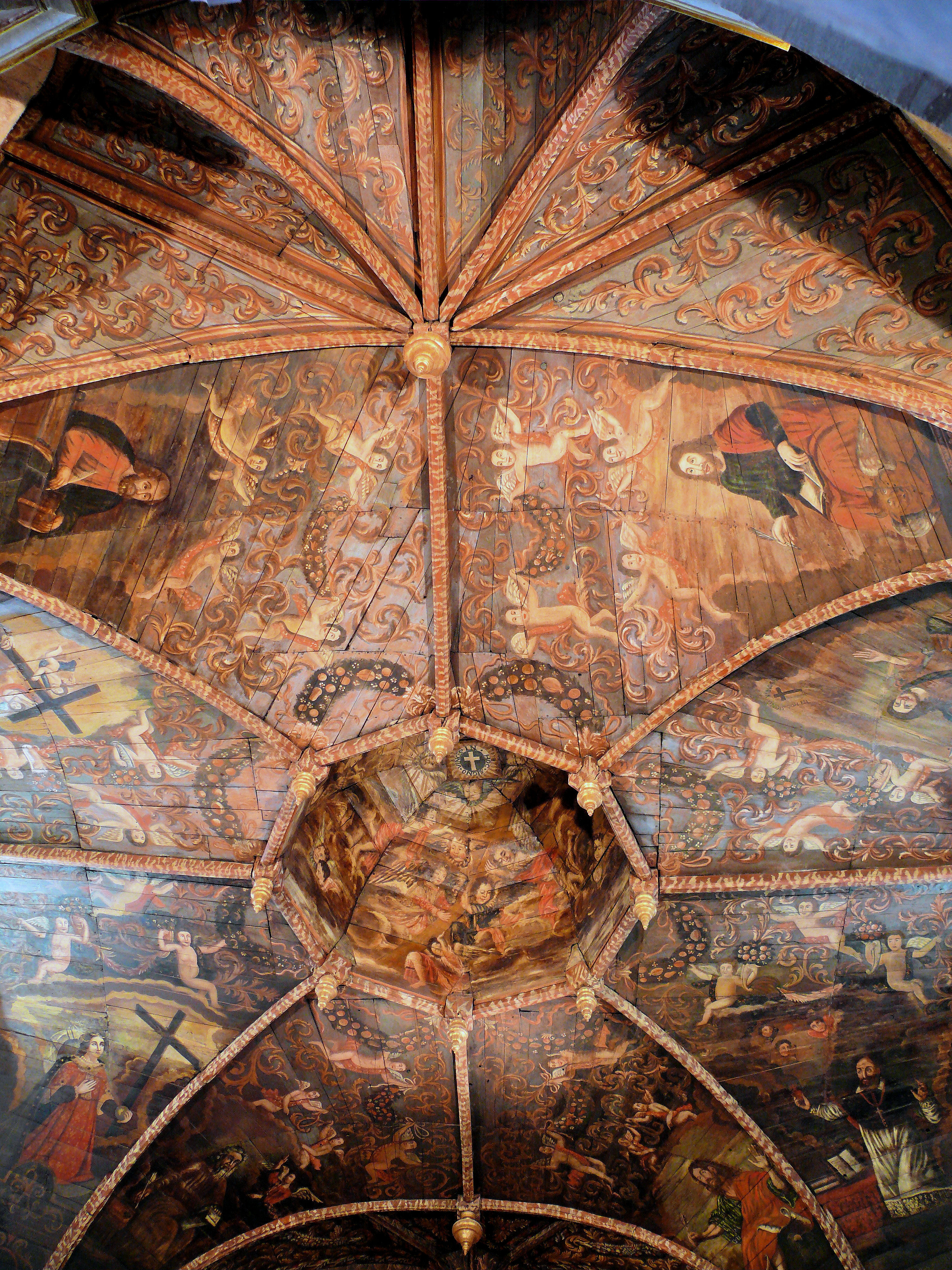
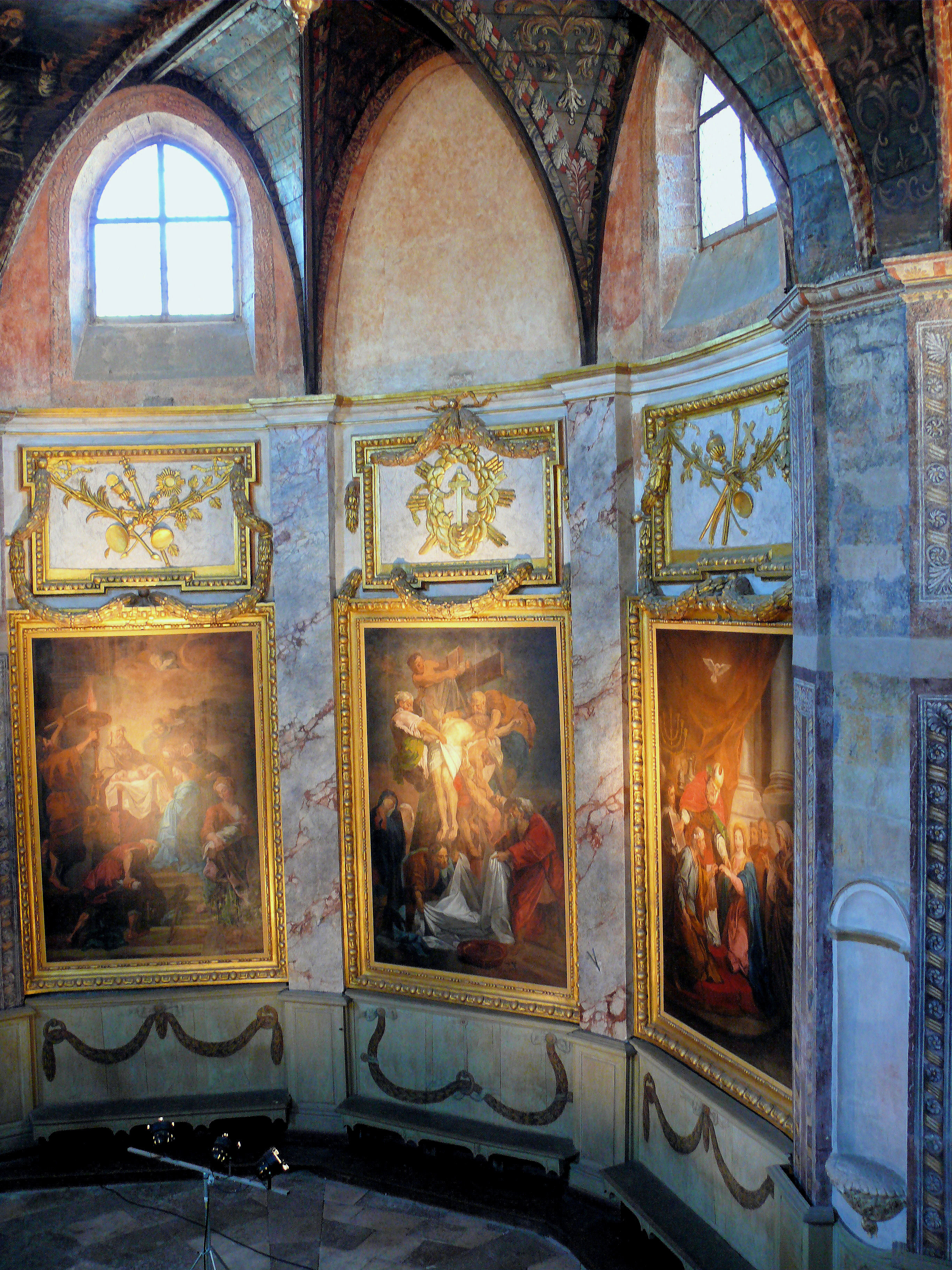

#### Église Saint-Jacquesde Villefranche-de-Rouergue
Inscrit MH (2003)
Villefranche-de-Rouergue se trouve sur le chemin de Saint-Jacques venant du Puy-en-Velay. Une chapelle a été construite en 1455 par les consuls. Une confrérie a été fondée en 1493 pour s'occuper du lieu et de l'hôpital qui accueillait les pèlerins. La commune en a récemment fait l'acquisition pour en faire un centre d'information sur les chemins de Compostelle.

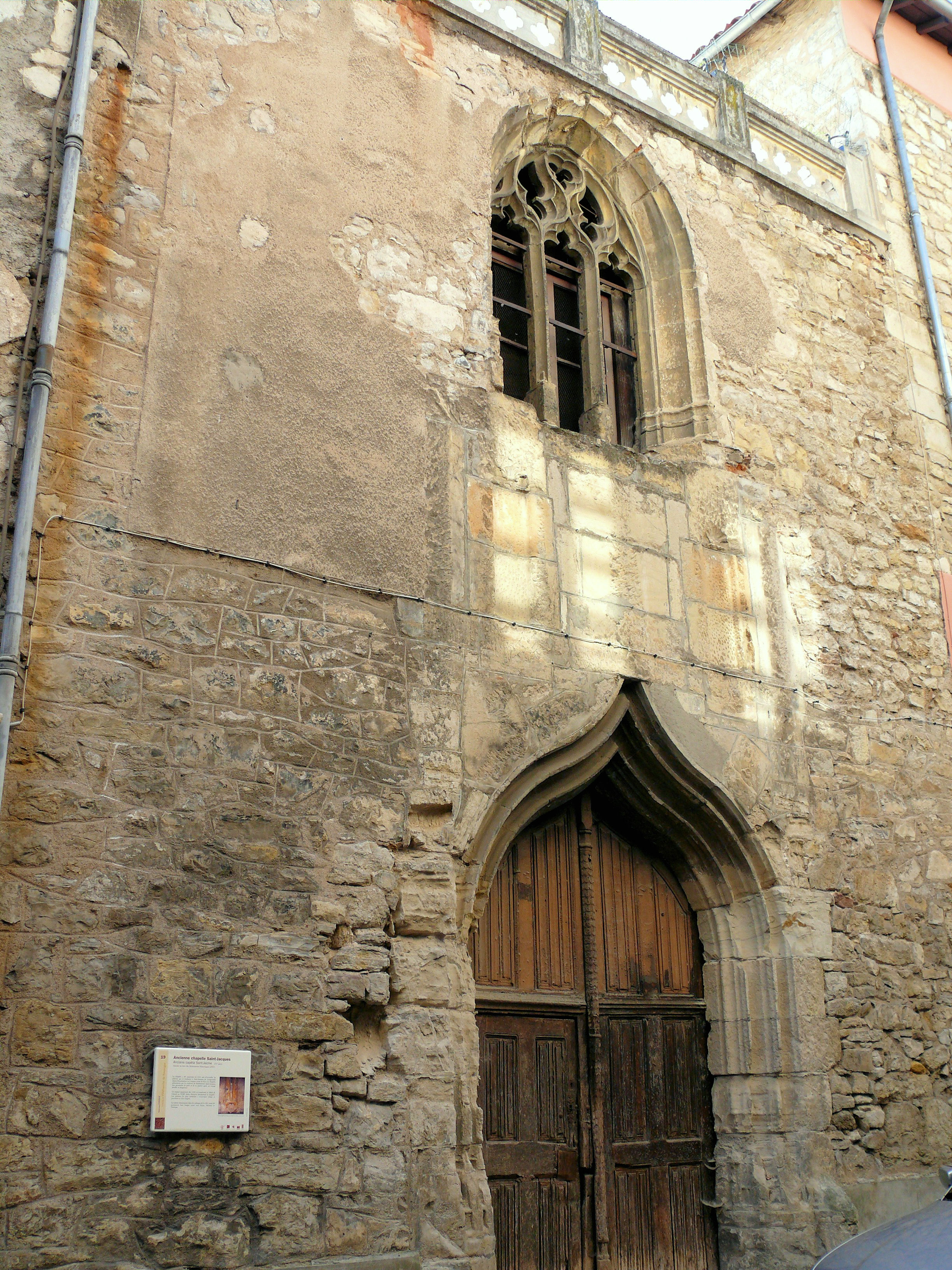

#### Église Saint-Augustinde Villefranche-de-Rouergue
Il s'agit de l'église de l'ancien couvent d'ermites de saint Augustin, construite à partir de 1520. L'actuelle place des Augustins faisait partie intégrante du couvent.

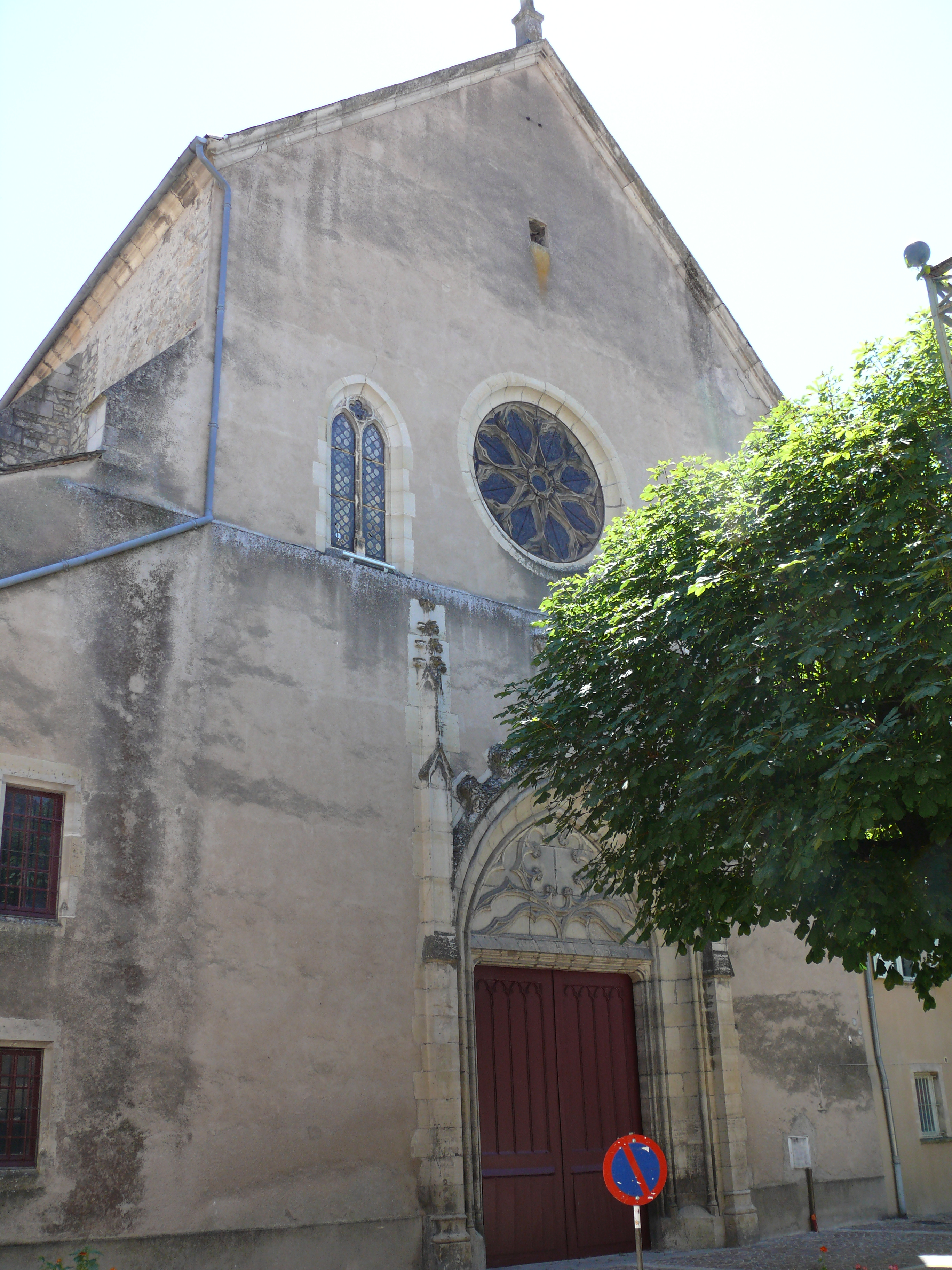

#### Chapelle des Pénitents-Bleus
La chapelle Saint-Jérôme des pénitents bleus est un édifice remarquable par sa qualité architecturale et son importance historique dans la vie religieuse de Villefranche-de-Rouergue. En 1976, la commune rachète le bâtiment et réalise en 1979 les premiers travaux pour la transformer en bibliothèque puis médiathèque. Cette dernière est officiellement inaugurée le 28 novembre 1981.

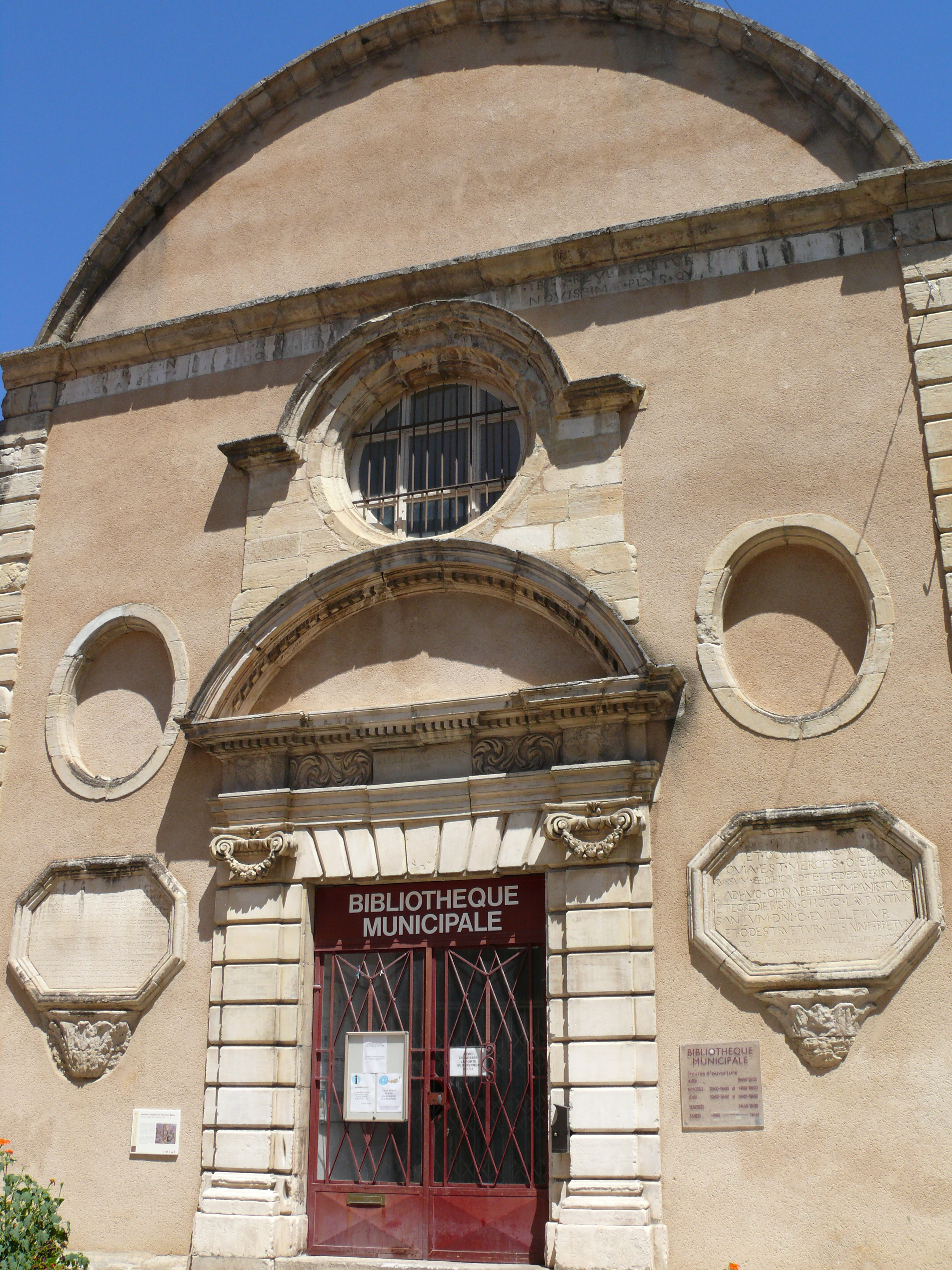
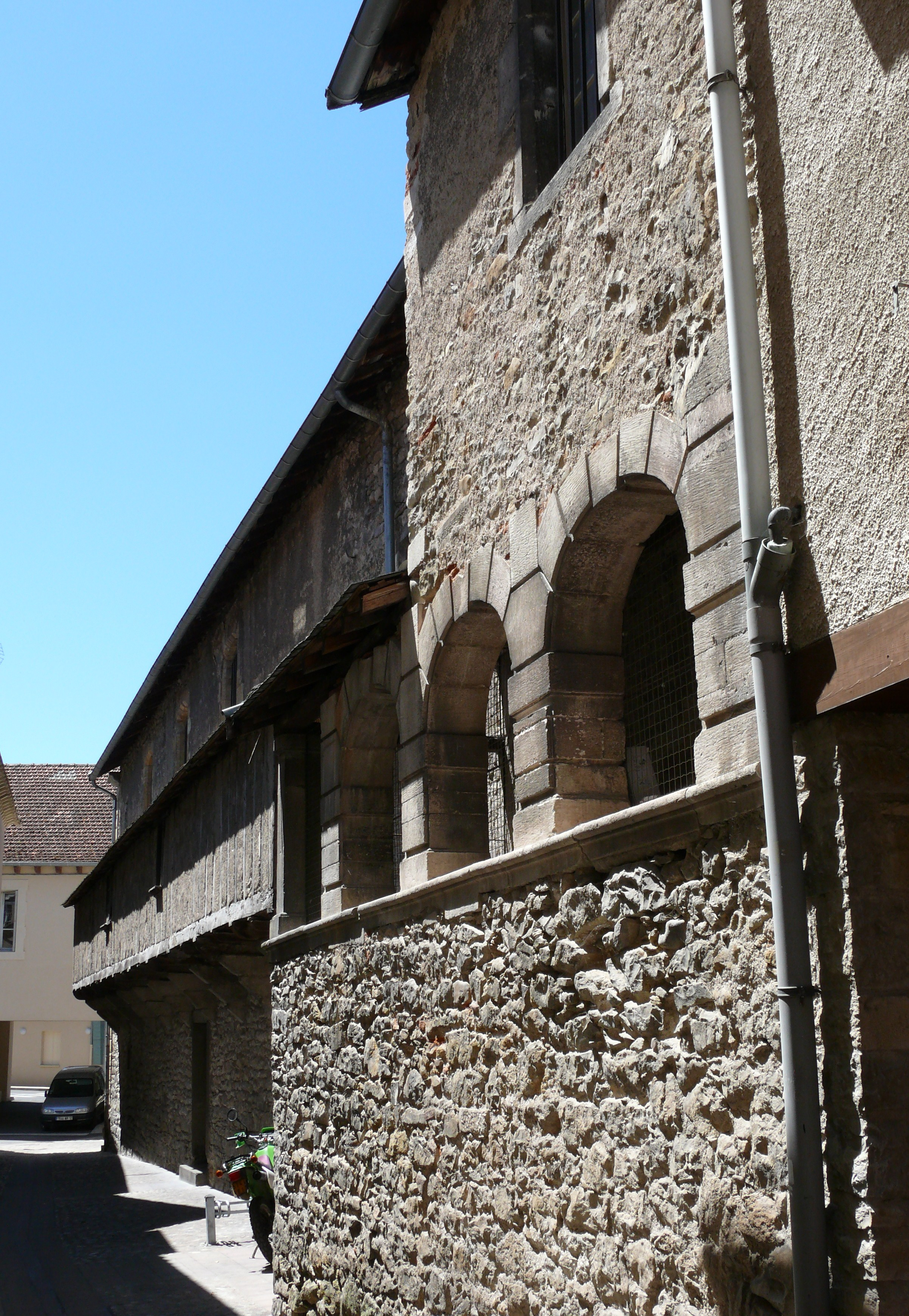

#### Chapelle Notre-Dame de Treize-Pierres de Villefranche-de-Rouergue
Elle fut construite à partir de 1510, sous l'épiscopat de François d'Estaing, puis agrandie en 1629 suivant l'inscription latine se trouvant au-dessus de la porte. En 1952, le peintre Nicolaï Greschny (1912-1985) y a peint des fresques en s'inspirant de la tradition de l'art sacré russe.

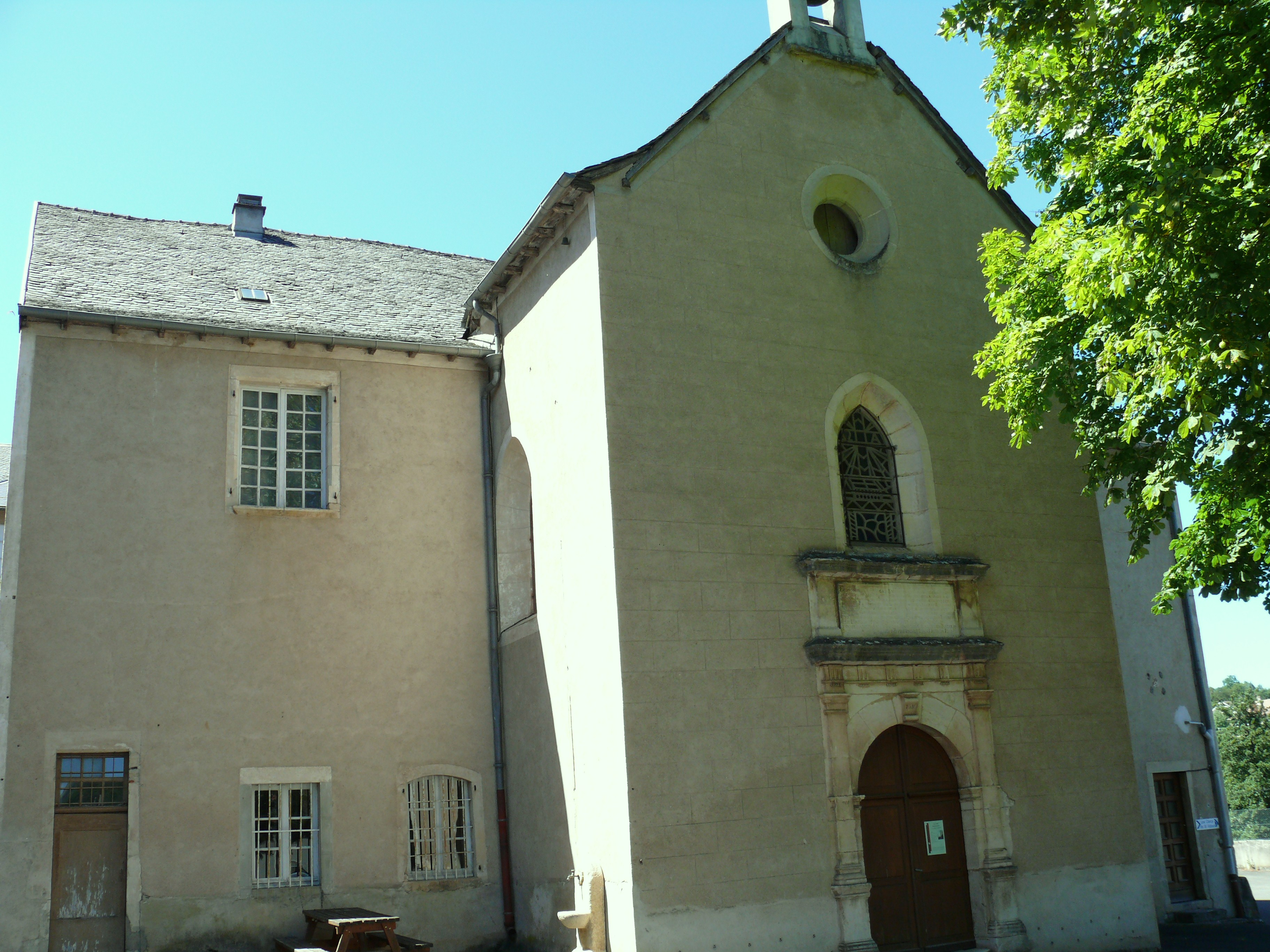

#### Église Saint-Josephde Villefranche-de-Rouergue
Elle fut construite en 1635, en même temps qu'un collège contre les fortifications, par les Pères Doctrinaires qui enseignaient la philosophie et les humanités.

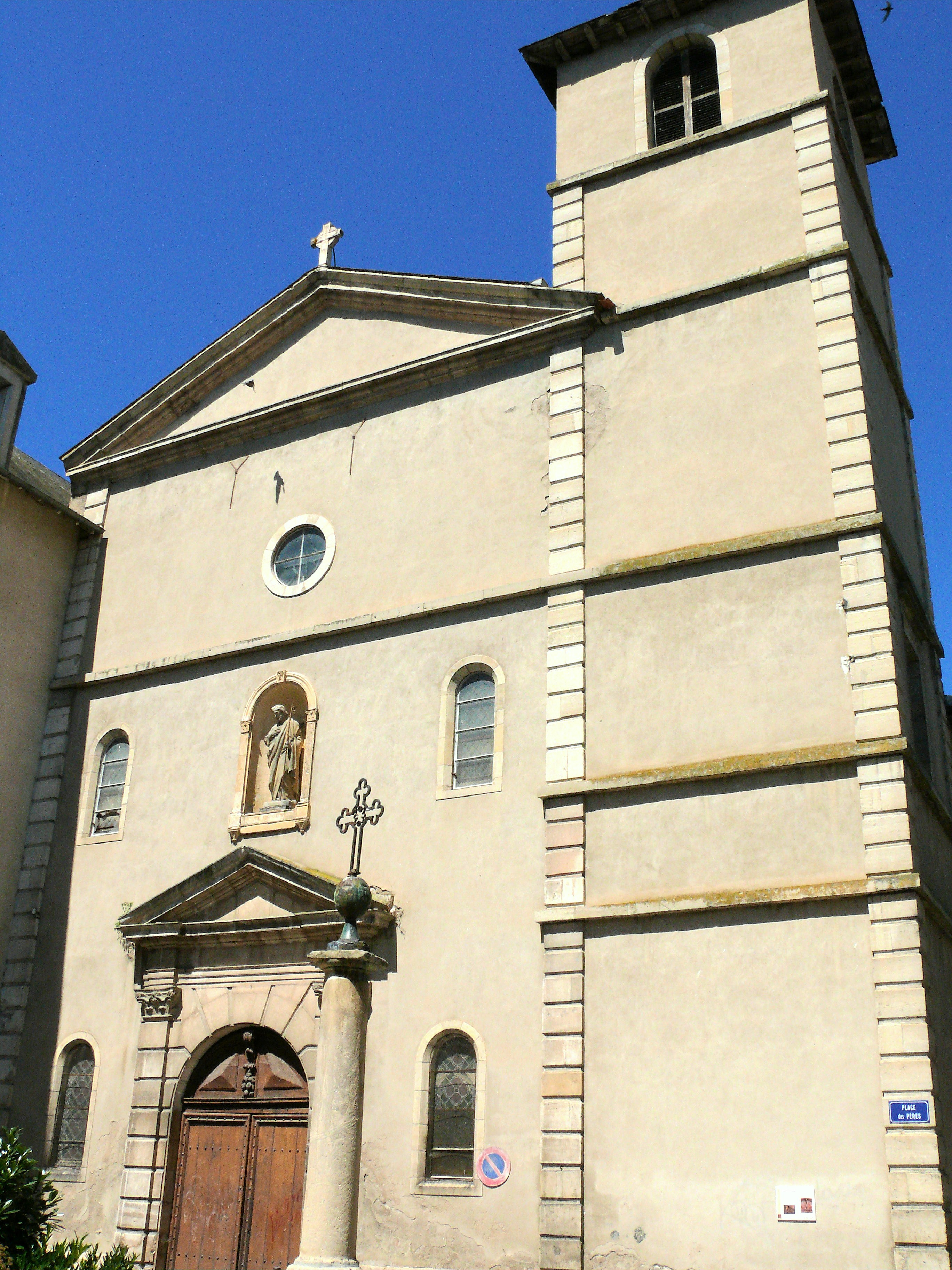

#### Chapelle Sainte-Émilie-de-Rodatde Villefranche-de-Rouergue
Cette chapelle fut réalisée à partir de 1952 par l'architecte Bosser sur les indications de dom Odilon Hitier. Elle fut consacrée en 1958. Sa crypte est l'ancienne salle capitulaire des Cordeliers où se trouve la châsse de sainte Émilie de Rodat.

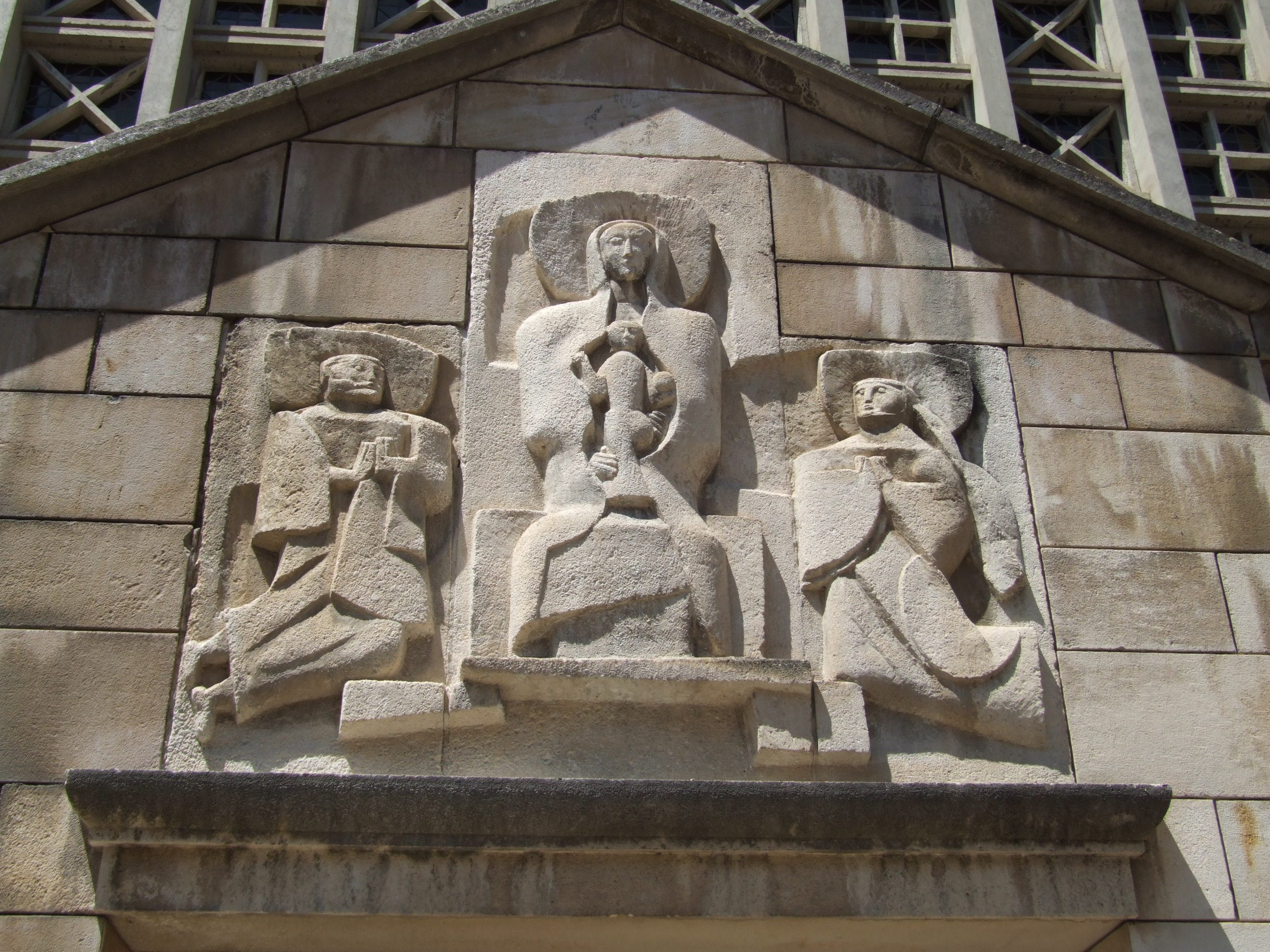
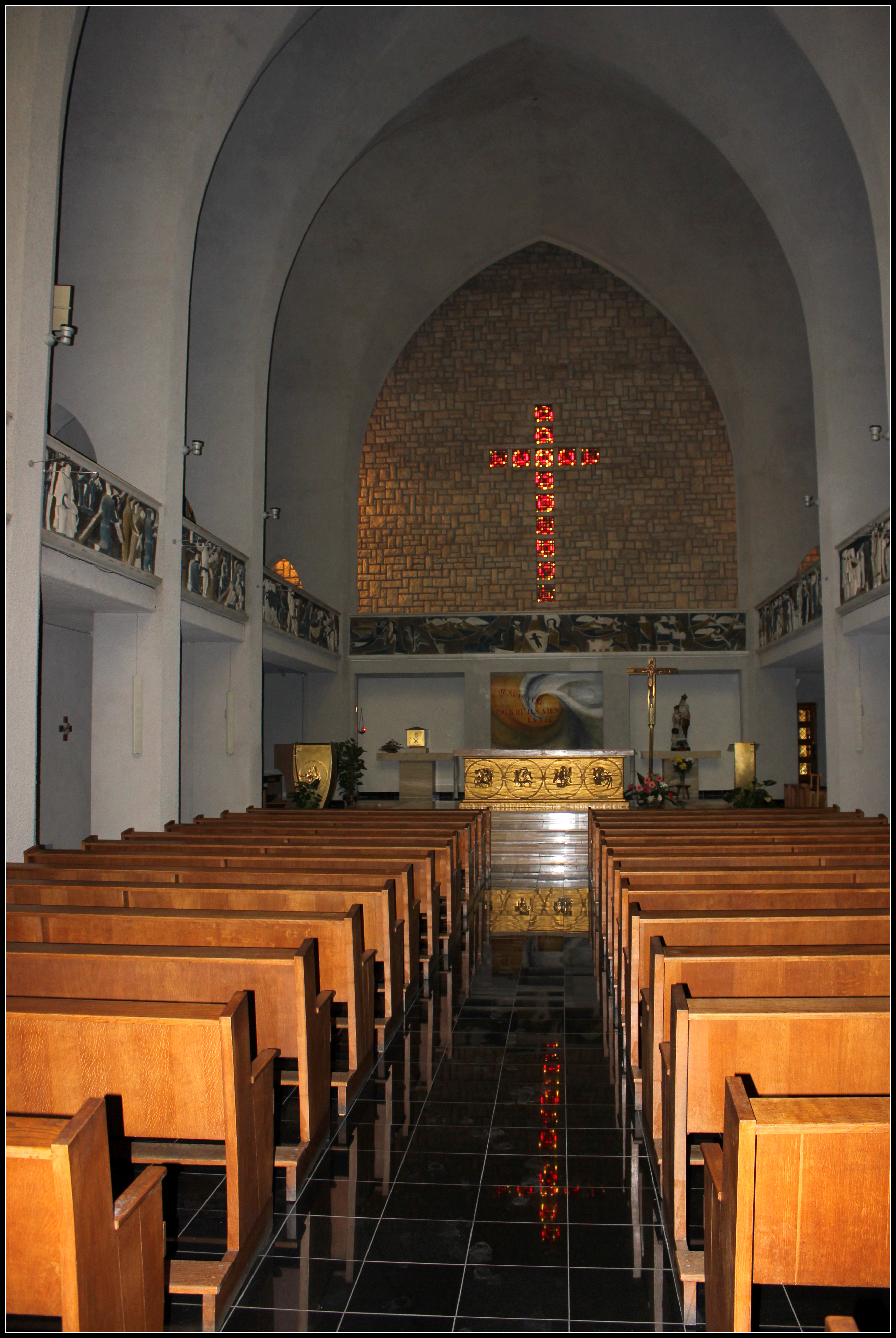
Intérieur de la chapelle.

#### Ancien couvent de la Visitation

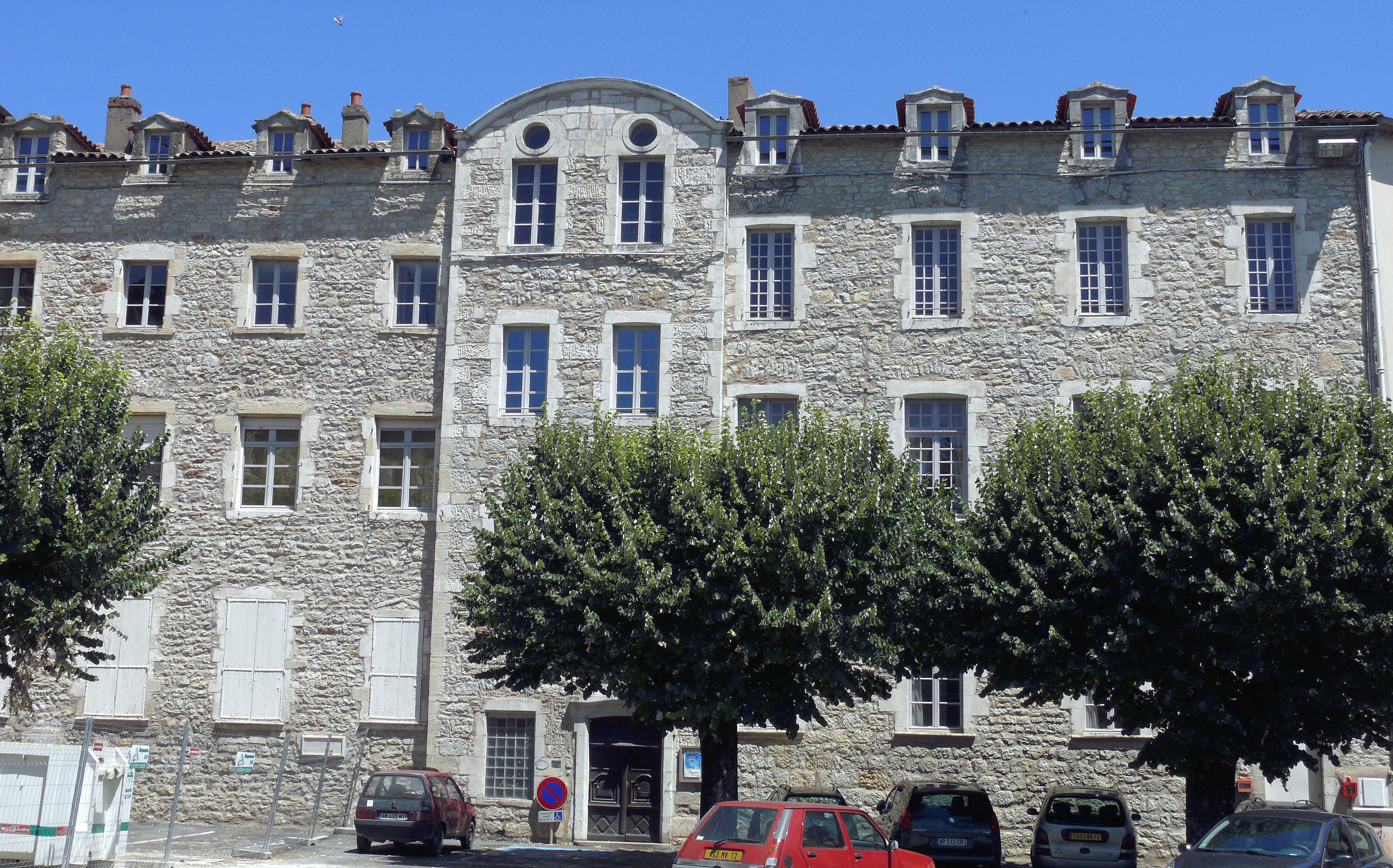

#### Chapelle Sainte-Barbede Villefranche-de-Rouergue

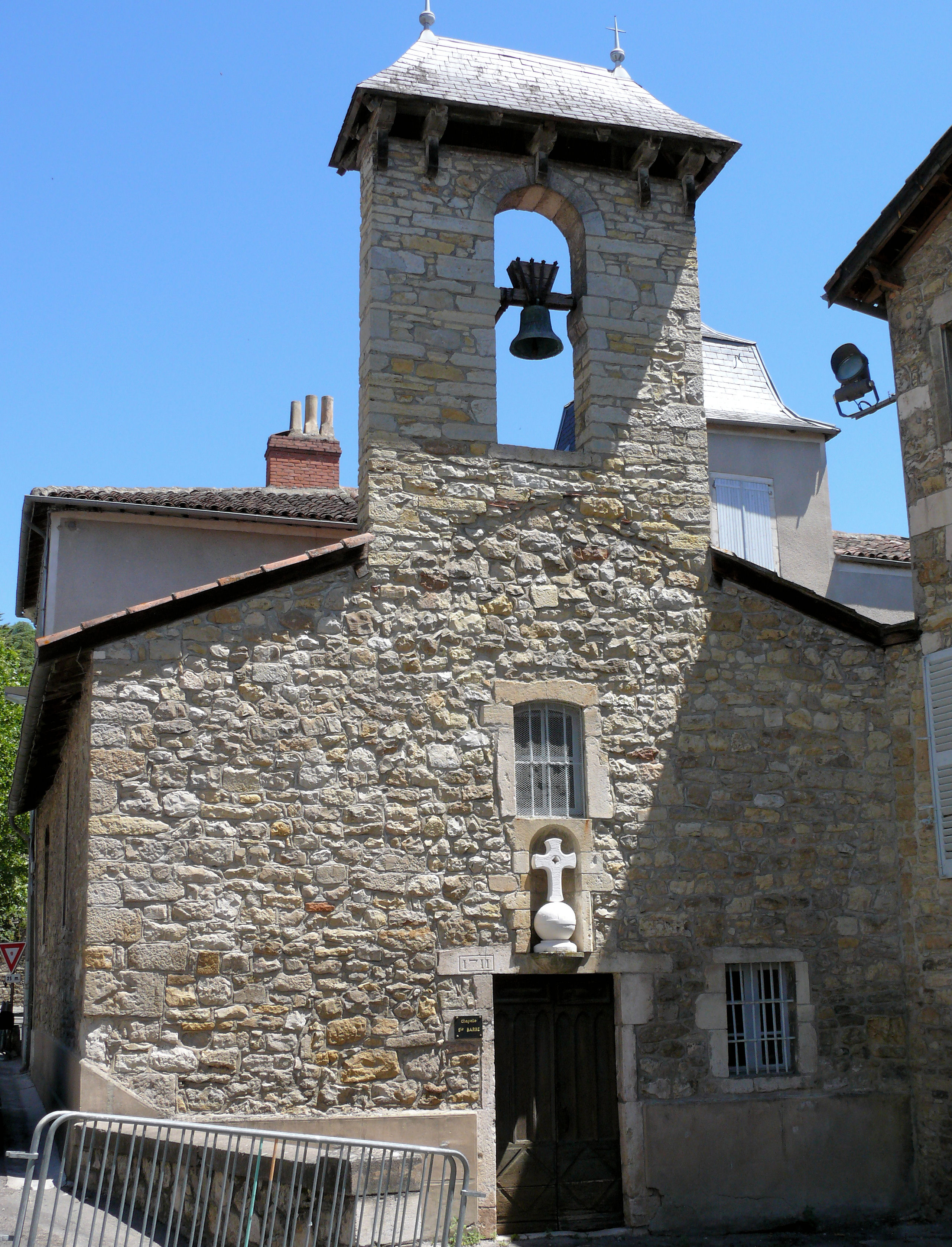

Elle fut construite en 1711.

#### Chapelle Saint-Jeande Saint-Jean d'Aigremont
Sur le site appelé Calvaire, situé à 4 km de Villefranche-de-Rouergue par la route, se trouve deux édifices religieux. L'église du calvaire, datant du XIXe siècle, et l'église Saint-Jean-Baptiste, beaucoup plus ancienne, premier lieu de culte de la région. Au cours de fouilles, on y a mis au jour en 1994 une base de colonne pré-romane.

#### Abbaye cistercienne de Loc-Dieu
Inscrit MH (1989)
L'abbaye de Loc-Dieu est une abbaye cistercienne des XIIe et XVe siècles située à Martiel, à 9 km à l'ouest de Villefranche-de-Rouergue.
- Chapelle Notre-Dame-des-Champs de Villefranche-de-Rouergue. Inscrite à l'Inventaire général Région Occitanie[42].
- Chapelle du couvent de la Sainte-Famille de Villefranche-de-Rouergue.
- Chapelle du Calvaire de Saint-Jean-d'Aigremont.
- Chapelle du château de Graves.

### Patrimoine culturel

#### Musée municipal Urbain-Cabrol

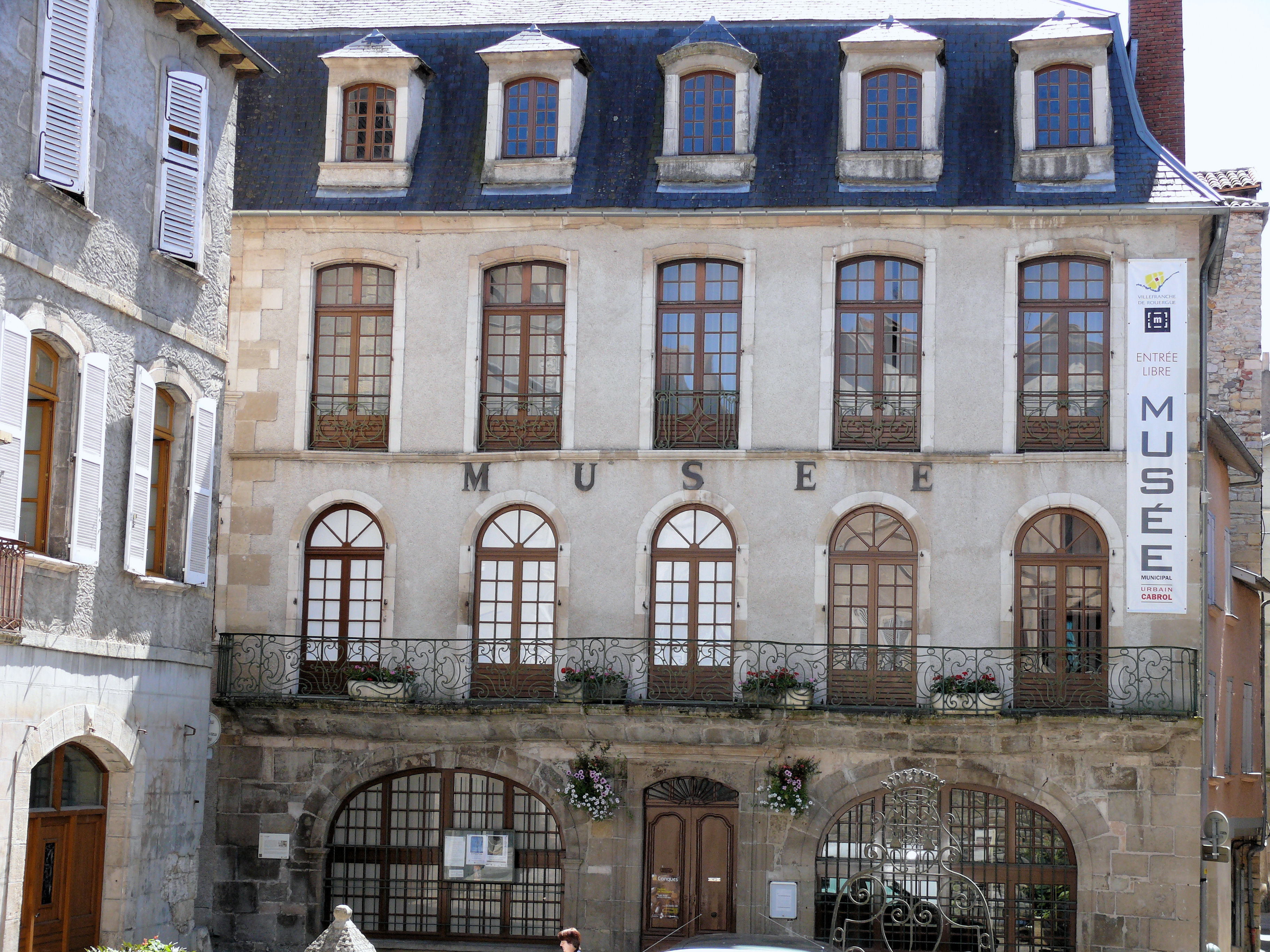
Musée Urbain-Cabrol.

La Société des Amis de Villefranche et du Bas-Rouergue est fondée en 1913. Urbain Cabrol en est le président-fondateur. Cette société voit sa collection centrée sur l'histoire locale augmenter. Un musée est créé pour la présenter, portant le nom du fondateur.
En 1963, la commune de Villefranche-de-Rouergue s'est associée à la Société des Amis de Villefranche pour assurer la gestion du musée.
Le musée possède des collections permanentes très variées : minéralogie, préhistoire, archéologie antique, art baroque et mobilier des Pénitents noirs, dermatologie et médecine du XIXe siècle, arts et traditions populaires.

#### Théâtre municipal

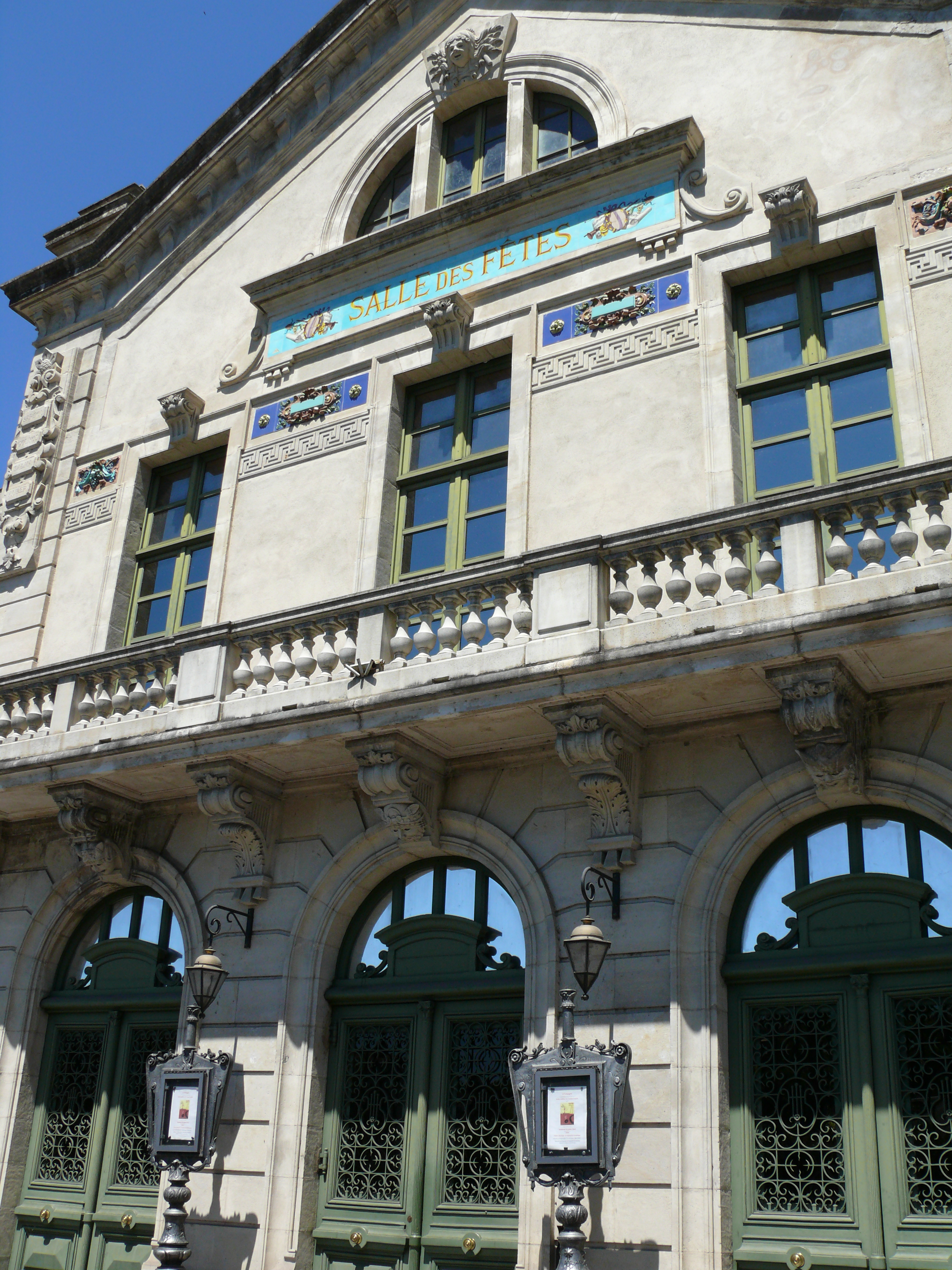
Le théâtre municipal.

La première salle des fêtes connue à Villefranche-de-Rouergue a été installé en 1810 dans l'une des salles de l'ancien couvent de la Visitation, réaménagé quelques années auparavant en hôtel de ville, mais la municipalité est contrainte de réutiliser cet espace en poids publics de la ville, au grand émoi de la population qui avait pris goût aux festivités qui s'y tenaient. En 1831, les villefranchois réclament, par le biais d'une pétition, la réouverture de leur théâtre. La municipalité ouvre alors une salle appelée le Casino en face de l'actuelle chapelle de la Sainte-Famille, rue du sergent Bories, mais il s'agissait en fait d'une salle de bal.
Ce n'est que le 26 octobre 1894 que le maire de Villefranche-de-Rouergue, Marcellin Fabre, propose au conseil municipal de construire une « salle des fêtes » à l'emplacement des anciens bâtiments de la Sénéchaussée devenus siège du Présidial en 1552, sur le quai de la Sénéchaussée. Ce projet, qui prend la forme d'un théâtre à l'italienne, est approuvé et rapidement mis en œuvre. Les travaux commencent dès 1896 sur les plans de l'architecte parisien Ernest Fage. L'inauguration a lieu deux ans plus tard, les 23, 24 et 25 septembre 1898. Après l'enthousiasme du départ, l'intérêt diminuant, la gestion a été confiée à des intérêts privés. L'activité y devint irrégulière. La commune a repris la gestion du théâtre en 1950, mais en l'absence d'investissements pour entretenir le théâtre, il va continuer à se dégrader. Après un accord financier de toutes les collectivités territoriales, des travaux sont entrepris en 1993. Ils ont duré trois ans. Le théâtre rénové est inauguré en février 1996, cent ans après le début de sa construction. Le bâtiment a été inscrit au titre des monuments historiques en 1993.

#### Bibliothèque municipale
La bibliothèque municipale a été installée dans l'ancienne chapelle Saint-Jérôme des Pénitents bleus, rue du Sénéchal. La chapelle avait été achetée par la municipalité en 1976. Les premiers travaux de restauration du bâtiment pour le transformer en bibliothèque puis médiathèque sont faits en 1979. La médiathèque a été inaugurée le 28 novembre 1981.

#### Carillon

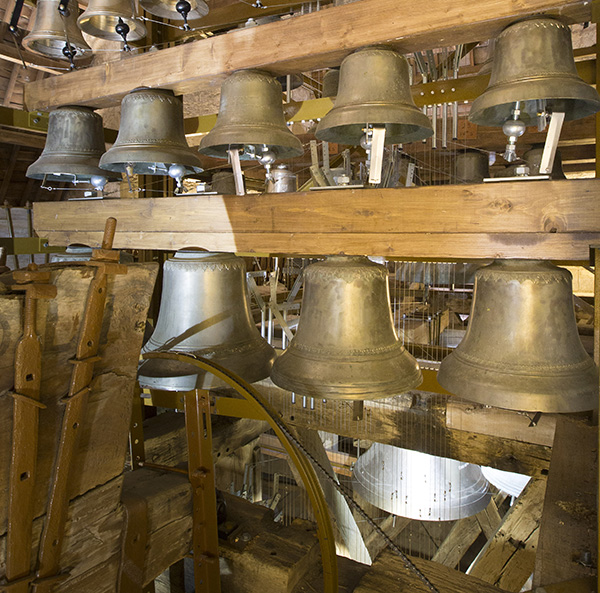
Carillon de Villefranche-de-Rouergue.

Le clocher-porche de la collégiale Notre-Dame de Villefranche de Rouergue abrite un ensemble de 49 cloches :
Une cloche, logée dans le lanternon posé sur la toiture du clocher, sonne les heures et 48 cloches, d’un poids total d’environ 11 t, installées dans la salle des cloches, située à mi-hauteur du clocher porche de la collégiale, soit à environ 30 m de haut. Elles assurent à la fois sonneries et carillon.

### Personnalités liées à la commune

#### Moyen Âge
- Jean de Pomairols, premier des consuls, décida de rester dans la ville mise en quarantaine lors de la grande peste, son portrait est à la mairie

#### XVIIesiècle
- Jean Petit, chirurgien à Villefranche-de-Rouergue, chef de file de la Jacquerie des croquants de 1643, roué vif en place publique
- Jacques Borelly, né à Villefranche-de-Rouergue en 1623, mort en juin 1689 à Paris. Médecin, chimiste, membre de l'Académie royale des sciences. C'est lui qui eut l'idée des globes que le cardinal d'Estrées fit préparer pour le roi Louis XIV et il donna le dessin des emplacements des planètes et des étoiles fixes au moment de la naissance du roi sur les globes que le père Coronelli, cordelier, réalisa

#### XVIIIesiècle
- Charles Louis Auguste Fouquet de Belle-Isle (Villefranche 1684- Versailles 1761), maréchal de France, diplomate
- Louis Lobinhes ou Lobinhès (1739-1815), homme politique, maire de Villefranche-de-Rouergue, député de l'Aveyron à la Convention.
- Jean de Pechméja (1741-1785), homme de lettres
- Jean-Antoine Galtié, (1743-1808), député du Lot au Conseil des Anciens
- Antoine Andurand (1747-1818), homme politique, député du tiers état aux états généraux de 1789.
- François Lortal (1752-1816), homme politique, député de l'Aveyron de 1791 à 1792.

#### XIXesiècle
- Jean Charles Prestat (1760-1843), général des armées de la République.
- Jean-Louis Alibert, (1768-1837), Professeur à la Faculté de Médecine de Paris, membre de l’Académie de Médecine et premier médecin ordinaire des rois Louis XVIII et Charles X.
- Armand-François Chateauvieux (1770-c.1820), auteur dramatique.
- Sainte Émilie de Rodat (1787-1852)
- Jean-François Bories (1795-1822), l'un des « Quatre sergents de La Rochelle ». Il est né au no 20, rue Sergent-Bories
- François Massabiau (1795-1870), médecin, homme politique né à Villefranche-de-Rouergue, député de la Haute-Garonne de 1852 à 1863.
- Vincent Cibiel (1797-1871)
- Louis Lortal (1802-1888), homme politique né et décédé à Villefranche-de-Rouergue, maire de Villefranche-de-Rouergue et député de l'Aveyron de 1871 à 1876.
- Émile Maruéjouls (1835-1908), homme politique, député de l'Aveyron de 1889 à 1908, ministre du Commerce, de l'Industrie, des Postes et Télégraphes en 1898, ministre des Travaux publics de 1902 à 1905,
- Charles de Pomairols, (1843-1916), écrivain régionaliste, descendant des Pomairols, famille de consuls villefranchois, grand ami de Hérédia, perdant malheureux face à Bergson à l'Académie française, poète et grand spécialiste de Lamartine ; il tenait salon à Paris où il recevait les écrivains catholiques comme Mauriac
- Abbé Justin Bessou, (1845-1918), majoral[Note 12] du Félibrige
- Joseph Pechdo, né en 1851 à Caylus, médecin ophtalmologiste, mort en 1940 à Villefranche-de-Rouergue
- Olympe Dupas, né le 13 janvier 1876 à Ronsenac (Charente), violoniste, professeur de musique, chef d'orchestre, mort à Villefranche-de-Rouergue le 3 janvier 1932

#### XXesiècle
- Joseph Coucoureux (1879-1964), homme politique
- Francis Carco (1886-1958)
- Maurice Pechdo (1887-1972), médecin ophtalmologiste
- Enric Mouly (1896-1981), écrivain occitan
- Pierre Bonnet (1897-1990), naturaliste
- Général Henri Navarre (Villefranche 31 juillet 1898-1983).
- René Jayr (1900-1980) homme politique, petit-fils de Charles de Pomairols
- Robert Fabre (1915-2006), pharmacien, initiateur du programme commun PS-SFIO-MRG (Fondateur), ancien dirigeant du PRG le 27 novembre 1973, ancien Médiateur de la République et ancien membre du Conseil constitutionnel
- Roger Riffard (1924-1981), auteur-compositeur-interprète et comédien
- Colette Magny (1926-1997), auteur-compositeur-interprète décédée à Villefranche
- Guy Lacombe, né en 1955 à Villefranche, joueur puis entraîneur de football français qui évolua dans le club de Villefranche-de-Rouergue de 1970 à 1975 avant de diriger plusieurs stars du football français, entraîneur de Guingamp, Sochaux, du Paris-Saint-Germain de décembre 2005 à janvier 2007 puis de l'AS Monaco
- Francis Duranthon (1961-...), paléontologue, directeur du Muséum de Toulouse
- Alain Guiraudie, cinéaste, né à Villefranche-de-Rouergue le 15 juillet 1964
- Quentin Bourdy et Noémie Honiat, couple de chefs cuisiniers candidats de Top Chef
- Marie-Sophie Lacarrau, journaliste de la télévision française, née à Villefranche-de-Rouergue en 1975, présente à la rentrée 2016 le journal de 13 heures de France 2 et depuis le 4 janvier 2021 celui de TF1
- Jérémie Roumégous, joueur de football

### Devise et héraldique
| Blason de Villefranche-de-Rouergue | Les armes de Villefranche-de-Rouergue se blasonnent ainsi : De gueules au pont des trois arcades d'argent crénelé de cinq pièces, accosté de deux tours quarrées de même, ouvertes et crénelées aussi de trois pièces chacune, le tout massonné de sable, planté dans les eaux d'argent ardées d'azur et surmonté de la croix occitane d'or, au chef de France. C'est le pont des consuls ; il a été le premier pont de Villefranche et servait à l'époque de péage. Aujourd'hui, il existe encore mais les deux tours ont été supprimées. |